# Presidencia de Mauricio Macri

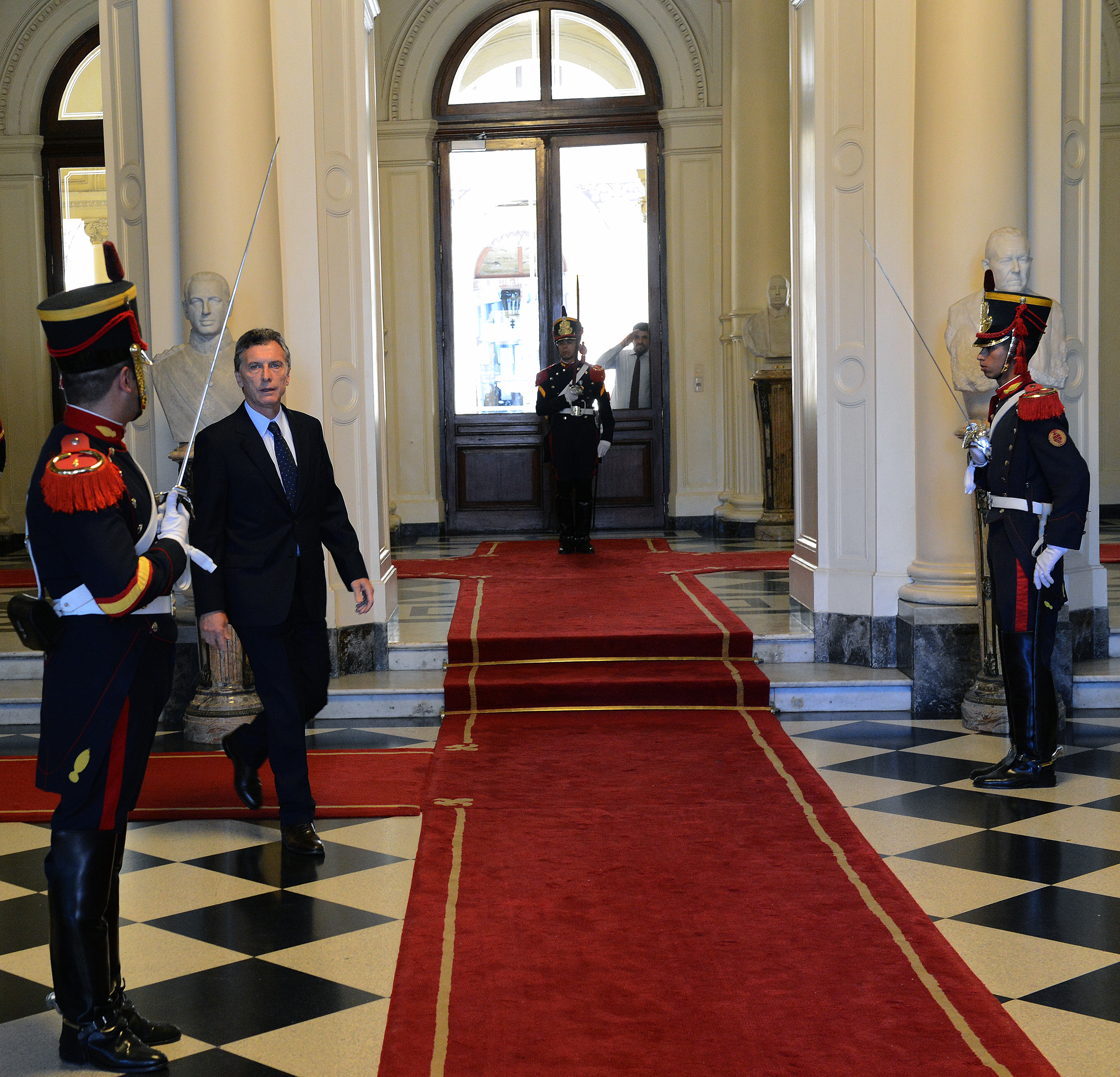
Macri ingresa por primera vez a trabajar como presidente el 11 de diciembre de 2015. Aquel día recibió a quienes fueron sus competidores en las elecciones presidenciales.

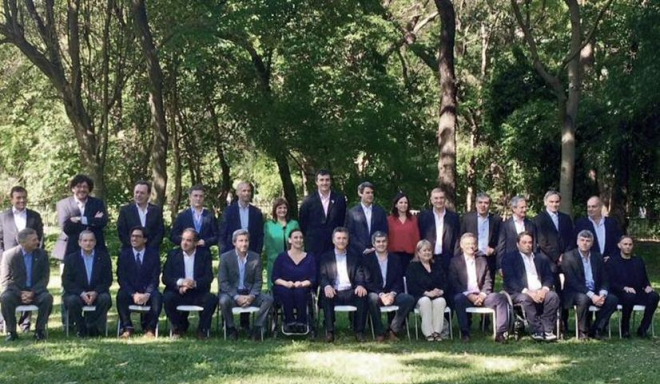
Macri junto a su gabinete a poco de haber asumido la presidencia.

La presidencia de Mauricio Macri en la República Argentina comenzó el 10 de diciembre de 2015, diferenciándose el momento del inicio de su mandato, que sucedió a las 0:00 horas, de la asunción del cargo, que sucedió horas después, al momento de prestar juramento ante la Asamblea Legislativa.  Existen discrepancias sobre la fecha exacta de finalización de su mandato: según algunas personas finalizó el 10 de diciembre de 2019, al momento del juramento de su sucesor, Alberto Fernández, según otras personas su mandato finalizó el 9 de diciembre de 2019 a las 24:00, al cumplirse cuatro años del inicio del mismo, según lo establecido por la jueza Servini en el fallo del 9 de diciembre de 2015. Fue un gobierno calificado como de centroderecha.
La organización política a la que representó fue el partido Propuesta Republicana, que integró la coalición política Cambiemos, a la que también pertenecieron la Unión Cívica Radical y la Coalición Cívica ARI entre otros partidos. El diario español El País informó que fue el primer presidente argentino no perteneciente al partido peronista en completar su mandato en tiempo y forma desde Marcelo Torcuato de Alvear en 1928, sin considerar que con posterioridad el radical Agustín P. Justo (1932-1938) también completó su mandato en tiempo y forma, y que el peronismo recién apareció en 1945. Macri ha relativizado esa afirmación, sosteniendo que su gobierno económicamente terminó cuatro meses antes, el 11 de agosto de 2019, por decisión del mercado, luego de su derrota en las primarias. Fue uno los cuatro presidentes no peronistas en traspasar el mando a un presidente peronista, junto a Edelmiro Julián Farrell, Alejandro Agustín Lanusse y Raúl Alfonsín; fue uno de los dos presidentes no peronistas en recibir el mando de un presidente peronista, junto con Fernando de la Rúa; y fue el único presidente en recibir el mando de un presidente peronista y entregárselo a otro presidente peronista. Fue también el primer presidente argentino que se presentó para ser reelegido y no lo logró.

## Elección

### Candidatura a la presidencia
En marzo del 2015 el PRO se unió a la Unión Cívica Radical y a la Coalición Cívica ARI formando el frente Cambiemos.

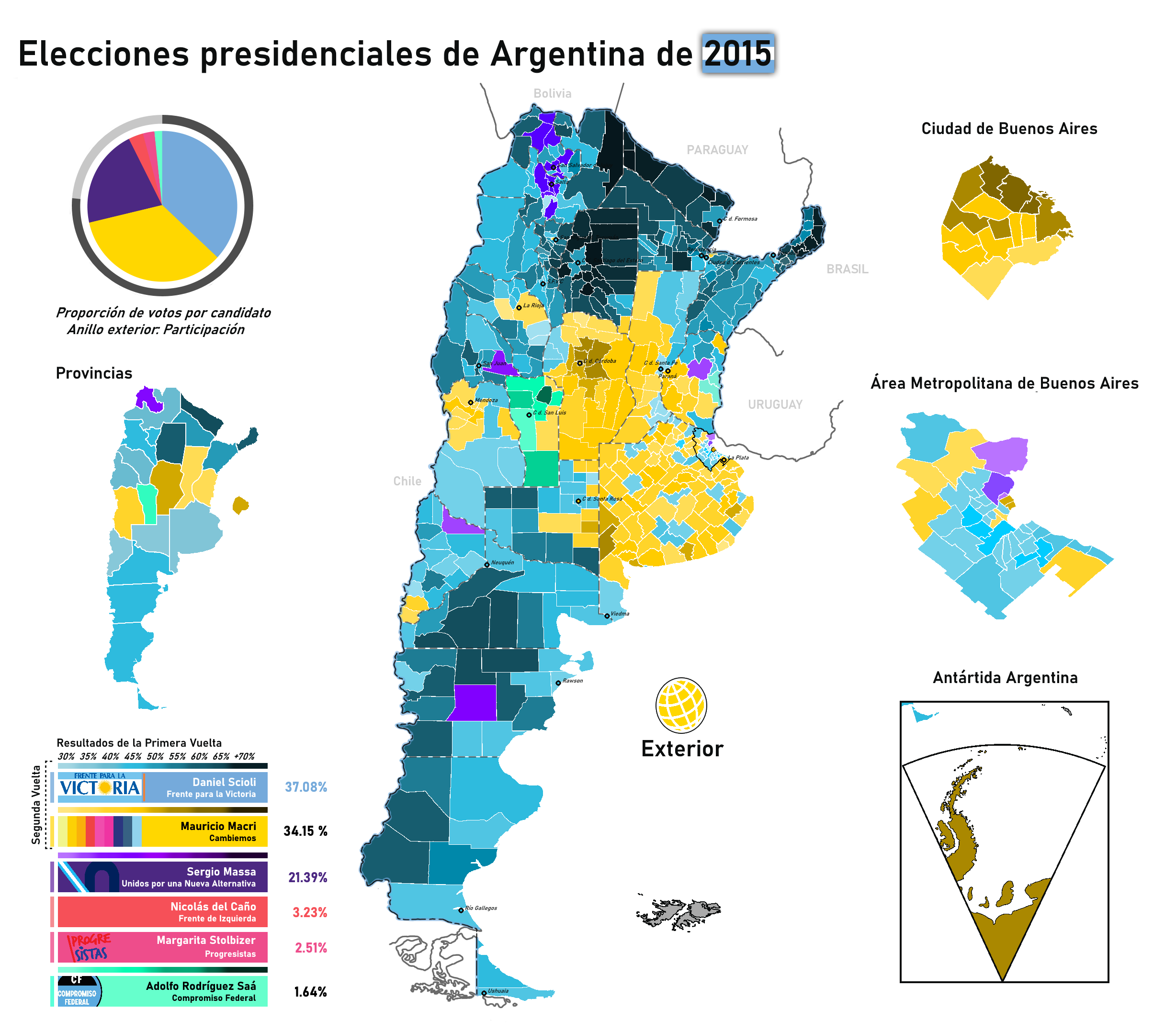
Resultados de la primera vuelta de 2015.

Para las elecciones primarias, la fórmula Mauricio Macri-Gabriela Michetti compitió con Ernesto Sanz y Elisa Carrió. Macri ganó la candidatura. La elección presidencial se desarrolló el 25 de octubre. El candidato oficialista Daniel Scioli quedó en primer lugar con el 37.08 % de votos a favor y Macri en segundo con el 34.15 %, por lo cual ambos debieron competir en una segunda vuelta. En el primer balotaje de la historia argentina, realizado el 22 de noviembre de 2015, Macri triunfó sobre el candidato  oficialista, Daniel Scioli  (quien obtuvo el 48,66 %), obteniendo 12 997 937 votos, que equivalieron al 51,34 % de los votos positivos emitidos. Macri obtuvo 8,6 millones de votos (34,15 %) en la primera vuelta y 12,99 millones de votos en la segunda vuelta (51,34 %).

### Transición
Se convirtió en el primer presidente elegido desde 1944 no perteneciente a los partidos tradicionales de la Argentina (la Unión Cívica Radical y el Partido Justicialista), así como el primer presidente procesado penalmente, aunque el juez Sebastián Casanello decretaría su sobreseimiento pocos días después de asumir, manteniendo el procesamiento de sus subordinados.
En los días posteriores a la elección, recibió felicitaciones por parte de sus contrincantes Daniel Scioli, Sergio Massa, y sus pares del mundo.
Durante esos días afirmó públicamente que exigiría la renuncia de varios funcionarios con mandatos todavía no cumplidos, como la Autoridad Federal de Servicios de Comunicación Audiovisual, el Banco Central, y el Ministerio Público, todos ellos órganos independientes del Poder Ejecutivo.
El diario Clarín dedicó un artículo para informar sobre la postura de los empresarios frente al gobierno de Macri, concluyendo que "hay consenso en apoyar al nuevo gobierno". El periódico informa que uno de los asistentes al evento «resumió a Clarín la postura frente a Macri: “Apoyo sin condicionamientos”». Entre los entrevistados se encuentra también Daniel Funes de Rioja, vicepresidente de la Organización Internacional de Empleadores en representación de las patronales argentinas, diciendo que se trataba de “una actitud de acompañamiento a una economía más de iniciativa privada con una filosofía de libre mercado y de inserción internacional”. El artículo cita textualmente la afirmación un funcionario macrista, al que no identificó.

### Presidente provisional del Senado
La presidenta saliente Cristina Fernández de Kirchner aseguró que como oposición será responsabilidad de su partido (el Frente para la Victoria) «aportar gobernabilidad», afirmando «no vamos a hacer lo que nos hicieron a nosotros». Luego del conflicto por el protocolo, afirmó que fue ella quien propuso que el «presidente provisional del Senado tenía que ser alguien de su partido, por la línea sucesoria y que pese a que la bancada del FpV tiene “mayoría absoluta”, iba a votar a quien él propusiera, como una clara señal de gobernabilidad democrática».
Como consecuencia de este acuerdo el 3 de diciembre de 2015 resultó elegido presidente provisional del Senado Federico Pinedo, colocándose en segundo lugar de la línea sucesoria en caso de acefalía presidencial, detrás de la vicepresidenta Gabriela Michetti. Pocos días después Pinedo debió ejercer el Poder Ejecutivo de la Nación el 10 de diciembre de 2015, debido a que el mandato de Cristina Fernández de Kirchner había finalizado y Macri y Michetti no podían asumir sus cargos debido a que aún no habían jurado ante la asamblea legislativa. En su condición de vicepresidente primero del Senado en ejercicio del Poder Ejecutivo, Pinedo entregó a Macri la banda y bastón presidenciales.

## Asunción

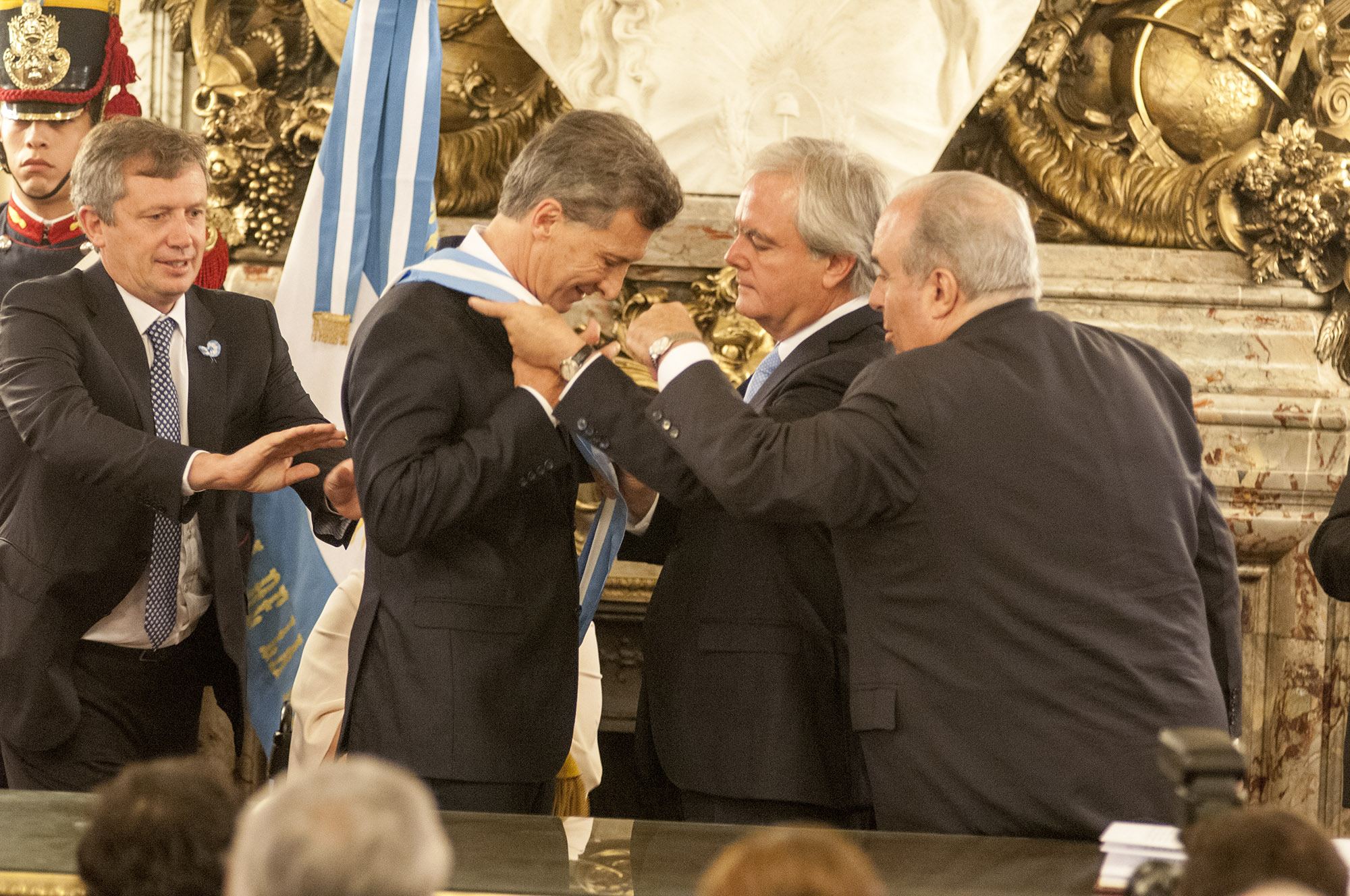
Macri recibiendo los atributos del mando en la Casa Rosada por parte de Federico Pinedo.

El 10 de diciembre Mauricio Macri juró ante el Congreso:

Yo, Mauricio Macri, juro por Dios nuestro Señor y estos Santos Evangelios, desempeñar con lealtad y honestidad el cargo de presidente de la Nación Argentina y observar y hacer observar con fidelidad la Constitución de la Nación Argentina. Si así no lo hiciere, que Dios y la patria me lo demanden.

Macri se apartó del juramento constitucional reemplazando la expresión «desempeñar con patriotismo» el cargo, que establece la Constitución en su art. 93, por la expresión «desempeñar con honestidad» el cargo. La supresión de la palabra «patriotismo» que ordena la Constitución, generó críticas de la oposición.
Pronunció un discurso de 27 minutos, en el que reafirmó algunos de los ejes de su campaña, y saludó a sus competidores de las elecciones presidenciales.
Más tarde se dirigió hacia la Casa Rosada, un trayecto de algo más de 1 km, durante el que recibió el saludo de unos centenares de vecinos. Allí recibió el bastón y la banda presidencial en el Salón Blanco de manos del presidente provisional del Senado, Federico Pinedo, acompañado de la vicepresidenta Gabriela Michetti, el presidente de la cámara de Diputados Emilio Monzó y el presidente de la Corte Suprema Ricardo Lorenzetti. Realizó una recepción en el Palacio San Martín de la Cancillería argentina a todos los jefes de Estado presentes (Michelle Bachelet, Horacio Cartes, Juan Manuel Santos, Rafael Correa, Evo Morales, Dilma Rouseff, y Juan Carlos I) y representantes de otros países. Tomó juramento a su gabinete en el Museo del Bicentenario, y por la noche presenció una función especial en el Teatro Colón.

## Gabinete

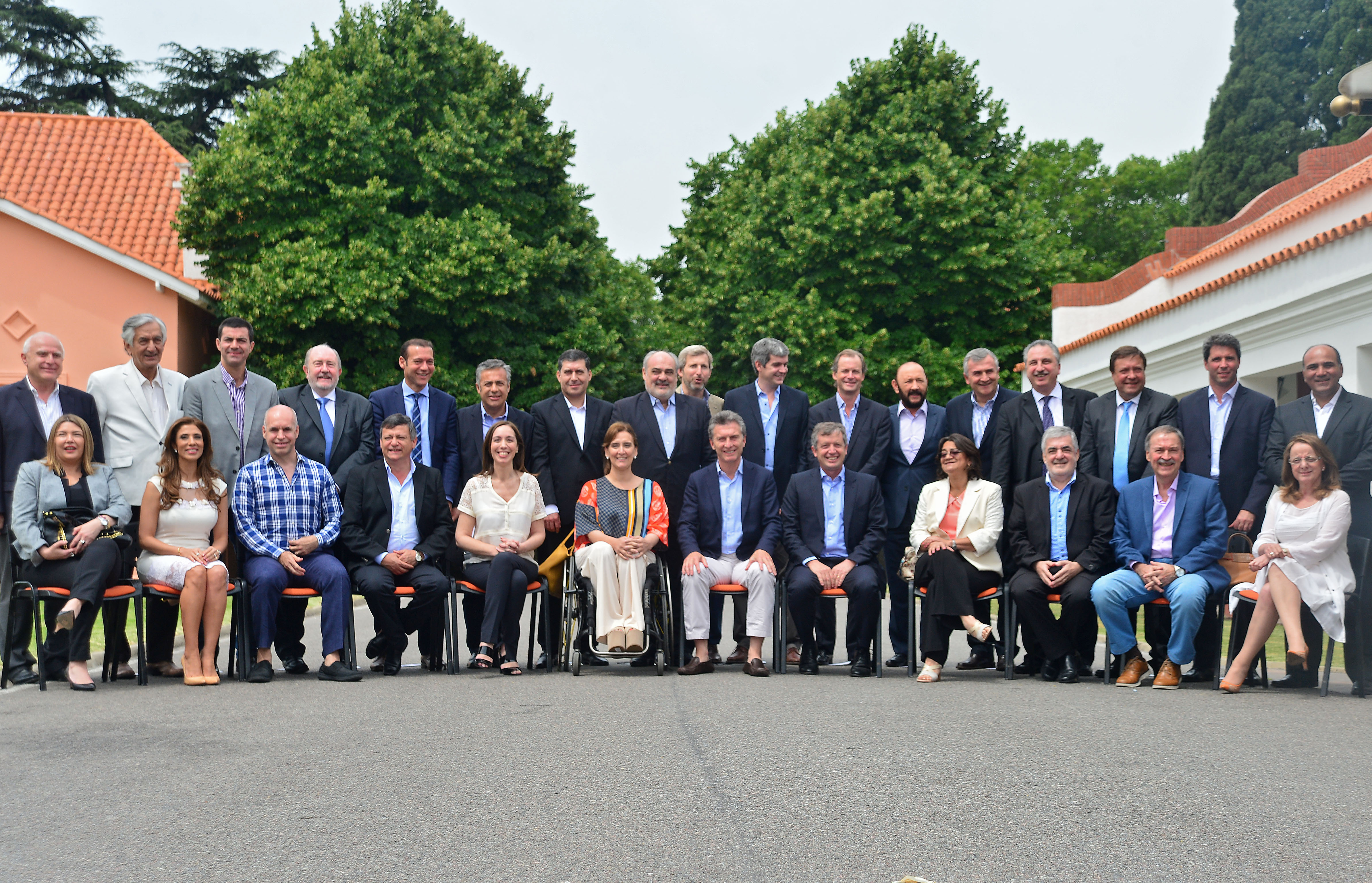
Mauricio Macri junto a los 24 gobernadores, la vicepresidenta Gabriela Michetti, el Jefe de Gabinete de Ministros Marcos Peña, el ministro del Interior, Obra Pública y Vivienda Rogelio Frigerio y el presidente de la Cámara de Diputados Emilio Monzó, en un almuerzo en la quinta de Olivos, el segundo día de su presidencia.

La cadena estadounidense CNN señaló en tono elogioso que el primer gabinete de Macri se destacó por el protagonismo de los empresarios en el mismo y la procedencia de sus miembros de universidades privadas argentinas y estadounidenses. El mismo señalamiento hizo el diario Página/12 en diversos artículos, aunque en tono crítico, señalando el "perfil empresarial" del gabinete y sosteniendo que "en apenas veinte días, desembarcaron en ministerios y secretarías ex gerentes de Shell, Techint, General Motors, HSBC, Telecom, Grupo Clarín, LAN, Banco Galicia, Pan American Energy, JP Morgan, Citibank, Telefónica, Coca-Cola, Deutsche Bank, Farmacity y Axion, entre otras empresas".

## Política económica
| Año  | Evolución del PBI | Inflación | Pobreza |
| ---- | ----------------- | --------- | ------- |
| 2016 | -2.6 %            | 44,0 %    | 36,3 %  |
| 2017 | 2.1 %             | 32,8 %    | 34,2 %  |
| 2018 | -2.6 %            | 47,6 %    | 37,6 %  |
| 2019 | -2.9 %            | 53,8 %    | 40.8 %  |

El gobierno de Mauricio Macri recibió de su antecesor un déficit primario del 6 % del PBI y un déficit financiero cercano al 8 %. Macri adoptó una estrategia general de reformas basadas en el «gradualismo» y el «consenso» con la oposición y los actores sociales, según sus propias expresiones. Para equilibrar el presupuesto decidió llevar adelante una política de austeridad que implicó principalmente la disminución de los subsidios a los servicios públicos. Según la BBC, el gobierno macrista realizó uno de los aumentos de tarifas de servicios públicos más grandes de la historia del país. Una de sus primeras medidas, tomada el 17 de diciembre de 2015, fue la liberalización de las restricciones cambiarias, conocidas popularmente como «cepo cambiario», lo que supuso que el peso experimentara una devaluación cercana al 40 %.
La política para contener la inflación y la cotización del dólar estuvo basada, en una primera etapa, en metas de inflación y luego en una política de control de agregados monetarios. En este proceso se aumentó la tasa de interés de referencia a un valor del 60 %, siendo el más alto del mundo. Esta política, sin embargo, falló en controlar la cotización del dólar, el cual superó los 60 $ a fines de 2019. Tampoco logró controlar la inflación, que promedió el 40 % anual durante la gestión de Macri y acumuló un aproximado de 300 % hacia finales de 2019. En 2018 la economía nacional de Argentina fue calificada como hiperinflacionaria por el organismo regulador de Estados Unidos, la Security and Exchange Commission (SEC), basándose en las Normas Internacionales de Información Financiera (NIIF), que regulan la presentación de balances de las empresas que cotizan en Bolsa en todo el mundo. En tanto la moneda argentina, el peso, fue la moneda emergente de peor desempeño  entre enero y febrero de 2018.
La actividad económica estuvo en recesión durante tres de los cuatro años del mandato de Macri. El PBI cayó un 2,1 % en 2016, creció al 1,6 % en 2017 para luego caer nuevamente el 2,5 % en 2018 y un 2,2 % en 2019.
Esta combinación de recesión y alta inflación provocó un deterioro de los indicadores sociales. Desde un valor cercano al 30 % en diciembre de 2015, la pobreza llegó a 35,4 % en el primer semestre de 2019 y se estima que puede llegar al 40 % al terminar el año. La indigencia a su vez llegó al 7,7 % de la población. Según un estudio de la consultora Delfos la clase media, se redujo del 30 % al 25 % a fines de 2017. La nueva metodología para medir la pobreza implementada por el gobierno de Macri fue objeto de críticas, debido a ciertas inconsistencias con otros indicadores, como el desempleo, el aumento del precio de los alimentos y la desocupación medida por el Gobierno de la Ciudad de Buenos Aires.
Según el informe de la Universidad Nacional de Avellaneda, la Argentina fue el país latinoamericano en el cual se ha deteriorado más el nivel adquisitivo de los salarios a partir de la asunción de Mauricio Macri como presidente. La caída del valor real de los sueldos fue de un 6,1 % en sus primeros dos años y se debe al proceso inflacionario que sufrió la economía y al menor nivel de aumento salarial. El salario mínimo en la Argentina se desplomó 34,8 % en los primeros dos años y medio de gobierno de Mauricio Macri; desde los 600 dólares mensuales (2015), a los 400 dólares luego de la devaluación tras liberar el cepo, y continuó descendiendo hasta llegar a los 384 dólares en mayo de 2018.
Entre diciembre de 2015 y el mes mismo de 2019 la deuda externa bruta creció 76 %, pasando de 157 792 millones USD a 232 952 USD. De este total, 200 000 millones USD correspondían a vencimientos en el corto plazo, entre 2020 y 2023.

### Rebaja de retenciones
El 14 de diciembre de 2015 (4 días después de iniciado su mandato) el gobierno anunció la eliminación de retenciones a las exportaciones de trigo, maíz, sorgo y carne, y una reducción a las retenciones de soja al 30 %, con un costo fiscal de 23 604 millones de pesos.
La rebaja de las retenciones, sumada a la devaluación, produjo fuertes incrementos de precio en productos de primera necesidad, entre ellos el aceite que aumentó un 51 %, la harina 110 %, el pollo 9 % y los fideos 78 % entre otros, y un aumento del 50 % en el precio de la carne en dos semanas.
En septiembre de 2018, ante un escenario hiperinflacionario, anunció la vuelta de las retenciones, aplicando una tasa del 10% sobre las exportaciones primarias y otra del 7,5% para las exportaciones con valor agregado.

### Mercado cambiario
Durante la campaña electoral Macri dijo que si ganaba las elecciones aspiraba a tener un «dólar único» en diciembre y unificar las dos cotizaciones de facto debido a los controles cambiarios (conocidos como «cepo»), la oficial estaba en 9,8, $ mientras que la paralela alcanzaba los 14,50. $ Mauricio Macri había manifestado que «la devaluación no es la solución a los problemas económicos de la Argentina», mencionando que «la solución es bajar la inflación, se devalúa la moneda producto del proceso inflacionario que tiene que este gobierno».
El 16 de diciembre de 2015 el ministro de Hacienda y Finanzas, Alfonso Prat-Gay anunció el fin de las limitaciones para la compra de moneda extranjera. Al día siguiente se produjo una fuerte devaluación del peso, que modificó su cotización de 9,84 a 13,95 pesos por dólar, lo que representó una depreciación del 42 %. Aunque durante los días siguientes se experimentó una apreciación del peso que llevó su cotización a 13,30 por unidad. En total la moneda nacional cayó 26 % tras registrar en la mañana su menor nivel desde 2002. Volvió a subir a 14,70 a comienzos de febrero de 2016, con una tendencia al alza.
Simultáneamente, el ministro de Hacienda Alfonso Prat-Gay afirmó que a nivel internacional se recibieron positivamente las nuevas medidas, en particular la liberación del mercado de cambios.
Tras la remoción aumentaron en un 200 % sus compras de dólares en el primer trimestre de 2016, el déficit cambiario creció 45 % y la fuga de divisas alcanzó los 9000 millones USD en los primeros 9 meses.
Estas medidas provocaron que el peso experimentara una devaluación cercana al 40 %, la mayor registrada desde 2002, cuando se puso fin a la convertibilidad. Entre diciembre de 2015 y julio de 2017, el peso sufrió una devaluación cercana al 82 %, fue la moneda de peor desempeño en el mundo en 2017.  En mayo de 2018 se produce una corrida cambiaria que llevó la cotización a 24 pesos por dólar. A fines de agosto de 2018, el peso cotizaba cercano a las 40 unidades por dólar, habiendo experimentado una devaluación del 304 % desde la asunción de Mauricio Macri. En cuanto a caída de reservas, en el último trimestre Argentina fue el país del mundo de mayor deterioro del mundo, con una merma del 8,3 %. En mayo de 2018, el peso cotizaba a 24,00 por dólar, habiendo experimentado una depreciación de 144 % con respecto a la moneda estadounidense desde el inicio de la gestión de Macri. Hacia agosto de 2018 el peso se devaluó nuevamente superando los 30 pesos por dólar, mientras que en los países vecinos como Brasil y Uruguay el peso se tomaba a 40 por dólar. Acumulando una depreciación anual del 75 % y una depreciación de más del 200 % respecto al dólar desde diciembre de 2015. A fines de agosto de 2018, el peso cotizaba cercano a los 40 unidades por dólar, habiéndose depreciado 304 % desde la asunción de Mauricio Macri y acumulando un 125 % entre los doce meses anteriores.
El 2 de septiembre el gobierno estableció un cepo cambiario con un límite de compra de 10 000 dólares por mes. En las semanas siguientes, y a pesar de la intervención oficial del Banco Central, el peso continuó devaluándose y tocó, el viernes 25 de octubre, un mínimo de 65 unidades por dólar. El 12 de septiembre de 2019 impuso una nueva restricción en el mercado de cambios por la cual las personas físicas. A finales de octubre aumentaron las restricciones permitiendo únicamente la compra de 200 dólares mensuales con cuenta bancaria o 100 dólares en caso de utilizar efectivo.

### Reclamo sindical por inflación
La devaluación de diciembre de 2015 unificó a los sindicatos, que exigieron al gobierno un bono de fin de año para compensar la caída del salario real. Uno de los líderes sindicales, Hugo Moyano, si bien responsabilizó de la devaluación al gobierno saliente, advirtió que, ya que el gobierno había sido muy generoso con muchos sectores de la sociedad, esperaba que tomase la decisión de pedirles a las empresas que pagaran ese bono, que consideró "mínimo". Ante los reclamos sindicales, el Ministerio de Trabajo comunicó que "el bono no está agenda", mientras que el Ministro de Agricultura Ricardo Buryaile replicó que, en lugar de eso, se iba a subir el mínimo no imponible del Impuesto a las Ganancias.
El 21 de diciembre el secretario general de la CGT Antonio Caló expresó críticas por el aumento de la inflación desde "la salida del cepo" y declaró que el movimiento obrero estaba esperando ser recibido por el presidente Macri, ya que "con la salida del cepo y los aumentos de precios, los trabajadores somos los que más lo sufrimos." Tras considerar que todos los rubros habían aumentado ya un 30 o 40 por ciento, se mostró abierto al diálogo para fijar de acuerdo con el gobierno una cifra.
En respuesta al pedido de bonos por los sindicalistas la Gobernadora de la Provincia de Buenos Aires, expuso que, desde su asunción el 10 de diciembre, la prioridad de su gobierno era conservar el empleo y garantizar sueldos y aguinaldos "que no estaban garantizados," agregando que la provincia no estaba en condiciones de afrontar un bono de fin de año.
El 21 de diciembre Macri anunció una ayuda extraordinaria de fin de año de 400 $ para las personas que cobran la AUH y la jubilación mínima. Macri explicó que el bono se debía al aumento de la inflación, a la que llamó "deslizamientos de precios", paralelamente anunció que no daría el bono de fin de año en el Estado Nacional, que reclamaban los sindicatos debido al aumento de precios, y que "lo que haga el sector privado dependerá de cada empresa y cada condición".
El sábado anterior a su asunción declaró que los trabajadores deberían pagar el impuesto a las ganancias sobre el aguinaldo de diciembre, a diferencia de lo que venía sucediendo en los últimos años y que a partir del 1 de enero solo se eximiría a los trabajadores con salarios inferiores a 30 000. $ Los sindicatos criticaron inmediatamente la decisión y Macri debió rectificarse anunciando a través de Facebook que los salarios menores a 30 000 $ no pagaría el impuesto. La rectificación tampoco satisfizo a los sindicatos, ya que la quita anunciada por Macri era menor que la que había establecido Cristina Fernández de Kirchner en 2014, alcanzando a los trabajadores que ganaran menos de 35 000, $ beneficiando a unos 750 000 asalariados. Según los cálculos sindicales, teniendo en cuenta los incrementos salariales del 2015, el anuncio de Macri beneficiará a unos 450 000 trabajadores.

### Disminución de subsidios a servicios públicos
En marzo de 2016 se anunció el aumento de las tarifas del agua. En julio de 2016 fueron anunciados recortes en el subsidio estatal de agua potable y saneamiento, energía eléctrica e hidrocarburos (gas combustible y petróleo). Se produjo un fuerte aumento en los precios de los combustibles, naftas y GNC, convirtiendo a la Argentina en el segundo país con las naftas más caras de Latinoamérica después de Uruguay.
El 5 de abril de 2016 se produjeron cacerolazos en Argentina, manifestantes exigieron la renuncia de Mauricio Macri tras la gran cantidad de despidos, los abruptos aumentos, ajustes, tarifazos y la vinculación e imputación por el caso Panamá Papers. Hubo cacerolazos en el centro de Mar del Plata, en la plaza frente a la Catedral, también una masiva movilización denominada #7A en oposición al ajuste de Macri. También hubo protestas en otras plazas del interior del país y en Rosario. Convocados espontáneamente al grito de "procesado", miles de manifestantes se concentraron en Plaza de Mayo en la ciudad de Buenos Aires.
Las manifestaciones públicas en protesta por el aumento de tarifas se repitieron varias veces a lo largo de su mandato. Diversas organizaciones vecinales y políticas argentinas llamaron a una primera protesta en contra de la medida gubernamental para el 14 de julio de 2016 en distintos puntos de la Provincia de Buenos Aires. Los manifestantes que realizaron un cacerolazo, se concentraron en el Obelisco de Buenos Aires y sus alrededores, exigiendo, entre otros petitorios, la restauración de los precios tarifarios y la renuncia del primer ministro de energía argentino, Juan José Aranguren. El 14 de julio se produjo una protesta por los aumentos en la tarifa del gas, que en ocasiones había superado el 1000 %, y en algunos casos llegaban al 2000 %, a los que una resolución limitó a un máximo interanual del 400 % (cinco veces más). Contribuyeron al malestar de la población las distintas expresiones vertidas por miembros del gabinete de ministros y el propio presidente de la Nación, haciéndose hincapié en las críticas a la gestión del ministro de Energía y Minería, Juan José Aranguren, del que se pidió la renuncia a su cargo.
Las manifestaciones públicas en protesta por el aumento de tarifas se repitieron varias veces a lo largo de su mandato.

### Negociación con fondos buitres
Desde diciembre de 2015 hasta abril de 2016 se mantuvieron negociaciones con los Fondos buitre tenedores de deuda argentina que no habían ingresado al canje de 2010. El 31 de marzo de 2016, el Senado aprobó la derogación de las leyes de Pago Soberano y Cerrojo y autorizó una emisión de deuda por 15 000 millones de dólares.
Dicho pago se encuentra siendo investigado por la justicia argentina por graves irregularidades detectadas en el pago, entre ellas: No se elaboraron informes por parte de áreas técnicas de organismos estatales que sustenten los montos demandados, hubo acuerdo firmados a mano alzada, no se individualizaron los títulos incorporados, y en la mayoría de los casos se acordó pagar más de lo acordado en las sentencias. Al analizar los desembolsos, los peritos también aseguraron que no hay documental que avale qué títulos se abonaron. A 2016 la causa es llevada adelante por el Fiscal Federal Federico Delgado sobre las irregularidades en el pago que ordenó el gobierno de Mauricio Macri.
Paralelamente se abrió una causa contra Mauricio Macri por la negociación con los llamados "fondos buitres", donde se lo investiga por una presunta "delictiva negociación". Según el diario británico Financial Times, Argentina emitió para pagarles la mayor suma de deuda para cualquier nación en desarrollo desde 1996, siendo el país que más se endeudó en el mundo desde 1996. Días después a consecuencia de esta política nacieron los llamados fondos de "tercera generación", una nueva tanda de demandantes con bonos que no ingresaron a los canjes de deuda de 2005 y 2010; y tampoco aceptaron la propuesta del gobierno Mauricio Macri. Tras meses de investigaciones, el fiscal del caso declaró: el endeudamiento por 16 500 USD millones que encaró la administración de Cambiemos para luego cancelar en efectivo 12 500 millones USD a los bonistas en default fue el broche de oro de una gigantesca estafa al Estado nacional.

### Normalización del Indec
El 30 de diciembre de 2015 el ministro de Economía Prat Gay anunció que había declarado la emergencia estadística, razón por la cual el gobierno «no publicará datos de la inflación hasta nuevo aviso» y que se estaba analizando la posibilidad de elaborar un índice alternativo. Como consecuencia de esas críticas, el Instituto Nacional de Estadística y Censos (Indec) había empezado a trabajar con especialistas del Fondo Monetario Internacional para mejorar la calidad de sus estadísticas, aunque en el primer plazo se dijo que hubo «avances», no se corrigieron las «imprecisiones» por lo que el organismo decidió postergar el plazo, estableciendo el 15 de julio de 2016 como fecha máxima para implementar las observaciones realizadas y lograr el suministro de datos «precisos».
Las declaraciones de emergencia dispuestas por el gobierno de Macri en varias áreas, fue cuestionada por periodistas como Tomas Lukin y el diario Página/12 y dirigentes del Frente para la Victoria, sosteniendo que la misma permite incumplir los procedimientos constitucionales y legales establecidos e institucionalizar la corrupción. La asociación de trabajadores del Indec denunció los intentos por parte de Todesca de modificar las metodologías de medición de los distintos índices que publica el Instituto, con el objetivo de ocultar la realidad económica que se vive en el país: "esta dirección quiere dejar de medir la informalidad laboral, que en la Argentina alcanza a la mitad de la población", dijo el dirigente. También se denunció que las autoridades tienen la intención de descentralizar a la Ciudad de Buenos Aires de la Encuesta Nacional de Hogares, para que sea la propia administración porteña la que mida sus índices de consumos, abriendo la puerta a manejos arbitrarios de las estadísticas.
Paralelamente fue designado Jorge Todesca quien se hallaba imputado penalmente por el fiscal en lo penal Ingresos por decil (deciles 1 y10), Argentina 2005-2016.png Emilio Guerberoff junto a su consultora Finsoport por supuesta falsedad en la elaboración de índices de inflación privados. En 2016 el interventor decretó un "apagón estadístico", por lo que no se publicaron los índices de inflación durante 8 meses y se decidió seleccionar los IPC de San Luis y de la Ciudad de Buenos Aires (IPCBA) a modo de referencia. Meses después para el cálculo de febrero del Coeficiente de Estabilización de Referencia (CER), el Indec eligió el índice de San Luis que dio 2,7 % cuando venía usando el de la Ciudad de Buenos Aires, que dio 4 % para usar el índice más bajo de inflación y pagar menos intereses. Al mismo tiempo en 2017 los números oficiales del Indec mostraban una inflación sensiblemente menor que consultoras privadas y provinciales, mientras el IPC porteño calculaba una inflación 46 % más alta que la del Indec en enero de 2017. siendo criticados los números de pobreza difundidos en 2016. En 2017 se implementaron cambios sustanciales a la metodología de la EPH (Encuesta permanente de hogares) por lo que diversos especialistas señalaron que se habían realizado numerosos hallazgos acerca de inconsistencias en la EPH y en la metodología de medición de la pobreza que inauguró el Indec en 2016. Un año antes diversos especialistas advirtieron que el Gobierno nacional de Mauricio Macri alteró la medición de la Canasta Básica Alimentaria (CBA) y la Total (CBT). En tanto el gobernador cordobés Juan Schiaretti calificó de "burla" los índices del organismo nacional. En tanto también el gobernador de San Juan criticó los índices de 2017 ya que el organismo había notificado que San Juan tenía el 43,6 por ciento de pobres y tres meses después informó que la pobreza en San Juan bajó al 26,4 por ciento, 17 puntos en tres meses.

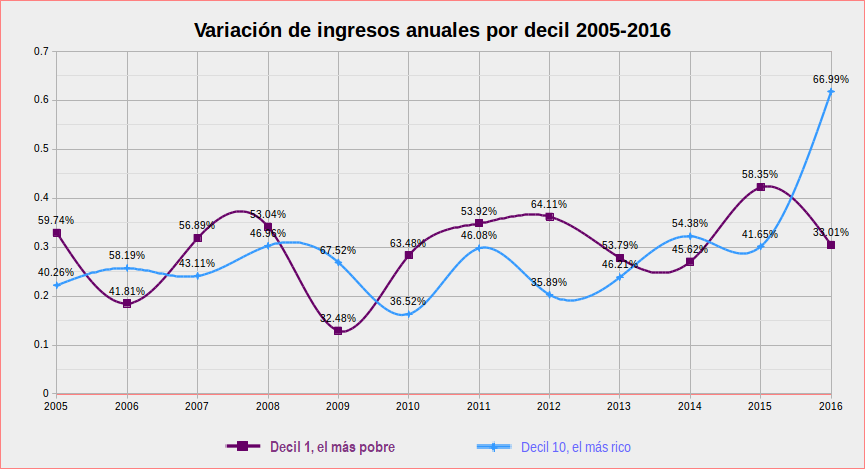
Variación de los segundos semestres de cada año de los deciles 1 y 10 a partir de la Encuesta Permanente de Hogares del Indec según escala de ingreso individual desde 2005 a 2016.

En tanto, un informe del Observatorio de Desarrollo Social bajo la metodología de medición CONEVAL determinó que en el período 2015-2016 aumentó la inseguridad de 14,7 % (2015) a 15,2 % (2016). A la vez, se observó un crecimiento de la población bajo niveles de hacinamiento del 11,2 % (2015) a 13,4 % (2016), de déficit de servicio sanitario del 9,3 % (2015) al 10,3 % (2016) y de falta de acceso al sistema de seguridad social de 25,2 % (2015) al 26,8 % (2016). Ninguna de estas dimensiones e indicadores son evaluados en los datos del Indec a la hora de medir la pobreza.

### Supervisión y recomendaciones del FMI
El 9 de noviembre de 2016 el Fondo Monetario Internacional (FMI) concluyó la primera misión de supervisión de la economía Argentina desde 2006, bajo las facultades denominadas "consulta del Artículo IV", del Convenio Constitutivo del FMI.
Al concluir la misma el FMI remitió al gobierno argentino cinco recomendaciones:
1. Cambiar la fórmula de actualización de los beneficios de la seguridad social, reemplazándola por un índice según inflación (IPC), con el fin de reducir los aumentos, logrando un ahorro previsional;
2. Aumentar la edad de jubilación de las mujeres de 60 años a 65 años;
3. Reducir la jubilación promedio del 72 % en que se encontraba en 2016, a un 60 %;
4. Aumentar la cantidad de trabajadores registrados;
5. Separar la seguridad social (jubilaciones y pensiones) de la asistencia social (AUH, planes Progresar, Procrear, etc.), sacando de la Anses a estos últimos.

### Acuerdo fiscal con los gobernadores

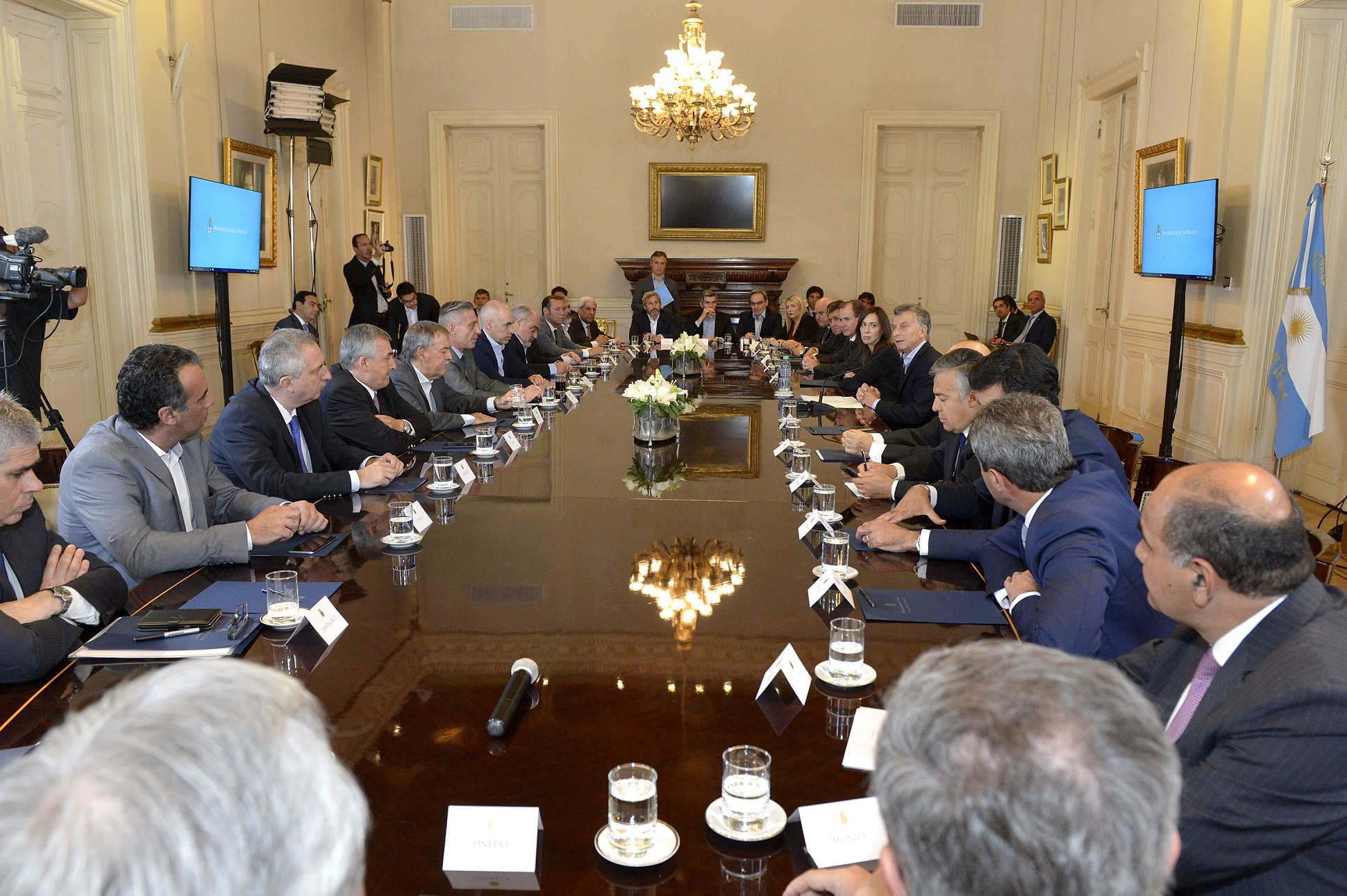
Firma del Consenso Fiscal en noviembre de 2017.

El 16 de noviembre de 2017 el presidente Macri, los gobernadores de 22 de las 23 provincias y el jefe de Gobierno de la Ciudad de Buenos Aires acordaron un Consenso Fiscal, en el que se comprometieron a tomar importantes medidas de gobierno y a gestionar ante el Congreso de la Nación leyes de reformas laborales, previsionales e impositivas. El Pacto incluía reorientar el 20 % del Impuesto a las Ganancias destinado a financiar la seguridad social para financiar a las provincias, la entrega a la provincia de Buenos Aires de 65 000 millones de pesos —equivalentes a unos 4000 millones de dólares, y el compromiso por parte de las provincias para que los impuestos inmobiliarios suban hasta alcanzar el valor de mercado de los inmuebles. La única provincia que no firmó el Consenso fue la provincia de San Luis.
El acuerdo firmado en 2017 tuvo un cumplimiento parcial por parte del Estado y las provincias, con pocos Estados provinciales que respetaron los topes de Ingresos Brutos y algunas que no aceptaron eliminar los tributos diferenciales por territorio.
El proyecto de ley conocida como «reforma previsional» permitiría, según el gobierno, reducir el gasto público al menos 79 000 millones de pesos —equivalentes a unos 4600 millones de dólares—.
En agosto de 2018 un decreto de necesidad y urgencia de Mauricio Macri rompió el Pacto Fiscal, entre ellos incumpliendo el inciso H del mismo, a ello se le sumó la decisión de eliminar el Fondo Sojero que contemplaba la transferencia a provincias y municipios del 30 por ciento de lo recaudado por retenciones a las exportaciones agropecuarias. En 2018 varias provincias denunciaron al Estado nacional por reducir unilateralmente la coparticipación escudándose en el pacto fiscal, en octubre de 2019 un fallo de la Corte Suprema obligó al Gobierno a compensar a las provincias por la baja de coparticipación IVA y los cambios en Ganancias que afectaron a las arcas provinciales. La causa había comenzado con un amparo de 15 provincias contra el decreto que hizo Macri tras las PASO. Obligando a la Nación a pagar unos 5660 millones, solo por el IVA.

### Reformas previsional y tributaria

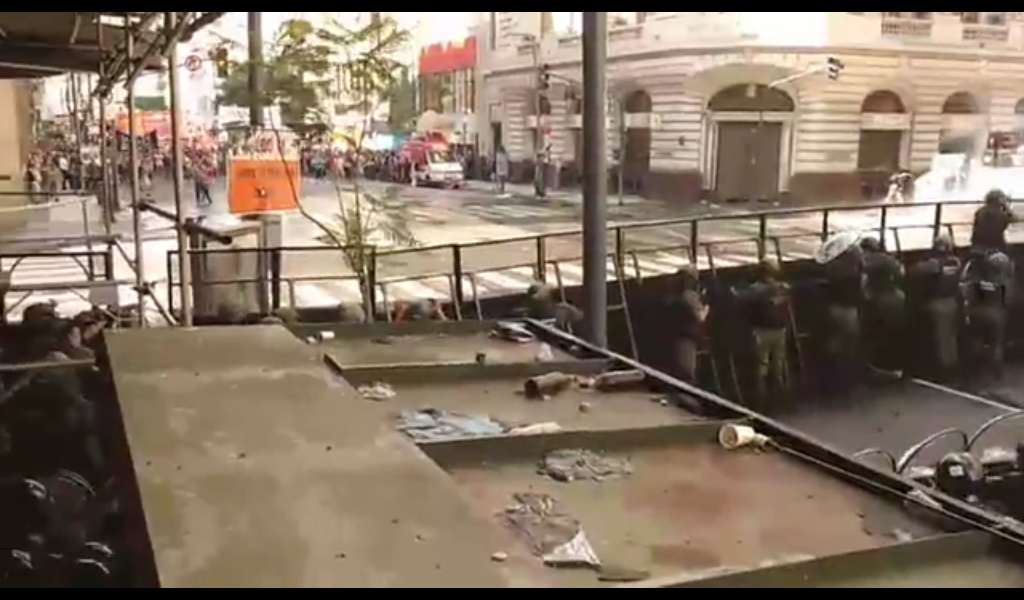
Valla de las fuerzas de seguridad en el cruce de las calles B. Mitre y Callao (Buenos Aires) para evitar que los manifestantes se acerquen al Congreso Nacional durante el tratamiento de la reforma previsional.

Luego de las elecciones de 2017 y como resultado de las recomendaciones del FMI y del Consenso Fiscal con los gobernadores del 16 de noviembre de 2017, Macri envió al Senado tres proyectos: de reforma previsional, de responsabilidad fiscal y de consenso fiscal.
El paquete se completó con un proyecto de reforma tributaria iniciado en la Cámara de Diputados, promueve la rebaja de impuestos distorsivos, grava la renta financiera y modifica gravámenes internos. La reforma incluye tanto aumento y creación de impuestos nuevos como la disminución de impuestos preexistentes, por ejemplo:
- Se reduce del 29 % al 26 % de la alícuota a las bebidas espirituosas.
- Se grava con el 21 % de IVA a los servicios digitales.
- Se reduce del 21 % al 10,5 % el IVA en pollos, cerdos, y conejos.[163]
- Se crea un impuesto por Enajenación y transferencia de derechos sobre inmuebles situados en el país del 15 %
- Se exceptúa de pagar el impuesto a las Ganancias a los inversores no residentes, salvo en el caso de que hayan invertido en Lebacs
- Se crea un impuesto a la renta financiera.
- Se reduce la alícuota del impuesto a las Ganancias de 35 % a 25 % y se establece la devolución anticipada de saldos de IVA por las inversiones que hagan las compañías a largo plazo.
- Las empresas no pagarán aportes patronales hasta una remuneración bruta de 12 mil pesos para 2022

El corazón del paquete era el cambio de la fórmula con la que se venían actualizando los beneficios de la seguridad social (jubilaciones, pensiones, AUH, etc.), adoptando la recomendación del FMI de actualizar los beneficios por el Índice de Precios al Consumidor (IPC), con el fin de generar un ahorro previsional, estimado entre 80 000 y 100 000 millones de pesos (equivalentes a 4600 y 5500 millones de dólares). El proyecto incluía también la supresión de los regímenes especiales de jubilación, como el de los docentes. Entre otras normas, el paquete incluyó también la eliminación del porcentaje del Impuesto a las Ganancias destinado a la seguridad social (ANSES), para ser destinado a las provincias, un aporte de 65 000 millones $ (equivalentes a unos 4000 millones de dólares) a la provincia de Buenos Aires y el compromiso de no aumentar el gasto público. Un año después de la reforma tributaria la carga tributaria subió 1 % del PBI respecto del 2018, Finalmente a mediados de junio de 2019 pese a las promesas de campaña de bajar impuestos la presión impositiva creció a niveles récord, la suba de la tasa de estadísticas a las importaciones, la reimplantación de las retenciones y los Impuestos Internos, superaron a la baja de Ingresos Brutos se caracterizó por un aumento en el presión impositiva. En 2018 Argentina se ubicó como el país con mayor presión tributaria del mundo, mientras que en 2018 Argentina se ubicó como el segundo país con una mayor “tasa total de impuestos y contribuciones” que deben pagar las empresas a nivel mundial. En 2019 Argentina llegó a la carga impositiva más alta en  los últimos 60 años, según estimaciones privadas durante la administración de Cambiemos.
En el Senado el proyecto fue modificado estableciendo una fórmula mixta, combinando el índice de precios al consumidor, con el índice de los salarios del sector formal (índice RIPTE). El 30 de noviembre el Senado aprobó los tres proyectos por amplia mayoría: la reforma previsional fue aprobada por 43 votos a favor y 23 en contra, el proyecto de ley de Consenso Fiscal tuvo 52 votos a favor y 15 en contra, y el proyecto de ley de Responsabilidad Fiscal fue aprobado por 53 votos a favor y 14 en contra. Los proyectos fueron aprobados con el voto de los senadores oficialistas de Cambiemos y un sector considerable del bloque peronista, liderado por Miguel Ángel Pichetto, quien declaró que votar la ley había sido una "ingrata tarea". Entre los senadores que lideraron la votación en contra se destacaron Adolfo Rodríguez Saa -peronista de la Alianza Compromiso Federal- y Marilin Sacnun -peronista kirchnerista-.
Un sector importante del sindicalismo y de los movimientos sociales organizó una marcha de protesta al Congreso de la Nación para oponerse al proyecto de reforma previsional, con la consigna "No es reforma, es ajuste".
El 14 de diciembre se produjo un grave conflicto y una crisis política, calificada como "día de furia" por algunos medios, cuando la Cámara de Diputados convocó a sus miembros a tratar el proyecto aprobado en el Senado. Dentro del recinto la sesión se cayó por pedido de Elisa Carrió, cuando la oposición acusó al oficialismo de reunir el cuórum con personas que no estaban habilitadas como diputadas, en medio de un escándalo en el que se produjeron intentos de agresión física, con acusaciones y denuncias penales cruzadas entre funcionarios. Fuera del recinto, en las calles, la ministra de Seguridad Patricia Bullrich envió gran cantidad de agentes de la Gendarmería Nacional y la Policía Federal para montar un operativo de vallado de varias manzanas, con el fin de impedir que manifestantes opositores se acercaran al Congreso Nacional. Pese a ello se produjeron violentos enfrentamientos entre las fuerzas de seguridad y los manifestantes, en los que resultaron heridos varios diputados, periodistas y ciudadanos, y fueron detenidas varias decenas de personas. El despliegue y la acción represiva dispuesta por la ministra Bullrich, fue criticada por las diversas expresiones de la oposición, organizaciones de derechos humanos y algunas figuras destacadas de Cambiemos, como la diputada Carrió y Ricardo Alfonsín. Luego de las críticas, en el más alto nivel se tomó la decisión de desplazar a la ministra Bullrich del mando del operativo de seguridad en el Congreso, para atribuírselo al jefe de Gobierno de la Ciudad de Buenos Aires Horacio Rodríguez Larreta.
Inmediatamente después de fracasada la sesión de la Cámara de Diputados, el presidente Macri se reunió con su gabinete para analizar la situación y ordenó redactar un decreto de necesidad y urgencia (DNU) para aprobar la reforma previsional. El DNU fue firmado por todos los ministros y varios medios de comunicación anunciaron la inminencia de su sanción por parte del presidente. En esa situación la Confederación General del Trabajo emitió una declaración en la que anunció que si el presidente Macri firmaba el DNU, declararía de inmediato una huelga general. Poco después la diputada oficialista Elisa Carrió hizo público un mensaje por Twitter en el que criticaba la intención del gobierno de sancionar el DNU, sosteniendo que se trataría de una grave violación a la Constitución Nacional. Luego de esos dos hechos los medios anunciaron que Macri había decidido no dictar el DNU.
El lunes 18 de diciembre los diputados fueron convocados nuevamente para tratar la reforma previsional y tributaria. El presidente Macri convocó simultáneamente a la Casa Rosada a los gobernadores de provincia, con el fin ratificar el apoyo al proyecto derivado de Consenso Fiscal y presionar a los diputados. Al igual que en la frustrada reunión  anterior, fue vallada una área de varias manzanas para evitar que los manifestantes pudieran acercarse al Congreso Nacional. Por su parte la Confederación General del Trabajo declaró una huelga general de 24 horas que se inició a las doce del mediodía. Una gran multitud, estimada en 500 000 personas ocupó la plaza de los Dos Congresos y la Avenida de Mayo para protestar contra la ley. Luego del mediodía se desató una batalla campal entre algunos manifestantes y la policía, con decenas de heridos y detenidos, y críticas cruzadas por la responsabilidad de la violencia; el oficialismo sostuvo que se trató de un intento de golpe de Estado. Por la noche, ya retirados los manifestantes, se inició un cacerolazo en el que participaron decenas de miles de vecinos, que comenzaron a salir de sus casas para reunirse espontáneamente y hacer sonar sus cacerolas en señal de protesta en diversos barrios de Buenos Aires y otras ciudades del país. Finalmente, en la madrugada del día 19 de diciembre, la Cámara de Diputados aprobó la reforma previsional, por 128 votos a favor y 116 en contra; veinte diputados opositores votaron a favor del proyecto.
Diversas asociaciones de periodistas repudiaron la violencia ejercida contra al menos 23 periodistas, 13 de los cuales fueron heridos por las fuerzas de seguridad (el caso más grave fue el del fotógrafo Juan Pablo Barrientos de Revista Cítrica baleado con más de 20 impactos de bala de goma) y 10 por grupos de manifestantes (el caso más grave fue el del comentarista Julio Bazán del grupo Clarín al que le arrojaron brasas candentes). La Academia Nacional de Periodismo consideró que la violencia contra los periodistas constituía una "involución intolerable".

### Crisis económica de 2018
A comienzos de 2018 el gobierno argentino no logró obtener nuevos préstamos internacionales para pagar los intereses crecientes de la nueva deuda externa contraída. Ante la inminencia del default se produjo una corrida cambiaria que causaría que el peso argentino perdiera la mitad de su valor en dólares, con un dólar que pasó de valer 18,40 $ en diciembre de 2017 a 40 $ en septiembre de 2018. El 8 de mayo de 2018, en un mensaje emitido desde la Casa Rosada, el presidente Mauricio Macri anunció el inicio de conversaciones con el Fondo Monetario Internacional (FMI) para solicitar una «línea de apoyo financiero», consistente en un posible préstamo de unos 30 mil millones de dólares estadounidenses. Esto ocurrió tras varias jornadas de corrida cambiaria que llevaron a una escalada de la cotización del dólar estadounidense (que se acercó a los 24 pesos, alcanzando su máximo histórico desde la salida de la convertibilidad) y que provocó una devaluación de la moneda argentina, el derrumbe del valor del peso argentino, el aumento del riesgo país al segundo más alto del mundo y de las tasas de interés, ubicándose como las más altas del mundo. Además llevaría a una depreciación del peso argentino de 17,66 por dólar a 40. Para noviembre de ese año, el país tenía la segunda inflación más alta del mundo y una de las mayores caídas del PIB, lo que llevó a la decisión de recurrir al rescate del Fondo Monetario Internacional (FMI).
En esas condiciones Macri desplazó al presidente del Banco Central, Federico Sturzenegger, y recurrió al Fondo Monetario Internacional que, con fuerte apoyo del presidente de Estados Unidos Donald Trump, le otorgó inicialmente un préstamo de 50 000 millones de dólares, el más grande de la historia del organismo, equivalente a un 11 % del PBI de la Argentina en 2018.
El FMI liberó una primera partida del crédito, pero el dinero fue utilizado por el nuevo presidente del Banco Central, Luis "Toto" Caputo, para vender los dólares del FMI en el mercado de cambios sin subastar los mismos, algo que había sido prohibido por el FMI al conceder el préstamo, debido a la falta de transparencia de dichas operaciones. La consecuencia fue un nuevo despido del presidente del Banco Central, a solo tres meses de su designación; al año siguiente el propio Caputo reveló que fue el Fondo Monetario quien dispuso su despido como presidente del Banco Central. El gobierno firmó entonces un nuevo acuerdo con el FMI, donde se aumentó el préstamo a 57 100 millones de dólares. Ese monto se completó también con un crédito del 5650 millones de dólares del Banco Interamericano de Desarrollo (BID). El FMI aceptó que la totalidad del dinero fuera entregada en los dos años restantes del mandato de Macri y que la cancelación del préstamo corresponda al gobierno siguiente.
El eje central de las condicionalidades del FMI es reducir a cero, en 2019, el déficit fiscal primario, sin contar el pago de los intereses de la deuda externa, para la que sí se permite tener déficit fiscal. El ministro de Economía Nicolás Dujovne explicó en estos términos las metas inflacionarias del préstamo stand by con el FMI:

Definimos una meta de inflación para fin de 2019 de 17 %, para 2020 del 13 % y 9 % para 2021. Si tenemos una inflación interanual del 20-21 % para junio del año que viene es que estamos en buen camino de cumplir los objetivos. Nos comprometemos a eso
Nicolás Dujovne

En 2019 las metas inflacionarias no se habían cumplido por mucho. Al finalizar junio de 2019, la inflación del primer semestre (22,4 %) ya había superado el 17 % comprometido para todo el año. Asimismo, la inflación interanual escaló hasta 55,8 %, más del doble de lo comprometido con el FMI. En julio de 2019, el FMI aceptó cambiar las metas originales y desembolsar las sumas restantes, preocupado por la posibilidad de que el déficit cero perjudique las posibilidades electorales del presidente Macri en las elecciones presidenciales de octubre de 2019.

### Crisis económica de 2019
En julio de se desató una nueva corrida cambiaria que provocó, a fines de ese mismo mes, una fuerte caída de los bonos y acciones argentinas, el aumento del riesgo país en 700 puntos, y el aumento del valor del dólar, que llegó a superar los 40 pesos. La corrida provocó que las variables financieras, monetarias y bursátiles se derrumbase. A esto se le sumó una mayor pérdida de reservas, caída de las acciones, y el derrumbe de los bonos. Sacrificándose más de 9000 millones de dólares en reservas sobre un total de 53 000 millones. Además el gobierno subió la tasa de interés al 60 % la más alta del mundo. El 1 de septiembre, como efecto de la crisis cambiaria argentina, la agencia calificadora Standard & Poor's bajó la calificación de deuda argentina. Desde a principios de 2018 se sumaron 4,8 millones de pobres. La pobreza pasó del 24 al 36 por ciento. Los datos de Indec quedaron bajo sospecha desde que la exdirectora de la Encuesta Permanente de Hogares Cynthia Pok renunció en 2017 denunciando presiones para dibujar el índice de pobreza. Al mismo tiempo llevó al desplome de los salarios argentinos medidos en dólares.
El 12 de agosto de 2019, luego de las elecciones primarias se desencadena una corrida cambiaria y bursátil (esta última la segunda más grave de la historia de la humanidad, con una caída del 48 %), que devaluó el peso en un 40 % en pocas horas (de 42 $ a 66 $ el dólar), que luego el Banco Central logró atenuar un poco, cerrando el día con una devaluación del 25 % (57 $) y un riesgo país que duplicó su valor para alcanzar 1700 puntos básicos. Al día siguiente continuó la corrida cambiaria y bursátil, con una nueva devaluación del peso de un 9 %.
Para entonces los datos de la macroeconomía habían quedado completamente desfasados de las metas acordadas con el FMI. El acuerdo establecía que al final de 2019, la deuda pública debía ser equivalente al 64,5 % del PBI, la inflación anual debía descender al 17 %, el crecimiento del PBI debía llegar al 1,5 % y el desempleo debería estabilizarse en 8,6 %. Ninguna de esas metas se cumplieron. Hacia mitad de año la inflación había alcanzado el 22,4 % semestral (cinco puntos más de lo que debía sumar en todo el año), el FMI cambió abruptamente su estimación y estimó que el PBI se reduciría un 1,3 %, y el desempleo siguió creciendo y alcanzó los dos dígitos por primera vez en una década con un 10,1 %, La crisis de agostó empeoró seriamente esos indicadores que ya eran muy negativos.
La abrupta suba del valor del dólar desencadenó a su vez un nuevo salto inflacionario, con subas de precios de dos dígitos en un solo día, principalmente en los alimentos, amenazando provocar una crisis alimentaria generalizada.
El miércoles 15 de agosto el presidente Macri anunció una serie de medidas con el fin de atenuar el efecto de la crisis. Las medidas incluyeron un congelamiento del precio de los combustibles, un aumento inmediato del salario de los empleados del Estado nacional, la eliminación del IVA en los alimentos que se cobraba al consumidor, la convocatoria urgente a las cúpulas empresariales y sindicales para acordar un nuevo monto para el salario mínimo, vital y móvil y un aumento del mínimo a partir del cual se debe pagar el impuesto a las ganancias.
A partir de la corrida cambiaria y bursátil iniciada el 12 agosto, el ministro de Hacienda Nicolás Dujovne estuvo ausente de todas las reuniones del gabinete y en los anuncios económicos del gobierno. La ausencia de Dujovne generó diversas versiones. El diario Clarín informó que "todos conocían que Nicolás Dujovne había renunciado por escrito el martes (13 de agosto)" y afirmó que al ministro "ya se le conocían antecedentes de pánico ante situaciones de estrés". Finalmente, el martes 20 de agosto juró como nuevo ministro de Hacienda Hernán Lacunza, quien hasta ese momento se había desempeñado como ministro de Economía de la gobernadora de la provincia de Buenos Aires, María Eugenia Vidal.
Poco después de iniciada la crisis Macri y el principal candidato opositor, Alberto Fernández, conversaron telefónicamente por primera vez. Ambos declararon a la prensa que estaban satisfechos con el encuentro y los acuerdos básicos alcanzados con el objetivo de preservar la institucionalidad, respetar la voluntad democrática de la población y tranquilizar a los mercados, iniciando un proceso de reuniones entre el oficialismo y la oposición para dar estabilidad a la economía durante el proceso electoral.
Simultáneamente se dio a conocer que la casi totalidad de la deuda externa en dólares tomada por el presidente Macri ha sido utilizada para fugar capitales y pagar intereses: entre diciembre de 2015 y marzo de 2019, el país se endeudó en 107 525 millones de dólares, de los cuales 106 779 millones volvieron a salir en el mismo período. Hacia agosto de 2019, la deuda pública como porcentaje del PBI superó el 100 %, duplicando el tamaño que tenía en diciembre de 2015, con el agravante de que el 80 % de la misma fue contraída en dólares, convirtiendo a la Argentina en el país que más aumentó su deuda externa en 2019.
El 28 de agosto de 2019 el gobierno dispuso unilateralmente postergar el pago de cuatro letras de corto plazo del Tesoro Nacional (Lecap, Lecer, Letes y Lelinks), así como proponerles una postergación voluntaria del plazo de pago a los acreedores de títulos de deuda, tanto bajo legislación argentina como bajo legislación extranjera. Para el caso de la deuda bajo legislación argentina, el presidente Macri sancionó un decreto de necesidad y urgencia estableciendo que si el 75 % de los acreedores aceptaran la postergación del vencimiento, la misma sería obligatoria para el 25 % restante. El gobierno utilizó una palabra que no existe, "reperfilamiento", para denominar la medida, pero diversas entidades y especialista caracterizaron la medida como un "default selectivo".

### Índices macroeconómicos

##### Inflación

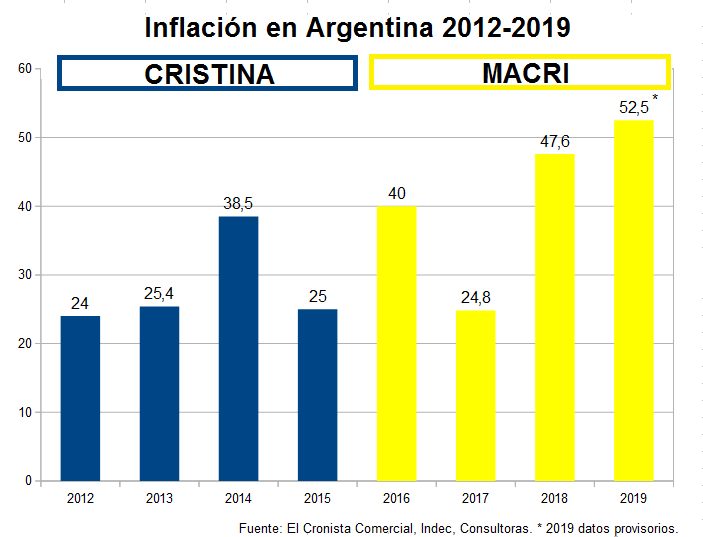
Inflación en Argentina 2012-2019.

El 30 de diciembre de 2015 el ministro de Economía Prat Gay anunció que había declarado la emergencia estadística, días después el Instituto Nacional de Estadística y Censos fue intervenido por Jorge Todesca quien decretó un "apagón estadístico", por lo que no se publicaron los índices de inflación durante 8 meses y se decidió seleccionar los IPC de San Luis y de la Ciudad de Buenos Aires (IPCBA) a modo de referencia, para sanear los datos alterados durante el gobierno de Cristina Fernández de Kirchner
En junio de 2016, el Indec volvió a medir la inflación.
Eliminar la inflación fue una de las principales promesas de campaña de Macri. Durante la misma declaró que «Eliminar la inflación será la cosa más simple que tenga que hacer si soy presidente» (febrero de 2015), y que «la primera meta será llevarla a un dígito en un par de años» (diciembre de 2015).
Al asumir la presidencia, la inflación era de aproximadamente el 25 % anual. Un año después, la inflación de 2016 se ubicó en torno al 40 %. Al cumplirse el segundo año, la inflación de 2017 midió 24,8 %, virtualmente el mismo porcentaje que cuando inició su gobierno. Pero en 2018 la inflación volvió a saltar al 47,6 %, siendo la más alta desde el año 1991, debido a entre otras cosas, al salto del dólar desde los 18 pesos a principio de año a superar los 40 en agosto.
Durante el gobierno de Macri el precio de los alimentos creció más que el promedio y más aún que el aumento de salarios. El fenómeno fue asociado a la quita de retenciones a las exportaciones de materias primas alimenticias (soja, cereales, carnes), causando de ese modo que los precios internos de los alimentos se aliñen con los precios internacionales, fenómeno conocido como "dolarización". En 2018 Argentina fue catalogada como economía hiperinflacionaria aplicando el International Accounting Standard 29 (IAS 29), de la Junta de Normas Internacionales de Contabilidad (IASB).
Entre octubre de 2015 y julio de 2019 la canasta alimentaria medida por el Gobierno de la Ciudad de Buenos Aires aumentó 222 % (de 5.189,62 $ a 16.722,38 $), mientras que, en el mismo período, el salario mínimo aumentó 123 % (pasó de 5588 $ a 12 500 $). Lo mismo sucedió con las jubilaciones mínimas, que aumentaron en ese lapso 117 % (pasaron de 4299 $ a 9309 $). Debido al aumento galopante del precio de los alimentos, en julio de 2019, el salario mínimo hubiera necesitado aumentar un 100 % en términos reales para recuperar el poder adquisitivo alimentario que tenía en 2015, mientras las jubilaciones mínimas hubieran tenido que aumentar un 58 % en términos reales (descontando la inflación).

##### Evolución de la pobreza

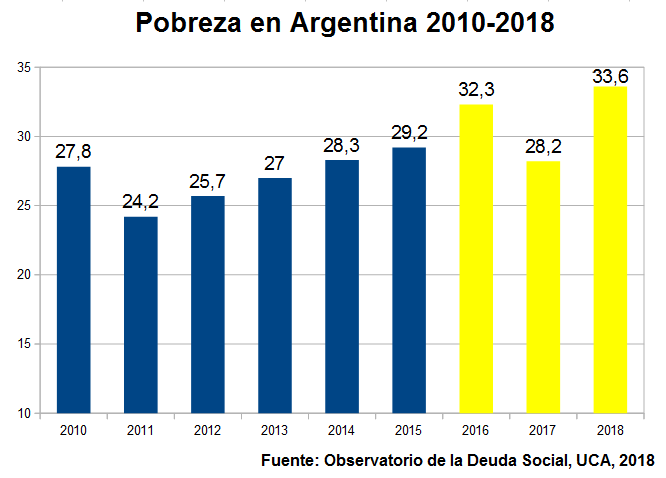
Pobreza en Argentina 2010-2018. Durante el gobierno de Macri la pobreza aumentó un 15 % y la indigencia un 27 %.

"Pobreza cero" fue uno de los principales lemas de campaña de Mauricio Macri en 2015. Poco después Macri pidió que su presidencia fuera evaluada según la evolución del índice de pobreza.
A poco de iniciado su gobierno, el Instituto de Estadísticas (Indec) elaboró una nueva forma de medición de la pobreza y la indigencia. El gobierno de Macri subió aún más la línea a partir de la cual debía considerarse pobre o indigente a una persona.
La nueva metodología para medir la pobreza implementada por el gobierno de Macri fue objeto de críticas, debido a ciertas inconsistencias con otros indicadores, como el desempleo, el aumento del precio de los alimentos y la desocupación medida por el Gobierno de la Ciudad de Buenos Aires. En marzo de 2017 renunció la directora de la Encuesta Permanente de Hogares, Cynthia Pok, debido a las presiones que sufría para falsear el índice de pobreza. Estudios llevados adelante por universidades independientes, como el Instituto Gino Germani de la Universidad de Buenos Aires y la Universidad Católica Argentina, revelaron aumentos de la pobreza mayores que los publicados por el gobierno. Esta última, publicó a mediados de 2019 un estudio que mostraba que —a fines del año 2018— un 51,7 % de la población menor de 18 años eran pobres y que un 10,9 % eran indigentes, que un 29,3 % de los menores estuvieron subalimentados y un 13 % pasó hambre. En todos los casos se trataba de las cifras más altas desde que la UCA comenzó a publicar esas mediciones en 2010. Según el índice de la UCA, durante el gobierno de Macri (hasta fines de 2018) la pobreza aumentó un 15 % y la indigencia un 27 % (de 3,3 % a 4,2 %).
Más allá de las dudas sobre la precisión de los datos del gobierno, el propio presidente Macri y sus principales funcionarios reconocieron que la pobreza aumentó durante su gobierno.
Tras dos años y medio de gestión un estudio del Monitor de Clima Social (MCS) relevado periódicamente por el Centro de Estudios Metropolitanos (CEM), un centro interuniversitario que integran la Universidad Metropolitana para la Educación y el Trabajo (UMET); la Universidad Nacional Arturo Jauretche y la Universidad Nacional de Hurlingham reveló que la mitad de los habitantes de la Capital Federal y el Gran Buenos Aires disminuyeron las raciones de comida en el último año, la mitad de los ciudadanos tienen alguien de su hogar que perdió el trabajo en los doce meses. En febrero de 2018, un 37 por ciento de los hogares disminuyeron las porciones de comida por razones económicas. Ese porcentaje subió en éste Monitor, el de junio, al 48 por ciento del mismo año y el 40 por ciento pasó momentos de hambre por razones económicas durante el último año.
En septiembre de 2018 la relatora especial sobre alimentación de las Naciones Unidas, Hilal Elver, escribió un duro informe sobre la situación del país advirtiendo que cuatro millones de argentinos enfrentan una seria inseguridad alimentaria y padecen hambre.

#### Endeudamiento
Una de las primeras medidas que tomó el gobierno de Macri fue acordar con los «fondos buitre». El diario Buenos Aires Herald dio a conocer que los fondos buitres Elliott Management y Aurelius Capital Management habían solicitado diversas medidas al juez Thomas P. Griesa con el fin de impedir que el gobierno argentino pudiera recibir fondos de diversos bancos internacionales para fortalecer sus reservas. En abril de 2016 se llegó a un acuerdo y se les pagó a los acreedores con una quita del 27 %. Así el juez Thomas Griesa levantó las cautelares que frenaban pagos a los tenedores de bonos argentinos en el exterior y Argentina salió del default.
El presidente Macri impulsó una política de endeudamiento externo.Según el blog chequeado.co, la deuda pública recibida por el gobierno de Macri en diciembre de 2015 era de 240 665 millones de dólares. El 31 de diciembre de 2016 la misma llegó a 275 446 millones de dólares. Durante el año 2016, más del 12 % de la deuda mundial emitida lo fue por el Estado argentino, y desde enero a septiembre de 2017, el 20 % de los bonos emitidos por estados soberanos en el mundo correspondió a emisiones argentinas.
A fines de 2017, un informe de la agencia Bloomberg colocó a la Argentina en primer lugar en una lista de países emergentes en cuanto a emisión de deuda. El déficit fiscal fue cubierto con colocaciones de deuda cuantiosas, alcanzando los 42 000 millones de dólares entre 2016 y 2017. En la lista supera, incluso a China, la cual ocupa el segundo lugar. Como porcentaje del PBI la deuda alcanzaba a fines del 2017 casi el 57 %.
De acuerdo a un informe del Indec, a fin de marzo de 2018 la deuda externa del país ascendía a 253 741 millones de dólares, lo que significa un aumento de 86 329 millones más —casi un 52 % más— que los 167 412 que el país debía al momento de asumir Macri la presidencia.
En agosto de 2019 la deuda externa ascendía a 309 mil millones.
Expertos internacionales han considerado que el alto endeudamiento impulsado por el gobierno de Macri podría ser su «talón de Aquiles», debido a que las inversiones no son del todo directas y son consideradas «inversiones golondrina», con una alta tendencia a volver a salir del país en cualquier momento de incertidumbre o crisis internacional y «podría volverse a los escenarios del pasado».

## Política energética

### Reducción de subsidios
Como parte de la política energética implementada por el gobierno de Macri, en junio de 2016 y previo a los festejos por el Bicentenario de la Independencia de Argentina, fueron anunciadas medidas dirigidas a recortar el presupuesto destinado al subsidio estatal de los servicios públicos energéticos: agua potable y saneamiento, energía eléctrica e hidrocarburos (gas combustible y petróleo). se produjo un aumento en las tarifa del gas, combustibles, agua y energía eléctrica que habían superado el 1000%, y llegando al 2000% por ciento y en caso de la electricidad con aumentos tarifarios del 3000 al 4500 por ciento.

Entre diciembre de 2015 y 2019, durante el régimen de Mauricio Macri las tarifas de electricidad en Argentina subieron alrededor del 5.000%. En paralelo al tarifazo entre 2016 y 2019, durante gobierno de Mauricio Macri, se firmaron contratos de generación de energía en dólares que fueron la causa de los tarifazos. Varios fueron  con empresas con vínculos con el macrismo como Central Puerto de la familia Caputo, la otra  Pampa Energía de Marcelo Midlin testaferro del presidente que se constituyeron como las más grandes empresas del sector energético a través de estructuras locales que tienen terminales en off shore en otros países. El 70% de la electricidad de Argentina es producto de contratos que se firmaron entre 2016 y 2019. Las tasas de rentabilidad para fichas empresas privadas ligadas al gobierno que se firmaron durante el macrismo son del 85% y 95%, casi una ganancia 100% en dólares anual perjudicando a los consumidores. Investigadores, organizaciones de consumidores, diversos especialistas, el Ente Regulador y los gobiernos de los territorios en los que actúan, han cuestionado a las empresas eléctricas privatizadas por destinar a la inversión fondos insuficientes para alcanzar los estándares comprometidos en las concesiones.
Pese al aumento de tarifas de hasta 4000 por ciento
en el período 2016-2019, las inversiones eléctricas disminuyeron con respecto al año 2015, pese a que las cuatro empresas eléctricas más importantes del país (Edesur, Edenor, Edelap y Edea) aumentaron sus tarifas y sus ganancias fueron récord. Parte de los subsidios fue recortada, en 2020 se iniciaron causas penales por el desvío de fondos públicos por parte del empresario y ministro Nicolás Caputo que habría desviado 2700 millones de pesos a la compra de la Central Costanera. Un mes después de su asunción el presidente Mauricio Macri transfirió acciones de la principal transportadora eléctrica a una empresa de su propia familia
de la transportadora de la energía que produce Yacyretá. Los subsidios solo fueron recortados en un tercio de su monto total.
Macri salió en defensa de la medida en una actividad pública de Bahía Blanca, argumentando que contribuirá a la independencia energética del país, reduciendo las importaciones de gas natural, gas licuado del petróleo y electricidad, además pidió a los argentinos «ser austeros» con el consumo de los diversos tipos de energía.
Los aumentos de tarifas resultaron muy altos en varios de los servicios públicos. Especialmente notorio fue el aumento de la tarifa de gas, que causó que algunos usuarios recibieran facturas por este servicio varias veces superiores al monto pagado el año anterior; en algunos casos, este aumento superó el 2000 %.
Una sala de la Cámara Federal de La Plata dictó una sentencia que anuló el incremento de las tarifas de gas, y adicionalmente obliga a las empresas a «retrotraer» los valores cobrados anteriormente al anuncio presidencial, así como también a devolver directamente a los usuarios todo el dinero que se haya cobrado finalmente de más. Asimismo, un juez de la localidad de Lomas de Zamora, dispuso una medida cautelar ante un recurso presentado por un usuario local del servicio de agua potable, siendo la primera medida judicial en el país de esta naturaleza en contra del tarifazo.
El 18 de agosto, la Corte Suprema de Justicia anuló el aumento en las tarifas de gas —aunque solamente para usuarios residenciales, que representan el 24 % del consumo— y estableció que el Gobierno está obligado por ley a llamar a audiencias públicas antes de cualquier incremento de las tarifas de transporte y distribución, y para modificar el precio pagado en boca de pozo. También ordenó mantener las tarifas sociales que se habían establecido, y que el gobierno había anunciado que se iban a revertir en caso de que no se aprobara el tarifazo.

### Política hidrocarburífera
Hacia 2017 el país llegó a la más baja producción de crudo desde el año 1990, lo que representó la menor producción en 27 años. Según algunos medios el cambio de orientación con la llegada de Mauricio Macri a la presidencia fue el retorno a la dependencia del crudo importado para el abastecimiento interno. Desde los años 1980, la actividad petrolera no llegaba a niveles tan bajos de extracción en la nación. Mientras que la producción nacional cayó, la importación de crudo aumentó un 326 % en los primeros cinco meses del año 2017 respecto a igual período de 2015. En tanto la petrolera estatal YPF reportó pérdidas en su balance por primera vez en 20 años, dando un saldo negativo en 2016 de 28 379 millones de pesos en su resultado neto. La acción de YPF pasó de generar una ganancia de 11,68 $ en 2015 a una pérdida de $ 72,13 en 2016, lo que representó una suba en el perjuicio de 717 %. En 2017 se registró la peor caída de consumo residencial de gas en 25 años, debido a los tarifazos en el servicio aplicados por el gobierno de Cambiemos. Ese año además los hogares consumieron menos gas que ningún otro año desde 1993, cuando comenzó la serie estadística.
En septiembre de 2018 se anunció la suspensión de la construcción del Gasoducto del Noreste, que hubiera permitido conectar a la red de gas a las provincias de Formosa, Chaco y Misiones y al norte de la de Santa Fe, que aún dependen de las garrafas para acceder al combustible domiciliario.
El ministro  de energía designado por Mauricio Macri, Juan José Aranguren, firmó acuerdos para importar gas de Chile por 5,5 millones de metros cúbicos diarios de gas a Argentina, gas que a su vez Chile importa del Sudeste Asiático. Aranguren convalidó un contrato por compra de gas a Chile con un precio que resulta un 53 por ciento más caro que el gas natural licuado que llega por barcos y un 128 por ciento más elevado que lo abonado por las importaciones provenientes de Bolivia. Por este motivo, fue imputado al haber realizado compras directas desde el Estado con pagos de más de un 50% de sobreprecio y por haber beneficiado a la petrolera Shell, en la cual posee 14 millones en acciones y de la que fue presidente hasta asumir como Ministro. También le adjudicó a la petrolera Shell siete de las ocho licitaciones que se pusieron en juego para la importación de gasoil por barcos al país.

## Política laboral
El porcentaje de la población desempleada al momento de asumir Macri es objeto de discusión: la tasa oficial del INDEC para el cuarto trimestre de 2015 fue de 5,9 %, pero la misma no fue homologada por el gobierno de Macri debido a la criticada actuación de este organismo.
Entre enero y febrero de 2016 se habían producido 110 000 despidos, según la medición de la consultora Tendencias Económicas, 107 000 de acuerdo a la Fundación de Investigaciones Económicas Latinoamericanas (FIEL), 68 563 despidos colectivos «y amenazas de despidos» según el Observatorio de la Central de Trabajadores de la Argentina (CTA) La Unión de Aseguradores de Riesgos del Trabajo (ART) afirmó que disminuyeron casi 90 000 trabajadores asegurados, pasando de 9 869 790 empleados formales en diciembre del año anterior a 9 780 163 en marzo de 2016. El 16 de mayo, el CEPA informó que se habían producido 154 786 despidos hasta el 30 de abril.
De acuerdo con un estudio del Centro de Economía Política Argentina (CEPA), entre diciembre de 2015 y marzo de 2016 se habrían producido en el país un total de 141 542 despidos, de los cuales 80 446 despidos en el sector privado —71,9 % en el sector construcción, 23,4 % en la industria y 4,7  por ciento% en el sector servicios— y 61 096 en el sector público, totalizando alrededor de 30 000 despidos en la administración pública nacional, provincial y municipal. Dentro de este último, el gobierno nacional sería responsable del 47,8 %, incluyendo un 8,5 % correspondiente a entes descentralizados.
La Central de los Trabajadores Argentinos (CTA) realizó una huelga y jornada de protesta el 24 de febrero de 2016, en rechazo de los "despidos de trabajadores, el ajuste, la criminalización de la protesta social" y en reclamo de la realización de "paritarias libres", reuniendo 50 000 manifestantes en Plaza de Mayo.
En los meses de julio y agosto se produjeron casi 29 000 despidos más, con lo cual los despidos totales desde el mes de diciembre se elevaron a más de 208 000, de los cuales un tercio son empleados del sector público. En el mes de agosto, la AFIP reconoció la pérdida neta de 97 219 empleos formales registrados durante los primeros cinco meses del año 2016. El titular del Instituto Nacional de Estadística y Censos, informó que en el segundo trimestre del año 2016 la desocupación llegó al 9,3 %, lo que significa que 1 165 000 personas estaban desempleadas.
En el primer trimestre de 2017 la tasa de desempleo creció al 9,2 %, el nivel más alto en los últimos diez años. El desempleo tocó un piso de 7,2 % en el cuarto trimestre de 2017 para luego subir a 9,1 % en el primer trimestre de 2018.
En el primer trimestre de 2019 la desocupación subió al 10,1 %, alcanzando los dos dígitos, el peor porcentaje desde 2006, cuando el país salía de la crisis de 2001, durante la cual el desempleo llegó a 26 %.

#### Despidos en la planta estatal
Diversas áreas del Poder Ejecutivo anunciaron la rescisión masiva de contratos laborales de empleados públicos, que se replicó en la Cámara de Senadores de la Nación y la Provincia de Buenos Aires.en los meses de enero y febrero de 2016 se produjeron 107 000 despidos, lo que aumentó la tasa de desempleo más del 0.5%. De ese total, la mitad —54 000 puestos de trabajo— tuvo lugar en el sector de la construcción. Las razones de los despidos en la industria, otro sector en el que los despidos fueron importantes, fueron la caída de la demanda, la incertidumbre sobre el rumbo de la economía, el aumento de las tarifas energéticas y el de las importaciones. En los argumentos para producir los despidos se mencionaron falta de asistencia al trabajo y la militancia kirchnerista de los trabajadores despedidos.
A principios de enero de 2016, los sindicatos estatales estimaron en 15 000 los despidos en todo el país, cuestionaron la decisión y declararon que iban a resistir la medida. Se produjeron despidos en varias dependencias estatales, como el Correo Argentino, ACUMAR, la Fábrica Militar de Río Tercero, entre otros. Otras fuentes hablaban de 6000 empleados menos para esa fecha.
El Ministro de Modernización afirmó a fines de febrero que se estaban revisando «24, 25 mil contratos» para realizar más despidos. Los despidos en la administración pública nacional continuaron en los últimos días de febrero y principios de marzo, incluyendo el desmantelamiento de programas de estado tales como Conectar Igualdad, cuyos empleados fueron despedidos en su totalidad, cientos de empleados en la construcción de la central nuclear Atucha III, y otras áreas.
En el mes de abril, el mismo ministro reconoció que 10 921 trabajadores del Estado nacional fueron despedidos en los últimos tres meses. Los despidos fueron numerosos en áreas tales como el Instituto Nacional contra la Discriminación, la Xenofobia y el Racismo (INADI), del Espacio Memoria y Derechos Humanos y otras áreas del Ministerio de Justicia, en dependencias de control de la Secretaría de Comercio y de la Unidad de Investigación Financiera, lo que ha sido denunciado como un intento de desmantelar programas de control de delitos económicos y —según Estela de Carlotto— de defensa de los derechos humanos. En los últimos días de febrero y principios de marzo se produjeron nuevos despidos, incluyendo el presunto desmantelamiento de programas de estado tales como Conectar Igualdad, cuyos empleados habrían sido despedidos en su totalidad —aunque el gobierno desmintió que la intención fuera desmantelar el proyecto—, cientos de empleados en la construcción de la central nuclear Atucha III, y de la Biblioteca Nacional, entre otras áreas.
Desde el inicio de la gestión de Mauricio Macri hasta agosto de 2018, casi 25 000 personas habían quedado sin empleo en el sector estatal. Fueron especialmente resonantes los casos del INTI, Agroindustria, Télam, Senasa y Hospital Posadas.

#### Aumento de la planta política y precarización laboral
En paralelo de los despidos de empleados estatales, diversas fuentes indican que el gobierno macrista generó un crecimiento "sin precedentes desde el retorno de la democracia", de funcionarios políticos con rangos de ministros, secretarios y subsecretarios. De acuerdo al Boletín Oficial, las secretarías de Estado pasaron de 71 el 10 de diciembre de 2015 a 88 al 31 de marzo.  Se ha calculado que el crecimiento es de alrededor del 23 % en designaciones políticas permiten proyectar la generación de, por lo menos, 80 nuevas direcciones nacionales y 240 nuevos cargos de directores simples y coordinadores.
En el Programa de Atención Médica Integral (PAMI) se crearon 351 cargos nuevos hasta agosto de 2016, con sueldos que en trece casos ascendieron a los $ 161 000, con un promedio de más de $ 78 000 —más de once salarios mínimos— lo que genera un aumento del gasto en salarios de personal jerárquico de más de 27 millones de pesos. En el mismo período, el PAMI hizo fuertes recortes en el programa de medicamentos, se atrasó en los pagos con las farmacias y dejó de abastecer ciertos insumos, como las prótesis de cadera, a los hospitales y clínicas.
Generó controversias la designación de más una docena de casos de parientes de funcionarios del actual gobierno que accedieron a cargos públicos sin concurso. A fin de enero de 2018, Mauricio Macri firmó un decreto por el cual quedaba prohibida la contratación de familiares de funcionarios de alta jerarquía. El alcance del decreto fue limitado.
También ha sido criticada la designación sin concurso de decenas de militantes del PRO y de la agrupación "La Generación", que logró copar el Ministerio de Modernización y sus militantes ganan sueldos de hasta 80 mil pesos por mes. Varios militantes de las juventudes del PRO han sido colocados anteriormente en puestos estratégicos en la ciudad y a partir de 2016 en la Nación pese a no tener experiencia previa.
Fueron objeto de duras críticas las contrataciones de servicios de empresas privadas, en reemplazo de trabajadores desvinculados.

#### Plan Primer Empleo
En el mes de mayo de 2016, el gobierno firmó un acuerdo con la empresa McDonald's el plan Primer empleo. la medida ha sido duramente criticada, ya que establecía un sueldo de 4500 $ por mes —muy inferior al salario mínimo, que a esa fecha era de 6060 $— de los cuales 1000 $ serán aportados por el Estado nacional, a cambio de 30 horas de trabajo semanales, y sin garantía alguna de estabilidad laboral, lo que los convierte en empleos precarios. Adicionalmente, no hay garantía de que esos 5000 puestos sean adicionales a los que ya existen, en lugar de reemplazar a los empleados actuales —con sueldos mayores— por nuevos empleados con sueldos inferiores.
Cuatro meses después la justicia argentina anuló el acuerdo por violar la Constitución y los tratados internacionales, poniendo en riesgo los "derechos de jóvenes en situación de vulnerabilidad".

#### Impuesto a las ganancias para trabajadores
Durante su campaña electoral, el entonces jefe de Gobierno porteño prometió que, durante su gobierno, los trabajadores no pagarían el impuesto a las ganancias. No obstante, ese impuesto no fue derogado durante los primeros nueve meses de gobierno, y el 15 de septiembre de 2016, el ministro Prat-Gay anunció que el presupuesto para el año 2017 no incluye la eliminación de ese impuesto, aunque anunció un aumento del mínimo no imponible del 15 % —muy inferior tanto a la inflación ya acumulada como a los aumentos de sueldo pactados para el año 2016— y una modificación de la escala de tributación, de la que no dio detalles. El diputado del Frente Renovador, Facundo Moyano, reveló que por esa razón, en el año 2016 "va a haber tributando más trabajadores que en cualquier periodo del kichnerismo".
En marzo de 2017, pagaron el impuesto a las ganancias 1 765 975 trabajadores en relación de dependencia, que resultan ser 588 871 trabajadores más que al final del gobierno de Cristina Kirchner, es decir un aumento del 33 % en 16 meses. Según números oficiales publicados en abril de 2018, el número de trabajadores que pagaron el impuesto a las ganancias en diciembre anterior fue de 2 207 577, es decir un 78 % más que al principio del gobierno de Macri. Es el segundo número más alto de contribuyentes de ese impuesto en la historia argentina, solo ligeramente superado por el máximo histórico del año 2013.

#### Escándalo del ministro Triaca
En enero de 2018 se viralizó por las redes sociales un audio en el que el ministro de Trabajo Jorge Triaca despedía a una mujer, por medio de maltratos e insultos. El hecho generó un escándalo debido a que se descubrió que la mujer era Sandra Heredia, una empleada doméstica de su hermano, que no había sido registraba legalmente. El escándalo se extendió cuando salió a la luz que el ministro Triaca también había nombrado a Sandra Heredia como "delegada interventora" del Sindicato de Obreros Marítimos Unidos (SOMU), sin siquiera contar con ninguna experiencia sindical.
A raíz del escándalo el ministro Triaca fue denunciado penalmente por desviar fondos del sindicato marítimo, a la vez que la Oficina Anticorrupción del propio gobierno inició una investigación de los hechos.
El "escándalo Sandra" sacó a la luz también que gran cantidad de familiares de Triaca habían sido contratados por el gobierno, en un grave caso de nepotismo. Diversos sectores de la prensa, los partidos de oposición y el sindicalismo reclamaron la renuncia de Triaca.
Finalmente Triaca presentó su renuncia, pero el presidente Macri no la aceptó, dándole un "respaldo total"; Algunas semanas más tarde, Macri sancionó un decreto para reducir el nepotismo, prohibiendo que en el Estado nacional se contraten sin concurso a personas que sean hermanos, hijos, padres o parejas de los funcionarios del gobierno nacional. No obstante, solamente doce funcionarios fueron alcanzados por el publicitado decreto. Unas semanas después estalló otro escándalo vinculado a Triaca, cuando su hermana Lorena Triaca, fue imputada penalmente por un caso de corrupción política, cuando se desempeñaba en la Agencia Argentina de Inversiones y Comercio internacional, y dispuso la contratación de una empresa de la que ella era socia.
Según una encuesta realizada por Managment & Fit, el escándalo Triaca constituyó un factor importante de la caída de la imagen de Macri a partir de diciembre de 2017.

#### Consecuencias

##### Despidos en el sector privado
Del total de más de 100 000 despidos que se sucedieron en los primeros tres meses del gobierno de Mauricio Macri, 54 000 tuvieron lugar en el sector de la construcción, debiéndose principalmente a los atrasos en los pagos de certificados en la obra pública, aunque según algunas fuentes los atrasos habían comenzado antes de la asunción de Macri.
En noviembre de 2015, el empleo industrial totalizaba 1 256 400, bajando en abril de 2017 a 1 202 200 empleados, unos 54 000 empleados menos. De acuerdo al gobernador de la provincia de Santa Fe, las razones de los despidos en la industria fueron la caída de la demanda, la incertidumbre sobre el rumbo de la economía, el aumento de las tarifas energéticas y el de las importaciones.
Otra área donde se produjeron despidos fueron los medios de comunicación afines al gobierno kirchnerista —como aquellos propiedad de Lázaro Báez, Cristóbal López o Sergio Szpolski— que recibían pauta publicitaria estatal, la cual fue modificada por el nuevo gobierno. Al disminuir los ingresos por ese concepto, redujeron gastos, incluyendo los gastos en personal. Durante su primer año de gestión la producción industrial con respecto al año 2015 finalizó el año con una disminución de 4,6%. En ese año, según FIEL, se registraron caídas en la producción del sector Textiles (-0.6%), en la producción de Papel y Celulosa (-0.7%), Alimentos y Bebidas (-2.3%), Insumos Químicos y Plásticos (-2.8%) y Petróleo Procesado (-4.5%), Minerales no Metálicos (-5.5%) y Metalmecánica (-6.1%) y Cigarrillos (-11.1%).
. Durante su primer año de gestión la producción industrial con respecto al año 2015 finalizó el año con una disminución de 4,6%. En ese año, según FIEL, se registraron caídas en la producción del sector Textiles (-0.6%), en la producción de Papel y Celulosa (-0.7%), Alimentos y Bebidas (-2.3%), Insumos Químicos y Plásticos (-2.8%) y Petróleo Procesado (-4.5%), Minerales no Metálicos (-5.5%) y Metalmecánica (-6.1%) y Cigarrillos (-11.1%). Por su parte, la industria siderúrgica, retrocedió 14,2% internanual. fines de marzo, en una entrevista, afirmó que durante los "últimos 12 o 13 años" se habrían generado "un millón y medio de empleados públicos más".

##### Cierre de empresas
Según los registros de la AFIP, durante el gobierno de Macri, entre junio de 2016 y junio de 2019, hubo 19 415 empresas menos. El cierre de empresas se hizo más acelerado desde junio de 2018, luego de la segunda devaluación del peso realizada durante el gobierno de Cambiemos. Los sectores que registraron mayor cantidad de empresas cerradas fueron el sector comercio (5405), transporte (5290), industria (4074) y agro o "campo" (3568). Dentro de la industria, la mayor cantidad de empresas cerradas se produjo en los rubros indumentaria, calzado, metalmecánica y alimentos. Aunque "el campo" fue uno de los sectores más beneficiados por el gobierno, cerraron establecimientos agrícolas de las economías regionales (no pampeanas), al mismo tiempo que gran cantidad de productores pampeanos pequeños y medianos debieron vender sus tierras a los más grandes, debido a la posibilidad de estos de contar con mayor respaldo financiero para enfrentar las altas tasas de interés establecidas por el Banco Central.
No solo cerraron pequeñas y medianas empresas, sino varias empresas grandes que llevaban décadas en Argentina. Entre ellas cerró la empresa alimenticia La Campagnola, que había sido fundada 70 años antes en la provincia de Mendoza, debido a "los altos costos, el incremento de las importaciones y la caída generalizada del consumo"; la fábrica de motocicletas Zanella; la fábrica de automóviles Honda; la empresa textil Alpargatas, una de las más grandes y antiguas del país; la fábrica de termotanques Reem en Catamarca, con más de 60 años en el mercado; Cerámica San Lorenzo, fundada en 1950; entre otras.

## Política de transporte

### Ferrocarril
En septiembre de 2016 anunció la reactivación del soterramiento del Ferrocarril Sarmiento. Días después se presentó una denuncia que hicieron los fiscales ante el posible delito en la modificación de las condiciones de la adjudicación de la obra, que beneficiaría a la empresa Iecsa de Angelo Calcaterra, primo del presidente.
En cuanto a los servicios regionales de ferrocarril, en el caso del Tren del Valle se recortaron servicios y disminuyeron las frecuencias. En Entre Ríos los ramales fueron paralizados cancelándose los servicios locales de Paraná, la capital provincial, que fueron suspendidos en enero de 2016; el tren Paraná – Concepción del Uruguay, suspendido en febrero de ese año, y el servicio Basavilbaso – Villaguay, que dejó de circular en abril de 2016. El Tren de las Sierras, que circula entre Córdoba y Cosquín, dejó de salir desde la estación Alta Córdoba. El ramal Puente Alsina-Aldo Bonzi del Ferrocarril Belgrano Sur fue cerrado el 4 de agosto de 2017, reemplazándose por un servicio reducido entre las estaciones Aldo Bonzi y km.12. En mayo de 2017 el servicio metropolitano de trenes de Resistencia, Chaco, también fue suspendido para forzar una provincialización del servicio y se descartó la renovación de vías del ramal C3 del Ferrocarril Belgrano. También se canceló la fabricación de vagones nacionales de carga. El titular de la sociedad Operadora Ferroviaria (SOFSE) fue elogiado por las medidas adoptadas, entre ellas el recorte en los trenes regionales, el cierre de ramales en el Chaco y Entre Ríos, los servicios suspendidos en La Pampa, Mar del Plata, Chascomús, la decisión de paralizar la expansión del Tren del Valle y el abandono del Plan Operativo Quinquenal heredado de la gestión anterior.

### Disminución de subsidios al transporte público
En marzo de 2016, el ministro de transportes Guillermo Dietrich, anunció el aumento del transporte público en la ciudad de Buenos Aires, lo que afectaría en el corto plazo un alza del 100 por ciento de los precios de los boletos de colectivos, el Subte y el ferrocarril que conecta con el resto de la provincia.

## Política de ciencia y tecnología
Durante la campaña presidencial de 2015, Macri declara que durante su gobierno se sostendrían las políticas en ciencia y técnica impulsadas durante la década anterior y se duplicaría la inversión en el área. En noviembre de 2015, tras la victoria de Macri en el balotaje, se anunció que Lino Barañao iba a continuar al frente del Ministerio de Ciencia, Tecnología e Innovación productiva, siendo el único ministro del gobierno saliente en conservar su cargo. Sin embargo, en los años subsiguientes se produjeron fuertes recortes en el presupuesto y en la cantidad de nuevos ingresos al Conicet. Entre 2015 y 2018 la caída del presupuesto de la función ciencia y técnica en términos reales fue del 25 %. Según las estimaciones disponibles para 2019 la caída final sería del 38 %. Algunos investigadores han planteado que durante el gobierno de Mauricio Macri se inició un procesos de cientificidio, un término creado en el 2016 para referirse a las consecuencias observadas en el sistema científico de un país y su base reproductiva, a causa de las políticas económicas caracterizadas por ajustes, desarrolladas por diferentes gobiernos.

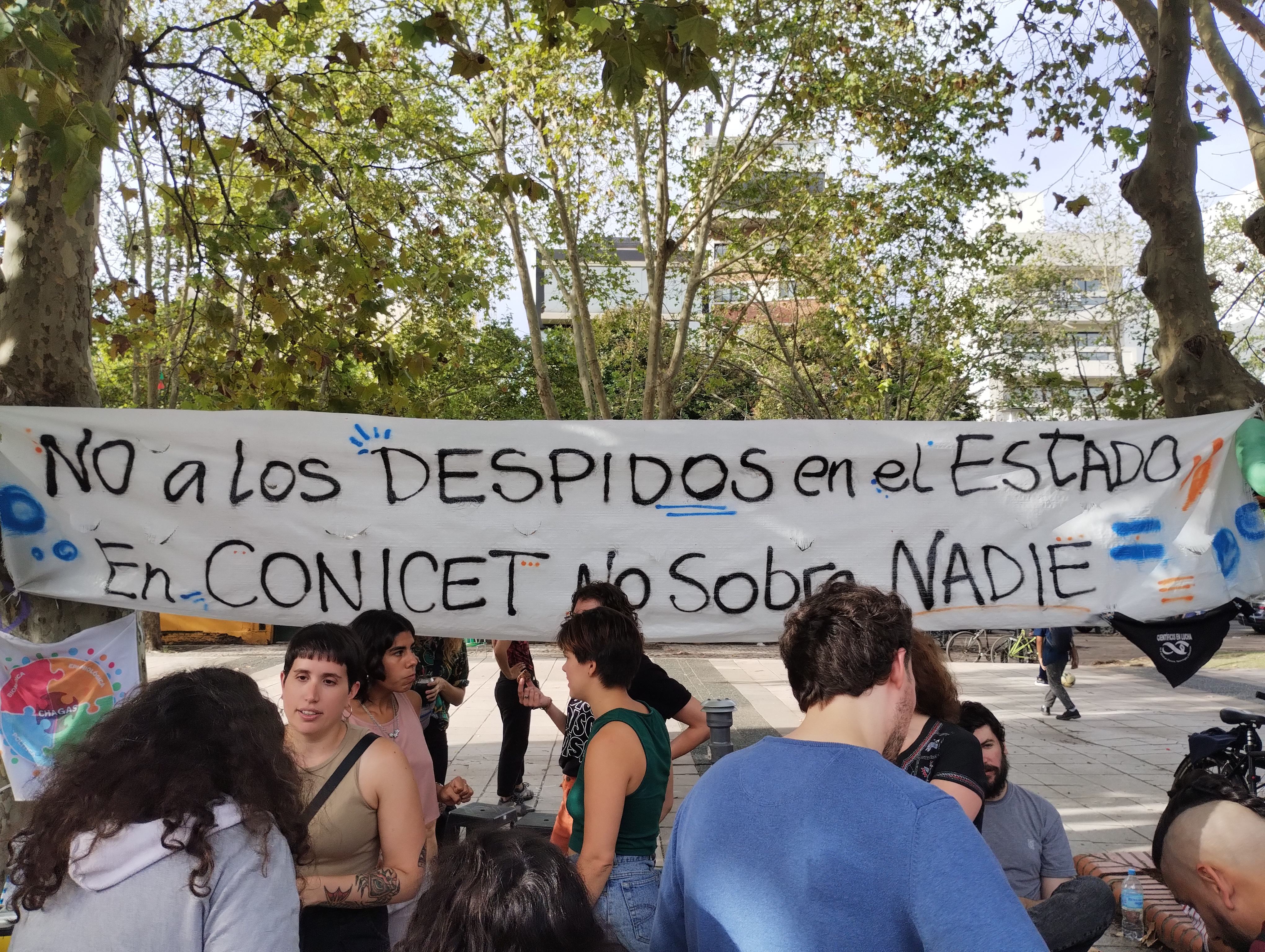

El 3 de septiembre de 2018, el presidente Mauricio Macri anunció que el ministerio sería degradado al rango de secretaría, pasando a depender del Ministerio de Educación (renombrado Educación, Cultura, Ciencia y Tecnología), a cargo de Alejandro Finocchiaro. Los cambios se dieron en una modificación del gabinete nacional que redujo de 22 a 10 la cantidad de ministerios y que se hizo efectiva el 5 de septiembre de 2018. Los recortes presupuestarios y la degradación del Ministerio produjeron diversas protestas de la comunidad científica nacional y una carta de repudio de la comunidad científica internacional, firmada por once Premios Nobel y 1200 investigadores.
El 26 de enero de 2016 se transfiere la CONAE del Ministerio de Planificación al MinCyT a través del decreto 242/2016 el Poder Ejecutivo. Ese mismo año se dispuso la suspensión de la construcción del satélite geoestacionario ARSAT-3.

### Plataforma para el sector
Las propuestas de Cambiemos para el sector científico durante la campaña electoral 2015 fueron:
- Duplicar a 1,5 % del PBI la inversión en ciencia, tecnología e innovación y optimizar su distribución.
- Más ciencia aplicada.
- Científicos en todos los ministerios.
- Reconocer a los que hacen ciencia.
- Que ser científico sea una de las profesiones más elegidas.
- Potenciar el impacto social del Conicet.
- Facilitar la vinculación y la transferencia tecnológica de la ciencia.
- Impulso a emprendedores y pymes que encaren proyectos científico-tecnológicos con impacto.

Durante su mandato Lino Baraño continuó al frente del Ministerio de Ciencia, Tecnología e Innovación productiva

### Reducción presupuestaria
En diciembre de 2016 se desató un conflicto entre los investigadores de Conicet y las autoridades debido al recorte de los ingresos a la carrera de investigador científico. Ingresaron 385 investigadores contra los 943 que habían ingresado en la convocatoria del año anterior. Esto motivo manifestaciones que incluyeron la toma del Ministerio. Finalmente se solucionó el 24 de diciembre con un compromiso de las autoridades de insertar a los investigadores, que habían sido recomendados por las comisiones evaluadores pero no habían entrado por cuestiones presupuestarias, en otras instituciones de ciencia del país.
Entre 2015 -último año de gestión de Cristina Fernández de Kirchner- y 2018 la caída del presupuesto de la función ciencia y técnica en términos reales fue del 25 %. Según las estimaciones disponibles para 2019 la caída final sería del 38 %. En la siguiente tabla se muestra la inversión estatal en ciencia y tecnología:
| Año         | Monto (en millones de pesos) | Monto (en millones de dólares) | % del PBI | % del presupuesto |
| ----------- | ---------------------------- | ------------------------------ | --------- | ----------------- |
| 2016        | 23.971                       | 2417                           | 0,33      | 1,27              |
| 2017        | 31.728                       | 2060                           | 0,32      | 1,31              |
| 2018        | 35.490                       | 1891                           | 0,26      | 1,13              |
| 2019 (est.) | 46.259                       | 1189                           | 0,22      | 1,06              |

El 7 de mayo de 2019, una científica del Conicet llamada Marina Simian participó del programa televisivo ¿Quién quiere ser millonario?, —a fin de conseguir fondos para poder avanzar en la investigación de una cura para el cáncer—, en el cual ganó 500 000 $. El motivo por el cual la científica había participado del programa, fue debido a los ajustes realizados por el gobierno de Mauricio Macri que perjudicó también al Conicet.

“Vinimos acá porque si recaudamos algo es para la investigación“
Marina Simian

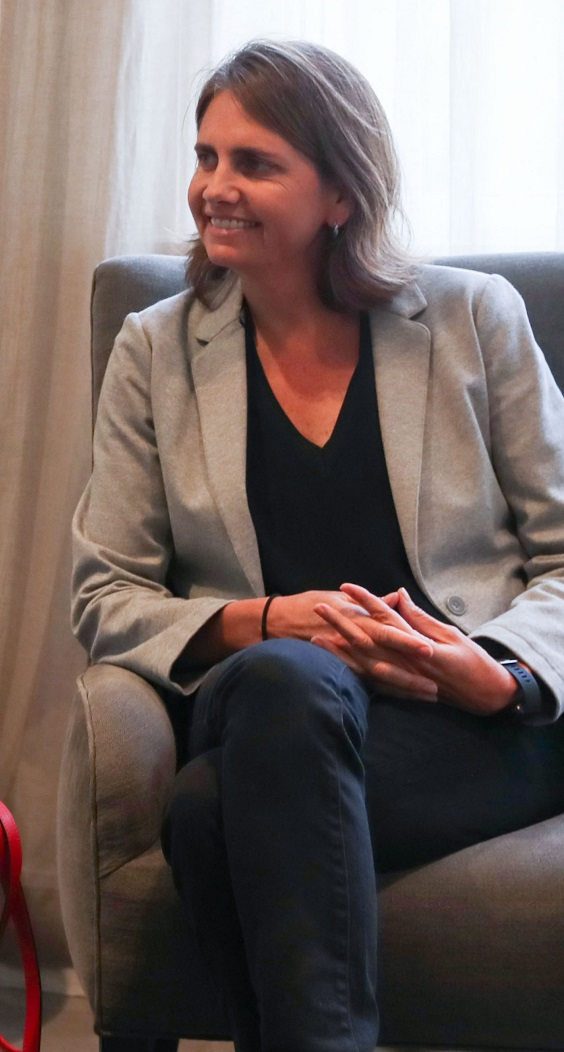
La científica Marina Simian firmó un pronunciamiento, junto a 150 personalidades de la cultura, la academia y la ciencia, apoyando a Macri.

Tras este hecho, se generó una fuerte polémica en las redes sociales y Macri fue criticado por las bajas inversiones en el Conicet. La misma Marina Simian firmó una carta en la que 150 personalidades de la cultura, la academia y la ciencia respaldaron la candidatura de Mauricio Macri para una reelección.
Durante el debate presidencial 2019 el presidente Macri que el presupuesto para ciencia y técnica había aumentado durante su gestión algo que fue desmentido a los pocos días por el directorio de Conicet.

### Arsat
En diciembre de 2015 la empresa ARSAT, que hasta ese momento se encontraba en la órbita del Ministerio de Planificación Federal, Inversión Pública y Servicios, pasó a depender del Ministerio de Comunicaciones. El nuevo ministro, Oscar Aguad, designó a su yerno, Rodrigo de Loredo, como director de ARSAT reemplazando a Matías Bianchi. De Loredo convocó a Henoch Aguiar quien ya se había desempeñado en la Secretaría de Comunicaciones durante la presidencia de Fernando de la Rúa como vice. Desde ese momento se produjeron cambios en la cúpula gerencial de la empresa. Los empleados denunciaron un "despido masivo e intempestivo de trabajadores", que atribuyeron la situación a persecución ideológica. Los trabajadores despedidos aseguraron que la medida «responde a una lógica de achicamiento del Estado y persecución ideológica para con los trabajadores», y «listas negras» por parte de De Loredo. El directorio de la empresa admitió el despido de 22 empleados que ocupaban cargos jerárquicos pero negó que se hubieran desvinculado científicos o que los despidos tuvieran causas ideológicas.
En marzo de 2016 las nuevas autoridades anunciaron la decisión de interrumpir la construcción del ARSAT-3 aduciendo problemas de financiamiento. La ley preveía que la financiación de dicho satélite proviniera de la venta de los servicios de ARSAT-1 y ARSAT-2, pero la nueva administración logró determinar que estas ventas nunca habían tenido lugar. Según declaró De Loredo: "Llegamos y nos encontramos con que habían lanzado el Arsat II sin haber comercializado absolutamente nada. Ahora estamos presentando los permisos para vender la pisada del satélite" (...) "En el mundo satelital, por lo general se hacen preventas de hasta el 50 o 60% del satélite que vas a lanzar. Arsat II está prácticamente en cero en su comercialización. Ya hay un lucro cesante muy elevado". Al mismo tiempo se calificó como «incobrables» los servicios que Arsat le prestaba al Ministerio de Planificación Federal, Inversión Pública y Servicios, aunque la agrupación kirchnerista La Cámpora, en su página oficial, declaró que esta situación de incobrabilidad resultaba "difícil de concebir".
En julio de 2017 pasó a la órbita del Ministerio de Modernización. Ese mismo mes se conoció una carta de la subsecretaría de planeamiento del ministerio de comunicaciones escrita en marzo de ese año, donde da cuenta de la posibilidad de perder la posición orbital 81° debido a la demora del gobierno en comenzar a construir un nuevo satélite para dicha posición. Para evitar la pérdida, se autorizaron 12 nuevos satélites durante la gestión de Oscar Aguad, siendo la última realizada el mismo día en que Aguad fue ministro de Comunicaciones, en lo que se interpretó como un intento de desregular el mercado satelital con una política de cielos abiertos. Esta política fue criticada por el diario opositor Página 12 por entender que los satélites extranjeros "compiten con el Arsat 2 y reducen la viabilidad del Arsat 3".
Como resultado de esa nueva política, la empresa cerró el año 2017 con un superávit de 367 millones de pesos, una cifra 4,8 veces superior a la del año 2016. En mayo de 2017, la empresa fue la primera empresa estatal en cumplimentar la ley de acceso a la información pública. El 30 de mayo de 2017 se confirmó la construcción del tercer satélite, el antes llamado Arsat 3, que fue rebautizado como Arsat-SG1. Se explicó que el satélite sería HTS en banda Ka y que brindaría cobertura en el 100% del territorio nacional con 24 hz y una capacidad mínima de 40 Gbps. Durante la apertura del Simposio Internacional “Desarrollo espacial y sustentabilidad en la Región Américas” organizado por la UIT y el Ministerio de Comunicaciones, el gerente de desarrollo tecnológico de la empresa, Mariano Goldschmidt aseguró que ya se estaba trabajando con el INVAP y la CONAE para el desarrollo del nuevo satélite que daría internet satelital en todo el país.

## Política ambiental
Al asumir el gobierno de Macri se crea el Ministerio de Ambiente y Desarrollo Sustentable y designa como titular a Sergio Bergman. Previamente había integrado la comisión de Ecología de la Legislatura Porteña y presentado proyectos dentro de la temática en el Congreso de la Nación.
En lo referente al cuidado de la biodiversidad en 2016 se aprobaron la Estrategia Nacional de Biodiversidad y Plan de Acción 2016-2020 que establecía las principales líneas de trabajo en el tema y el Plan de Acción Extinción Cero que apuntaba a proteger las especies en estado crítico.
En julio de 2016 se creó el Gabinete Nacional de Cambio Climático que agrupa a ministerios y secretarías involucrados en la temática climática. Ese mismo año Argentina ratificó el Acuerdo de París.
En diciembre de 2016, tras los recortes presupuestarios para la prevención de incendios, Bergman declaró que lo más útil que podían hacer ese verano para evitar incendios era "rezar". En 2017, Macri transfiere el Plan de Manejo del Fuego al Ministerio de Seguridad que conduce Patricia Bullrich. La diputada Soria pidió la interpelación de Bergman por su gestión en este asunto. Además se produjeron durante su gestión fuertes inundaciones en el interior bonaerense y la provincia de La Pampa viéndose 8 millones de hectáreas afectadas y más de 14 millones de cabezas de ganado.
En lo que respecta a la limpieza de la cuenca Matanza-Riachuelo se anunció la construcción del Sistema Riachuelo, una obra de 12 km de largo que transportará los efluentes cloacales del área metropolitana. Al final del gobierno de Macri la obra, financiada por el Banco Mundial, tenía sus túneles terminados en un 70% y la planta de tratamiento en un 20%. En 2017, la Acumar autorizó a verter al Riachuelo siete sustancias contaminantes prohibidas desde hace años entre ellas elementos tóxicos, como aldrin, clordano y dieldrín.
En marzo de 2018, el ministerio conducido por Bergman presenta una investigación sobre proyectos sustentables para la que fue contratado el belga Gunter Pauli. El libro lleva el nombre de "Plan Aː la transformación de la economía argentina" y propone una serie de actividades comoː reforestación, fabricación de papel sin bosques, aprovechamiento de fibras de camélidos silvestres, explotación de proteínas de larvas y cultivo de hongos comestibles, entre otros.
El 3 de septiembre de 2018, el ministerio es degradado al rango de secretaría. Los cambios se dieron en una modificación del gabinete nacional que redujo de 22 a 10 la cantidad de ministerios y que se hizo efectiva el 5 de septiembre de 2018.

### Parques Nacionales
En 2018 se crearon seis nuevas áreas protegidas en el país: parque nacional Traslasierra en la provincia de Córdoba, el parque nacional Aconquija en Tucumán, el parque nacional Ciervo de los Pantanos en la provincia de Buenos Aires, el parque nacional Iberá en Corrientes y las áreas marinas protegidas Yaganes [cita requerida]y Banco Burwood II.
Mediante el decreto 368/2019 se transfirió la potestad para “otorgar la concesión de espacios exclusivos dentro de áreas naturales protegidas para la realización de proyectos de inversión y explotación de servicios turísticos" de la APN a la Secretaría de Ambiente.
Asimismo, la Administración luego de haberse mudado varias veces de sede, a más de 25 años de que el histórico Palacio Haedo comenzara a quedar chico y bajo un fuerte proceso de deterioro, y luego de que la administración de Mauricio Macri alquilara un edificio perteneciente a la firma de Nicky Caputo sobre la Av. Pellegrini por 130 mil dólares mensuales.

## Política de seguridad
La primera medida de importancia tomada por la ministra de Seguridad Patricia Bullrich fue la declaración de la "emergencia nacional en seguridad", tomada el 17 de diciembre de 2015. El 25 de diciembre la ministra Bullrich se opuso al fallo dictado por la Corte Suprema de Justicia de Mendoza, que establece que cuando se detiene a un ciudadano, los fiscales deben informar dicha detención a un juez de garantías dentro de las 24 horas y en el mismo plazo, el juez debe resolver sobre la detención.
El 17 de febrero de 2016, la ministra de seguridad anunció la aprobación de un "protocolo antipiquetes", por el cual se planeó terminar con los piquetes como forma de protesta. Por el mismo, se instruyó a las fuerzas de seguridad a negociar con los manifestantes y otorgarles un plazo de solamente cinco minutos para liberar el tránsito en la vía pública. Si pasado ese lapso no se hubiera producido el levantamiento del piquete, se procedería al uso de la fuerza. Adicionalmente, se dispuso que las fuerzas de seguridad podían limitar el accionar del periodismo que informase sobre los hechos, supuestamente como medida de seguridad de los periodistas. Las limitaciones al accionar de la prensa, que limitaría el derecho de la ciudadanía a estar informada, como la falta de limitaciones al accionar policial —al cual no se le prohíbe el uso de armas de fuego ni se le obliga a usar uniforme identificatorio— recibieron numerosas críticas por parte de distintas organizaciones sociales, sindicales y profesionales, así como la censura de parte de Amnistía Internacional, que interpretó que el mismo habilita a reprimir «a quienes ejercieran su derecho de reunión pacífica y el sistema de justicia los enjuiciaría por la vía penal.»
El protocolo solo se aplicaría en forma efectiva en las rutas federales y en los accesos al aeropuerto internacional de Ezeiza. Su aplicación en otros ámbitos estará sujeta a los criterios de los gobernantes de los distritos respectivos. Horacio Rodríguez Larreta, jefe de Gobierno de la ciudad de Buenos Aires, y María Eugenia Vidal, gobernadora de la provincia de Buenos Aires, prefirieron no aplicarlo. Por su parte, Amnistía Internacional informó que «se siguió denunciando el uso innecesario y excesivo de la fuerza por parte de las fuerzas de seguridad en las protestas públicas».
A finales de octubre de 2017, con la firma de Patricia Bullrich, se publicó en el Boletín Oficial el "Protocolo General para la detención de personas LGBT". La Federación Argentina LGBT manifestó su preocupación y malestar por lo que interpretaron es un protocolo discriminatorio que viola el reconocimiento a la diversidad y los derechos individuales consagrados. En un comunicado, SUTEBA expresó su solidaridad y acompañamiento en el rechazo manifestado por las organizaciones que defienden los derechos del colectivo LGBT.

#### Represión a piquetes y manifestaciones
Diversas organizaciones y personalidades han observado un incremento de las movilizaciones populares —tales como marchas, paros, ollas populares y cortes de calles y rutas— a lo largo del primer año y medio del mandato de Macri, y creen que la respuesta del gobierno ha sido únicamente la represión y la criminalización de la protesta social. Un estudio confirma que en el primer trimestre de 2017 se registraron un 133 % más de casos de conflictos con represión, en comparación con igual trimestre de 2016. Desde la llegada de Cambiemos al poder en diciembre de 2015 hasta marzo de 2017, se registraron 83 conflictos con represión en todo el país, incluyendo tanto hechos generados por fuerzas de seguridad provinciales como nacionales. Diversas opiniones, como la del Grupo de Curas en Opción por los Pobres, han considerado que la causa del aumento de la conflictividad social sería la propia política económica del gobierno de Macri, y que «este modelo no cierra sin represión».
Los primeros hechos de represión por fuerzas nacionales —que dependen del Ejecutivo Nacional— comenzaron pocos días después de la asunción de Macri a la presidencia: el día 22 de diciembre, la Gendarmería Nacional reprimió con violencia una manifestación de empleados de una industria avícola que había cortado la Autopista Ricchieri, acceso al Aeropuerto Internacional de Ezeiza, tras ordenar a los manifestantes abandonar el corte en un plazo de cinco minutos. La represión incluyó el uso de palos, balas de goma y camiones hidrantes, dejando entre diez y doce trabajadores heridos, de acuerdo al testimonio de los manifestantes.
El día 12 de agosto, durante una visita del presidente a la ciudad de Mar del Plata, un grupo de manifestantes que se dirigían al lugar donde hablaría Macri para quejarse por los aumentos de tarifas fue interceptado por la policía a cuatro cuadras del palco, y posteriormente reprimidos con gases y balas de goma. Si bien el gobierno y algunos medios aseguraron que el auto de Macri fue alcanzado por una piedra, el jefe de la Policía de la Provincia de Buenos Aires negó que el auto hubiera sido apedreado, y afirmó que el presidente fue agredido "verbalmente solamente para manifestar un descontento".
También en agosto de 2016, un grupo de jubilados que pedían un aumento de sus haberes cortaron el Puente Pueyrredón y fueron reprimidos por la Policía Federal —con apoyo de la Prefectura Naval— por medio de empujones y patadas, y con camiones hidrantes; hubo varios heridos. Una semana más tarde, miembros de organizaciones de desocupados que cortaban la Autopista Buenos Aires-La Plata fueron reprimidos por efectivos de la Policía de la Provincia de Buenos Aires y de Gendarmería Nacional con un camión hidrante y arrojando balas de goma. Los manifestantes, que cortaron la autopista durante cuatro horas, habían anunciado que el corte se levantaría a las 3 de la tarde, pero las fuerzas de seguridad avanzaron sobre ellos diez minutos antes de esa hora. Hubo algunos heridos.
También se produjeron actos de represión con gases, camiones hidrantes y/o palos durante el paro nacional del 6 de abril de 2017 y durante el intento de los docentes en huelga de instalarse en la Plaza de los Dos Congresos, el 9 de abril.
A fines de 2017, el Centro de Estudios de Economía Política (CEPA) publicó un relevamiento que informa que, entre enero de 2016 y noviembre de 2017 se registraron en el país 111 hechos de represión a manifestaciones por conflictos sociolaborales. En el curso de los mismos —llevados adelante tanto por fuerzas de seguridad nacionales como provinciales— fueron detenidos 354 personas y resultaron heridos 328 manifestantes.
En diciembre de 2017 se produjeron dos represiones en el centro de la Capital Federal en menos de 24 horas: al anochecer del 12 de ese mes hubo una fuerte represión con heridos y numerosos detenidos contra manifestantes que reclamaban contra la Organización Mundial de Comercio, cuya reunión cumbre tenía lugar en esa ciudad. A la tarde del día siguiente, una gran manifestación frente al Congreso Nacional contra un proyecto de ley que modificaría el cálculo de las jubilaciones en perjuicio de los jubilados fue también violentamente repelida por la Gendarmería, con al menos un camión hidrante y balas de goma, y tres diputados nacionales agredidos.

#### Caso Chocobar
El 8 de diciembre de 2017, un turista estadounidense fue asaltado y gravemente herido por dos jóvenes en el barrio de La Boca, tras lo cual éstos fueron perseguidos por el policía de la provincia de Buenos Aires Luis Chocobar, que mató a uno de ellos. Chocobar sostuvo que le disparó al delincuente cuando este intentó atacarlo con un cuchillo, pero un video del Gobierno de la Ciudad de Buenos Aires, aportado a la investigación judicial, mostró que Chocobar mató al delincuente disparándole por la espalda mientras huía y había caído al piso a causa de un disparo en la pierna. El juez de la causa consideró entonces que existían fuertes sospechas de que Chocobar había cometido un homicidio agravado y decretó el procesamiento del policía a fin de que el caso fuera sometido a juicio.
Al día siguiente de su procesamiento, el 1 de febrero de 2018, el presidente Macri invitó a Chocobar a la Casa Rosada para expresarle públicamente su apoyo por la "valentía" con que había actuado, diciéndole «Estoy orgulloso de que haya un policía como vos, al servicio de los ciudadanos». Macri cuestionó también la decisión del juez de la causa de procesar a Chocobar y dijo que confiaba en que la Cámara Penal revocaría la decisión del juez de primera instancia, liberándolo de todo cargo.
Dos semanas después, la Cámara Penal confirmó el procesamiento de Chocobar, modificando la calificación legal de la acusación por la de "homicidio agravado por la utilización de un arma de fuego en exceso en el cumplimiento de un deber". Para concluir que Chocobar debía ser sometido a juicio, el tribunal consideró que el policía actuó "inicialmente ajustando su comportamiento a la normativa que regula la función policial, pero concluyó en un acto excesivo que merece ser juzgado en una etapa posterior".
Al conocer el nuevo fallo judicial, ese mismo día el presidente Macri convocó a una conferencia de prensa donde expresó su disconformidad con el fallo judicial, aclarando que no lo hacía como presidente, sino como ciudadano.
La conducta de Macri fue cuestionada por diversas organizaciones de derechos humanos y partidos de la oposición por impulsar una política de "gatillo fácil", y le valió varias denuncias por apología del delito e instigación al homicidio. El 19 de febrero, la Asociación de Magistrados y Funcionarios de la Justicia Nacional dio a conocer una declaración calificando de "inadmisible" la conducta del presidente Macri a favor del policía acusado, considerando que se trataba de una injerencia indebida en el Poder Judicial, incompatible con el Estado de Derecho.

## Política de defensa
El ministro de Defensa Julio Martínez anunció que se buscaría financiamiento externo para la recuperación material de las fuerzas, sin utilizar fondos del estado. Pese a los anuncios se eliminó el contrato para la producción de la segunda serie de seis Radares Primarios Argentinos 3D de Largo Alcance, suscrito entre la cartera de Defensa, Fabricaciones Militares e INVAP, por 1000 millones de pesos, que servirían para ampliar la cobertura y la vigilancia del espacio aéreo desde el centro hacia el sur del país. Al mismo tiempo trasladó radares desde la zona fronteriza con Bolivia, adyacente a Salta, dejando la frontera sin control ni vigilancia electrónica ya que el radar que se había instalado para detectar narcovuelos se trasladó a Mendoza para una Cumbre del Mercosur. Paralelamente se dio un repliegue de 1800 efectivos del Operativo Escudo Norte, de protección de las fronteras, y en el marco de recortes presupuestarios, se retiró del Operativo Fronteras el sistema de radares de vigilancia terrestre de la frontera norte.
En febrero de 2017 se lanzó un plan conjunto de los ministerios de Defensa y de Seguridad, en el cual se agregarían más radares al Escudo norte y se ejecutó un plan de monitoreo en la frontera norte por radar las 24 horas. La desinversión en los astilleros Tandanor se da de baja también el financiamiento para la segunda serie de radares de largo alcance (RPA3DDLA, de 400 kilómetros), la suspensión de la reparación del ARA Santa Cruz, uno de los tres submarinos que  posee la Argentina, junto con la paralización de las tareas de mantenimiento, la cancelación de las inversiones en las plantas de pólvora, el repliegue de los radares Doppler, desprogramación de vehículos de combate, entre otros recortes.
En marzo de 2017 mediante una resolución —154-E/2017—, el ministro de Defensa Julio Martínez habilitó a las FF AA a realizar «informes socio ambientales». Esto habilitaría al «espionaje sobre actores sociales» internos, una actividad que está prohibida por las leyes de Defensa, Seguridad Interior e Inteligencia.
El presupuesto para el desarrollo del Plan Antártico se redujo un 18 por ciento entre 2016 y 2018, mientras que la inflación acumulada en dos años fue del 116 por ciento. Esto implicó una drástica reducción en términos reales del presupuesto asignado al desarrollo de la actividad científica, diplomática y logística antártica. Estimado en dólares, el presupuesto para el Plan Antártico entre enero de 2016 y diciembre de 2018 se redujo un 73 por ciento.

### Fuerzas armadas
En enero de 2016 el Gobierno de Macri renovó a los jefes de las Fuerzas Armadas. En el Ejército Argentino asumió el general de brigada Diego Suñer, reemplazando al teniente general Ricardo Cundom. En la Armada Argentina tomó el mando el vicealmirante Marcelo Srur, sustituyendo al almirante Gastón Erice. En la Fuerza Aérea Argentina asumió el brigadier Enrique Amrein, reemplazando al brigadier general Mario Callejo. En el Estado Mayor Conjunto de las Fuerzas Armadas asumió el general de brigada Bari del Valle Sosa, reemplazando al teniente general Luis María Carena. El ministro de Defensa Julio Martínez dijo que las Fuerzas Armadas: «estarán siempre al servicio del Estado y de la democracia y al de un gobierno o proyecto político» en alusión a los gobiernos anteriores al de Macri.
En enero de 2019 el ministro de Defensa Oscar Aguad autorizó gastos para la realización de 30 ejercicios militares internacionales.
En marzo de 2019 el Estado Mayor Conjunto y el Estado Mayor de las Fuerzas Armadas de Francia acordaron un plan de cooperación en actividades de protección civil y actividades antárticas.

### Reestructuración del Sistema de Defensa Nacional

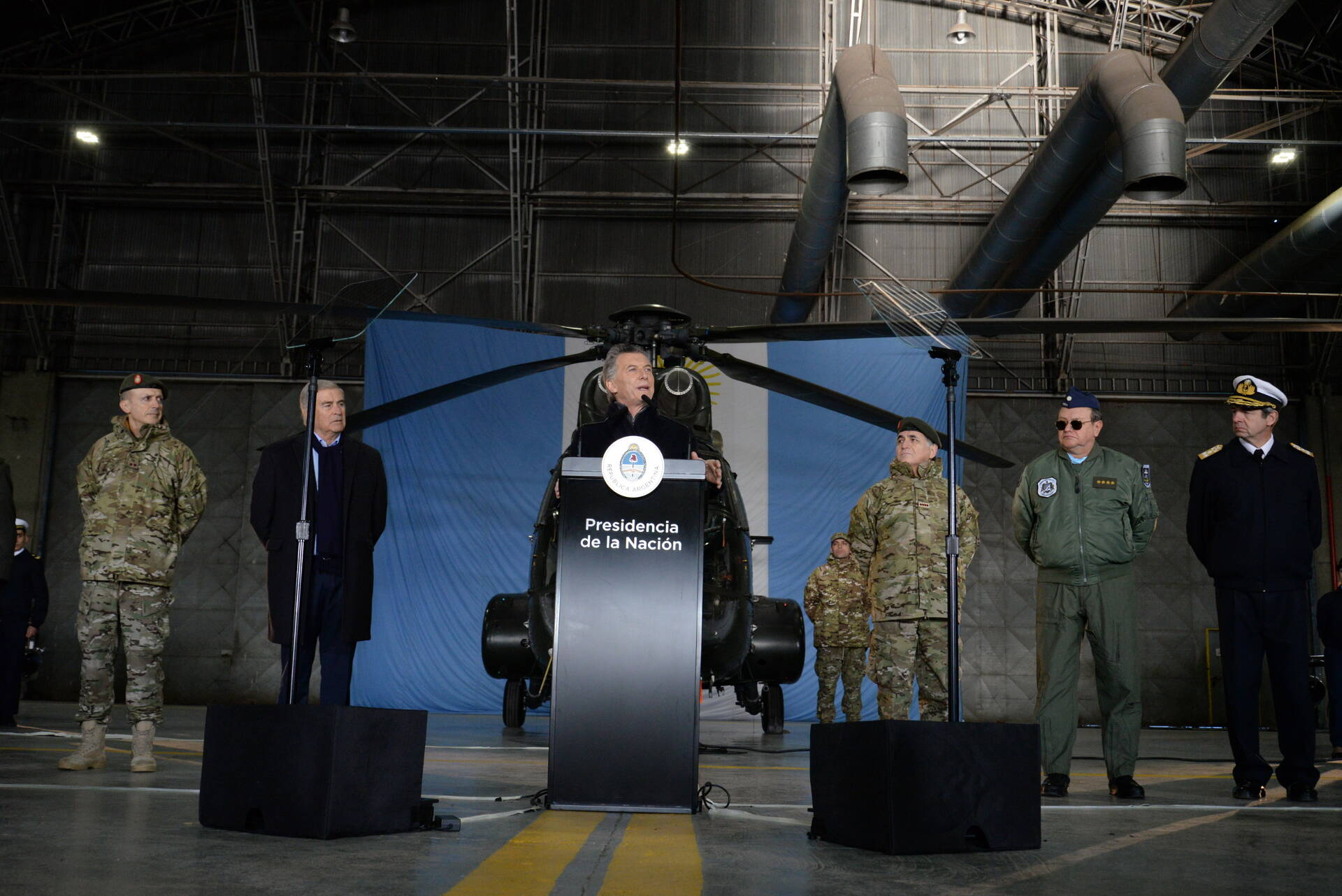
Mauricio Macri anunció su plan de reestructuración del Sistema de Defensa Nacional en 2018.

El presidente Mauricio Macri lanzó el Operativo Integración Norte en 2018. El operativo tiene por objetivo incrementar la presencia del Estado argentino en la frontera norte del país. El operativo implica para las Fuerzas Armadas tres tipos de acciones:
- Adiestramiento operacional normal de las unidades del Ejército desplegadas desde San Antonio de los Cobres hasta Puerto Iguazú.
- Apoyo logístico a las Fuerzas de Seguridad con los medios y la capacitación de las Fuerzas Armadas.
- Asistencia a la población con tareas de apoyo.

El operativo se desarrolla en el marco de las leyes 23 554 de Defensa Nacional y 24 059 de Seguridad Interior y decretos del Poder Ejecutivo Nacional.
En 2019 el Ejército, iniciando un proceso de reconversión y dirigido por la flamante Directiva Política de Defensa Nacional, creó la Dirección de Educación Operacional. Dicha reconversión se constituye por tres etapas: ordenamiento, optimización y transformación. En este tema, en abril de 2019 se anunció que las agrupaciones de Ingenieros 601 y Comunicaciones 601 pasaron a depender del Comando de Alistamiento y Adiestramiento del Ejército. También se hizo el cambio de Dirección a Comando de Aviación de Ejército. De esta forma, más de 1600 efectivos pasaron a la órbita de la Fuerza Operativa del Ejército.

### Ejército

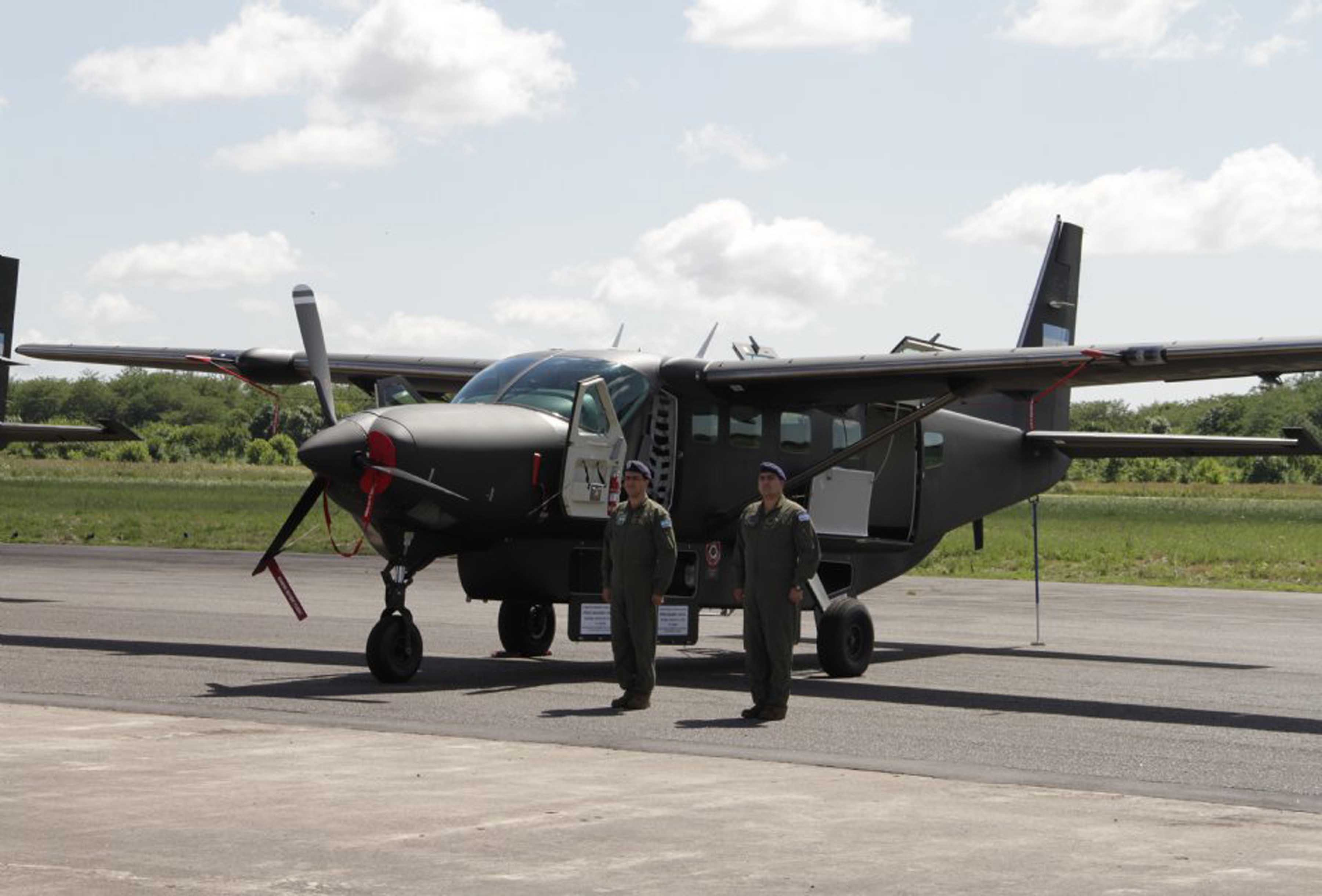
Cessna 208B Grand Caravan EX del Ejército Argentino adquirido en 2016.

En 2017 el gobierno de Macri inició subastas públicas de diferentes terrenos propiedad del Ejército Argentino para recaudar dinero.
En diciembre de 2016 el Ejército Argentino adquirió dos aviones Cessna 208 Grand Caravan EX.
El 11 de enero de 2018 llegaron a Argentina 20 helicópteros Agusta AB-206B-1 que fueran comprados en 2012 en Italia. El costo de la operación fue 2,6 millones de euros más la entrega por parte del Ejército Argentino de tres aviones Aeritalia G.222 fuera de servicio. Además de las aeronaves se adquirieron 10 ametralladoras Minigun de 7,62 mm de calibre. De los 20 helicópteros, 15 serían para el Ejército, mientras que los otros cinco serían para la Gendarmería Nacional.
En los años 2018 y 2019 el Ejército Argentino con el apoyo del gobierno nacional realizó actos de homenaje a militares excombatientes y muertos en acciones guerrilleras ocurridas durante gobiernos democráticos en los años 1970 y 1980, como fueron el ataque a la guarnición militar de Azul, el Combate de Río Pueblo Viejo, el ataque al Regimiento de Infantería de Monte 29, y el copamiento del cuartel de La Tablada. Esto causó polémica; organizaciones de derechos humanos repudiaron los actos.
Una de sus primeras medidas fue dar de baja diferentes convenios del Proyecto Vagones de Fabricaciones Militares; la suspensión de la continuidad del convenio con INVAP para la fabricación de radares; la suspensión de la continuidad de convenio con YCRT para la fabricación de arcos para galerías y tubos de aireación para la ventilación; con la baja de esos contratos se da una inminente caída de facturación de 515 millones de pesos y una pérdida de cerca de 700 puestos de trabajo. En 2018 oficializó el gasto de 340 millones en cinco aviones Dassault-Breguet Super Étendard franceses considerados chatarra. De acuerdo al “Arreglo Técnico” firmado por el ministro de Defensa Aguad y la ministra de Defensa francesa, el monto de esta operación comercial es de  339 497 440 millones de pesos, los franceses se ocuparon de especificar  que las aeronaves “no están en condiciones de vuelo“ en el artículo dos, donde además solicitan que Argentina reconozca que “en el momento de la entrega, estas aeronaves no están en condiciones de vuelo” y que a partir de la fecha de transferencia de propiedad Argentina “reconoce estar plenamente informada por la Parte francesa de que los Materiales transferidos requieren precauciones especiales de uso y mantenimiento se compromete a asumir las eventuales consecuencias perjudiciales derivadas de la posesión de estos materiales y de su utilización por parte del personal militar, civil o de terceros y renuncia a cualquier acción o procedimiento judicial contra la Parte francesa respecto a cualquier defecto o vicio oculto de los Materiales transferidos por el estado en el que se encuentran“.

En noviembre de 2018 el Ejército adquirió un director de tiro Oerlikon Skyguard III. El equipo costó 3,48 millones de francos suizos.
En diciembre de 2018 el Ejército empezó a retirar del servicio al cañón autopropulsado AMX MK F3 y al cañón Bofors 75 mm. El AMX MK F3 había sido adquirido en 1969. Y el Bofors 75 mm había sido incorporado en 1935.

#### Entrega de equipamiento de 2019
El 15 de marzo de 2019 el presidente Macri y el ministro Aguad realizaron un acto de entrega de equipamiento al Ejército Argentino en el Batallón de Arsenales 602 de Boulogne Sur Mer. Se trató de equipamiento adquirido nuevo y equipamiento previamente existente pero modernizado por los Batallones de Arsenales 601 y 602. La totalidad del equipamiento entregado fue:
| - 30 ametralladoras M240B. - 29 morteros de 81 mm de calibre. - 27 cañones sin retroceso Carl Gustaf M4. - 344 unidades del Fusil Argentino Modelo Carabina (FAMCA) - 500 raciones de combate. - 250 radios Elbit. - 19 radares Acar Alsesan. - 24 vehículos aéreos no tripulados. - 240 paracaídas. - 1 carpa de sanidad. - 8 minibuses Mercedes-Benz MB 510 Sprinter. - 3 vehículos utilitarios Peugeot Partner. | - 18 camionetas Ford Ranger 4×4. - 10 camiones Mercedes Benz MB 1721 Atego 4×2. - 5 ómnibus Mercedes Benz MB O-500 RSD. - 2 topadoras New Holland 125D. - 18 módulos sanitario-oficina-cocina de los ingenieros. - 10 000 conjuntos camisola y pantalón. - 14 000 conjuntos botas de montaña, selva y UCAM. - 2350 buzos de mantenimiento. - 1 TAM VCTP (Vehículo de Combate Transporte de Personal) - 1 vehículos de combate TAM recuperado. - 16 vehículos de combate de transporte de personal M-113A1 convertidos a la versión M-113A2. - 18 camiones Unimog 416. |

### Armada

#### Hundimiento del ARA San Juan (S-42)

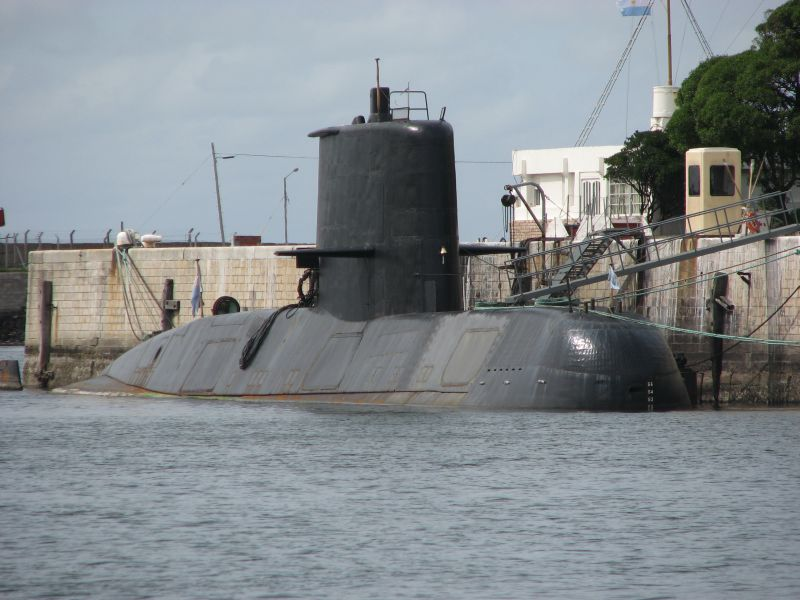
Submarino ARA San Juan (S-42) en la Base Naval Mar del Plata en el año 2007.

El 15 de noviembre de 2017 la Armada Argentina perdió contacto con el submarino ARA San Juan (S-42). El buque desapareció con 44 marinos a bordo. El buque se encontraba navegando en el mar argentino desde la Base Naval Ushuaia a la Base Naval Mar del Plata. La última posición registrada fue en el golfo San Jorge y a 430 km aproximadamente de distancia a la costa. La Armada empezó la búsqueda el 16 de noviembre con sus barcos y aeronaves.
El 16 de noviembre de 2018 se produjo el hallazgo del submarino. El ARA San Juan se encontraba a 907 m a profundidad en el mar argentino, y a aproximadamente 500 km de la ciudad de Comodoro Rivadavia, a través del golfo San Jorge.

#### Patrulleros de alta mar

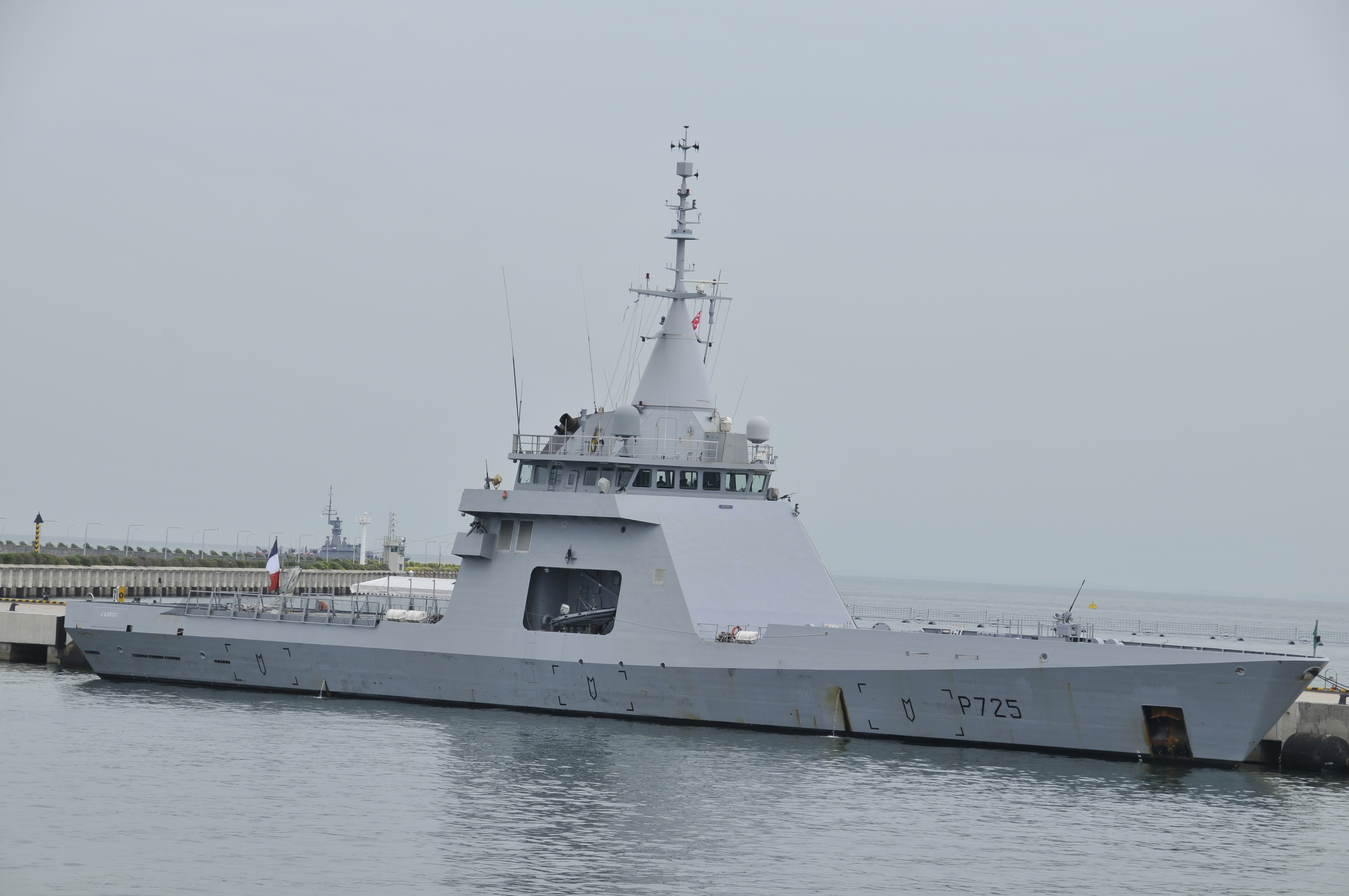
L'Adroit.

Durante su gestión fue paralizada la recuperación del dique 2 de la Base naval Puerto Belgrano. se eliminó el contrato para la producción de la segunda serie de seis Radares suscrito entre la cartera de Defensa, Fabricaciones Militares e INVAP por 1000 millones de pesos, que servirían para  la vigilancia del espacio aéreo desde el centro hacia el sur del país. Al mismo tiempo trasladó radares desde la zona fronteriza con Bolivia, adyacente a Salta, dejando la frontera sin control ni vigilancia electrónica porque el radar que se había instalado para detectar narcovuelos se trasladó a Mendoza para una Cumbre del Mercosur. Paralelamente se dio un repliegue de 1800 efectivos del operativo Escudo Norte, de protección de las fronteras, y en el marco de recortes presupuestarios, se retiró del Operativo Fronteras el sistema de radares de vigilancia terrestre de la frontera norte. Se da también la desinversión en los astilleros Tandanor y la suspensión de la reparación del ARA Santa Cruz, uno de los tres submarinos que posee la Argentina, junto con la paralización de las tareas de mantenimiento, la cancelación de las inversiones en las plantas de pólvora, el repliegue de los radares Doppler, desprogramación de vehículos de combate, entre otros recortes.
Hacia mediados de 2018 el Gobierno de Argentina firmó un contrato para la adquisición de cuatro patrulleros de alta mar clase Gowind OPV-87 con el astillero Naval Group de Francia. El costo total fue de 280 millones de euros.  La compra incluye al ya construido L'Adroit (P725), en operaciones para la Armada Francesa desde 2011.
El ministro de Defensa Oscar Aguad solicitó que la entrega del L'Adroit se haga efectiva antes de las elecciones presidenciales de Argentina de octubre de 2019. En tanto que los tres barcos en construcción serían entregados entre los años 2021 y 2023.

#### Super Étendard Modernisé
En 2017 el Gobierno de Macri formalizó la compra de cinco aviones de combate Super Étendard Modernisé 5 a Francia por 12,5 millones de euros. Se trata de una versión avanzada al Super Étendard original de la década de 1970 que entró en servicio en 2006. Los aviones habían sido retirados de las filas de la Marina Nacional francesa en 2015. Servirían a la Armada Argentina para recuperar a sus propios Super Étendard que posee desde la década de 1980.
En agosto de 2018 el Gobierno efectuó el pago correspondiente de los aviones.
El 17 de abril de 2019 un barco de carga zarpó de Francia con los aviones a bordo y con rumbo al puerto de Bahía Blanca. El 8 de mayo arribó al puerto de bahía Blanca.

### Fuerza Aérea

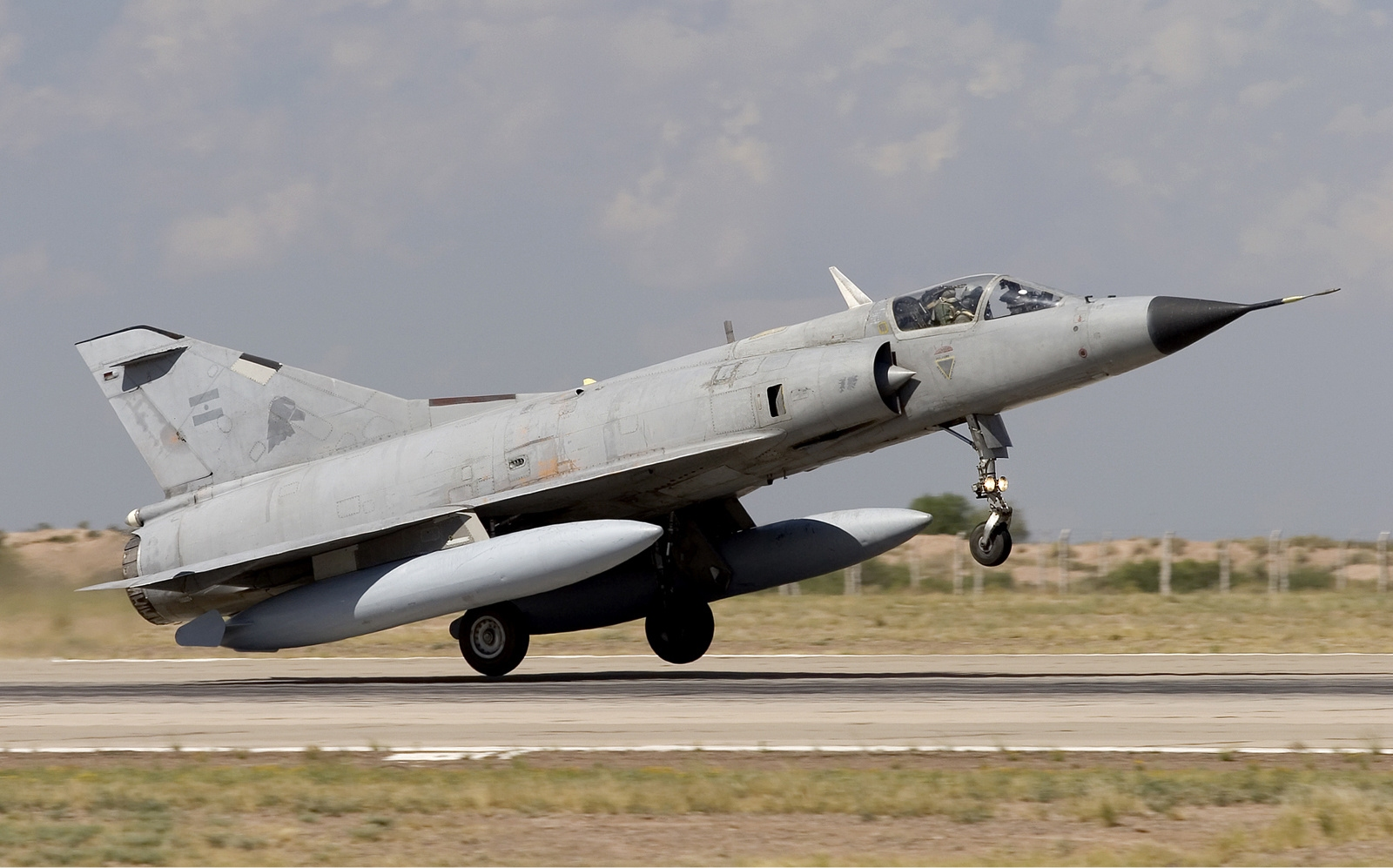
La Fuerza Aérea Argentina carece de los vitales aviones de combate supersónicos desde el retiro del Mirage en el año 2015.

En el año 2016 el presidente Mauricio Macri recibió las propuestas de la Fuerza Aérea Argentina para modernizar su flota. La Fuerza Aérea propuso el avión de combate surcoreano KAI FA-50 Golden Eagle para reemplazar a los Mirage III y Mirage V y A-4AR Fightinghawk. Los supersónicos Mirage fueron retirados del servicio en el año 2015 sin un reemplazo incorporado.

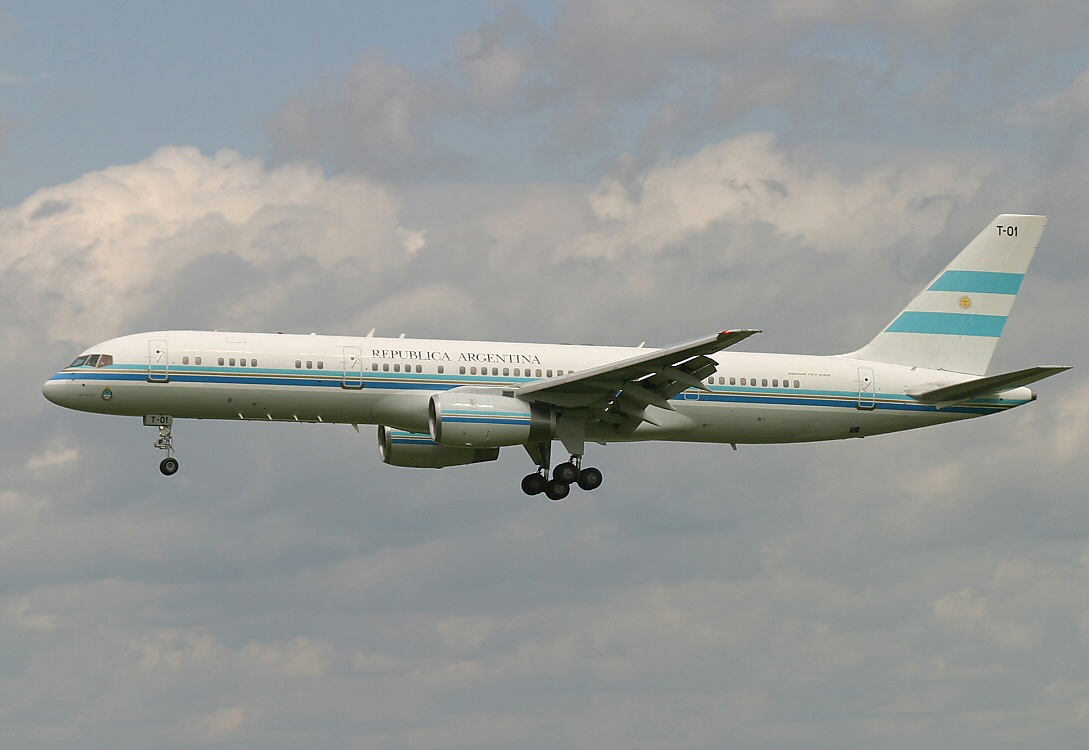
Tango 01.

Debido a la falta de presupuesto y a la antigüedad de la flota aérea presidencial, se dieron de baja algunas de las aeronaves que conformaron la Agrupación Aérea Presidencial, entre ellas el emblemático Tango 01 —un Boeing 757 adquirido en 1992 por Carlos Menem durante su presidencia—, el Tango 03 —un Fokker F28 Fellowship— y el Tango 04 —un Boeing 737 ex Aerolíneas Argentinas, que fue incorporado por Cristina Fernández de Kirchner—. El presidente de la Nación se traslada tanto en vuelos de cabotaje como regionales en el T-10, un Learjet 60 de la Fuerza Aérea. También se volvió a poner en servicio el T-02 (un F28 que se encontraba en inspecciones mayores en FAdeA). Como consecuencia de esto se informó que el presidente de la Nación, Mauricio Macri, se desplazará en vuelos privados, a cargo de la empresa Macair Jet perteneciente al Grupo Macri, señalándola como la empresa directamente beneficiada con contrataciones del Estado. El 27 de diciembre, se reveló la creciente influencia de la firma aérea ligada al Grupo Macri y el vínculo de esto a las «decisiones que tomó el gobierno de Mauricio Macri sobre el manejo de la flota oficial». De este modo el Estado contrataría aviones del Grupo Macri para viajes oficiales a partir de enero de 2016. En marzo de 2016 el Grupo Macri se deshizo de la empresa Macair que paso a estar bajo control de Avianca.
En 2016 se eliminó el contrato para la producción de la segunda serie de seis Radares Primarios Argentinos 3D de Largo Alcance, suscrito entre la cartera de Defensa, Fabricaciones Militares e INVAP por mil millones de pesos, que servirían para ampliar la cobertura y la vigilancia del espacio aéreo desde el centro hacia el sur del país. Al mismo tiempo trasladó radares desde la zona fronteriza con Bolivia, adyacente a Salta, dejando la frontera sin control ni vigilancia electrónica porque el radar que se había instalado para detectar narcovuelos se trasladó a Mendoza para una Cumbre del Mercosur. Paralelamente se dio un repliegue de mil ochocientos efectivos del operativo Escudo Norte, de protección de las fronteras, y en el marco de recortes presupuestarios, se retiró del Operativo Fronteras el sistema de radares de vigilancia terrestre de la frontera norte.
En octubre de 2017 la Escuela de Aviación Militar —EAM— recibió los primeros cuatro T-6C.
En diciembre de 2017 el Gobierno de Macri adquirió cuatro helicópteros nuevos Bell 412EP para la Fuerza Aérea. Se acordó un contrato con la compañía estadounidense Bell Helicopter Textron por 27 millones de dólares.
El 15 de febrero de 2018 la Fuerza Aérea Argentina recibió los primeros dos aviones de entrenamiento FAdeA IA-63 Pampa III.
En septiembre de 2018 la Fuerza Aérea Argentina recibió a un avión Lockheed C-130 Hercules modernizado por la Fábrica Argentina de Aviones.

### Industria militar
En 2018 Fabricaciones Militares incrementó su capacidad de producción de municiones calibre 9×19 mm. El Astillero Río Santiago, por su parte, finalizó en diciembre de 2018 la reparación del buque ARA King (P-21).
La primera tarea en la Fábrica Argentina de Aviones «Brigadier San Martín» S. A. —FAdeA— al asumir el gobierno de Macri en 2015 fue realizar una auditoría. Esta determinó que ese año tuvo pérdidas operativas por 1763 millones de pesos argentinos.
En el año 2017 la Fábrica Argentina de Aviones firmó un contrato con la Fuerza Aérea Argentina para la prestación de servicios aeronáuticas a esta. El monto de la operación fue de 88,7 millones de dólares.
En el año 2018 FAdeA vendió dos aviones agrícolas PA-25 Puelche a una empresa colombiana por 500 000 dólares. Fue la primera exportación de FAdeA en 25 años.
El 5 de diciembre de 2018 el presidente Macri y el ministro Aguad llevaron a cabo un acto de presentación de tres aviones de entrenamiento IA-63 Pampa III que fueron construidos en FAdeA. El 15 de febrero de 2019 el Grupo 6 de Caza recibió los primeros dos aviones.
En abril de 2019 el Gobierno de Argentina ofreció un avión IA-63 Pampa III al Estado Plurinacional de Bolivia si este acepta entregar más gas que la cantidad mínima estipulada en un contrato entre ambos estados. El Gobierno de Argentina busca exportar al avión Pampa III y el Gobierno de Bolivia busca recuperar las filas de su Fuerza Aérea tras el retiro del avión Lockheed T-33.
En abril de 2019 el gobierno nacional firmó un contrato con FAdeA para la puesta en servicio de 10 helicópteros Agusta AB 206 de los 20 adquiridos en enero de 2018. El plan es entregar ocho en 2019.

## Política de desarrollo social

### Ampliación y reducción de la asignación universal por hijo
En abril del 2016, el gobierno publicó el decreto 593/2016 ampliando el alcance de la Asignación Universal por Hijo y otras asignaciones sociales.
Con la nueva medida, se incluyó a los monotributistas en el régimen de asignaciones familiares. A partir de entonces, podrán cobrar los prestaciones Asignación por Hijo, Asignación por Hijo con Discapacidad, Asignación Prenatal, y Asignación por Ayuda Escolar Anual para la educación inicial, primaria y secundaria del Sistema Educactivo Argentino. Para acceder al beneficio, los monotributistas tienen que acreditar sus datos familiares ante la ANSES. La motivación del gobierno fue que los monotributistas reciban las mismas asistencias que los trabajadores en relación de dependencia.
En febrero de 2017 el gobierno volvió a reducir la cantidad de personas beneficiarias, a la cantidad existente al finalizar el gobierno anterior de la presidenta Cristina Fernández de Kirchner. En el primer trimestre de 2017, dispuso la cesación de 231 542 personas. De este modo las personas beneficiarias pasaron de 3 777 124 en diciembre de 2015, a un máximo de 3 980 755 en enero de 2017, para reducirse a 3 749 213, en marzo de 2017.
Según el gobierno de Macri, desde mayo del 2016 se incorporaron 514 000 niños (302 000 familias) a recibir las prestaciones sociales. En sentido contrario, según un informe del Centro de Economía Política Argentina (CEPA), elaborado por Julia Strada y Hernán Letcher, el gobierno eliminó a 231 542 personas de la AUH, en 2017.

### Emergencia alimentaria
El 12 de septiembre de 2019 la Cámara de Diputados dio media sanción a un proyecto de ley prorrogando la emergencia alimentaria que se había dictado durante la Crisis de 2001/2002, con el fin de aumentar en un 50 % el dinero disponible para que el gobierno atienda los programas de ayuda alimentaria a la población. El proyecto fue aprobado casi por unanimidad, con la sola abstención de una diputada del Frente de Izquierda, contando con la aprobación del oficialismo de Cambiemos-Juntos por el Cambio, así como los diputados de la oposición pertenecientes tanto al Frente de Todos, como a la alianza Consenso Federal 2030.

### Reducción en cantidad de pensiones por discapacidad
En junio de 2017 se conoció que el ministerio de Desarrollo Social estaba aplicando un decreto del año 1997 —que nunca había sido aplicado— elevando significativamente las exigencias y condiciones de quienes recibían pensiones del gobierno nacional. Por esa medida, desde enero de 2017 hasta mediados de junio de ese año quedaron sin pensiones un total de 83 133 personas, incluidas especialmente las madres de 7 o más hijos, y los pensionados por invalidez. La medida apunta a eliminar del sistema a todas las personas cuyas familias superen un ingreso de tres sueldos mínimos —alrededor de 21 000 $— sin considerar el número de miembros de las familias, y aquellos cuyos cónyuges reciban un ingreso por jubilación, incluso si es el ingreso mínimo. Desde el inicio del gobierno de Cambiemos fueron unas 170 000 las pensiones dadas de baja por el ministerio de un total de 1 800 000 de beneficiarios, mientras otras fuentes mencionaron más de 126 000, entre pensiones dadas de baja y suspendidas.
La ministra Stanley anunció que se restablecerían "todas aquellas pensiones de personas que tienen discapacidad y que, por error de aplicación de criterio, pueden haberse quedado sin cobrar la pensión en este último cobro", lo que fue interpretado como una "marcha atrás" del gobierno, y que se haría una "restitución automática de las pensiones". No obstante, después de que al menos dos fallos judiciales ordenaron volver a pagar las pensiones a centenares de discapacitados, el gobierno nacional apeló esas sentencias, con lo que el pago de esas pensiones se siguió retrasando. El 6 de septiembre, la justicia federal ordenó reintegran "de inmediato" todas las pensiones por incapacidad que habían sido dadas de baja o suspendidas sin mediar resolución fundada previa en un proceso; al día 20 de septiembre, solo algo menos de diez mil pensiones habían sido restablecidas, menos del 7,7 % del total.

## Política de derechos humanos

### Última dictadura militar
La Procuraduría de Crímenes contra la Humanidad, en un informe que analiza los primeros seis meses del año en materia de persecución penal de los delitos de lesa humanidad advirtió que durante el primer semestre del año los juicios por delitos de lesa humanidad fueron demorados. En el informe también se critica la baja en el ritmo de las investigaciones, la menor cantidad de sentencias dictadas, estancamiento vinculado a la baja cantidad de juicios celebrados, estancamiento relacionado con la falta de juicios en agenda y demoras en la etapa de instrucción y de revisión.
Asimismo fueron criticadas las decisiones judiciales que otorgaron a 50 militares condenados por cometer delitos de lesa humanidad durante la última dictadura militar el beneficio de poder realizar su condena con prisión domiciliaria. En consonancia, en agosto de 2016 el Ministerio de Justicia, adelantó que no apelará las estas decisiones judiciales.
Otra de las críticas se dirigió a las reuniones, dentro del ámbito del Ministerio de Justicia, con activistas contra los juicios por delitos de lesa humanidad, como Cecilia Pando o representantes de la asociación CELTYV, defensora de represores.
También ha sido criticado, y tildado de «negacionista», por la utilización de la frase «guerra sucia» para referirse al terrorismo de Estado. Esto fue realizado tanto en declaraciones de la Secretaría de Derechos Humanos, a cargo de Claudio Avruj, en comunicaciones oficiales de la propia secretaría, como en declaraciones del propio presidente Macri.
El ministro de Defensa, Julio Martínez, volvió a habilitar que los presos por delitos de lesa humanidad puedan volver a ser atendidos en hospitales militares. Esto había sido prohibido por su antecesor, Agustín Rossi, luego de que dos condenados, Gustavo De Marchi y Jorge Olivera, se fugaran del Hospital Militar Central en julio de 2013.
El ministerio de Justicia desistió de ser querellante en la causa por delitos de lesa humanidad por el caso de Eduardo Saiegh. Donde se juzga su secuestro en 1980 por un grupo de tareas de la Policía Federal. Desde la Secretaría de Derechos Humanos, afirmaron que los motivos que llevaron a esa baja fue que Saiegh «hace promoción pública de un fideicomiso en donde se coloca al Estado argentino y a la Secretaría de DDHH como garante de los negocios allí ofrecidos. Se la puso en virtud del rol que la Secretaría tenía como coquerellante». Por otro lado, el abogado de Saiegh afirmó que «el retiro de la coquerella no puede ser entendido fuera del contexto. Sobre todo porque este caso involucra a más gente más allá de los nombres que están siendo acusados penalmente. Hay una acción civil que involucra a supermercados La Anónima y a la familia Braun. Ellos era también accionista con Reynal de la sociedad controlante de Austral. Contra ellos está dirigida la reparación económica buscada». El hecho fue condenado por la organización de derechos humanos, HIJOS.
El 30 de agosto de 2016, en conmemoración del «día del detenido desaparecido», varios organismos de Derechos Humanos, como Madres de Plaza de Mayo Línea Fundadora, Abuelas de Plaza de Mayo, Hijos y Agrupación de Familiares de Detenidos Desaparecidos, reclamaron que «los espacios de la memoria, la verdad y la justicia están siendo desarmados».
En febrero de 2017, el gobierno de Macri postuló para integrar la Corte Interamericana de Derechos Humanos a Carlos Horacio de Casas. El hecho fue rechazado por organizaciones de Derechos Humanos debido a que defendió al represor y ex subjefe de Inteligencia de la VIII Brigada de Infantería de Montaña, Enrique Blas Gómez Saa.

#### Feriados y Día de la Memoria
El 20 de enero de 2017 Macri dictó el Decreto de Necesidad y Urgencia (DNU) N.º 52/2017 disponiendo la movilidad del Día Nacional de la Memoria por la Verdad y la Justicia (24 de marzo), del Día del Veterano y de los Caídos en la Guerra de Malvinas (2 de abril) y el Día de la Bandera (20 de junio). Los dos primeros habían sido establecidos por la Ley N.º 25 633 de 2002 y Ley N.º 26 085 de 2006, y por Ley N.º 25 370 de 2000, respectivamente. La movilidad de los feriados es un régimen que mueve el feriado al lunes o viernes más próximo, cuando cae mitad de semana.
La decisión de Macri generó críticas en diversos sectores de la sociedad, especialmente entre las organizaciones de derechos humanos, por el Día de la Memoria, fecha en la que tradicionalmente las organizaciones de derechos humanos organizan una masiva manifestación para recordar y pedir justicia para los crímenes cometidos por el terrorismo de Estado durante la última dictadura militar. Varios gobernadores e intendentes anunciaron que, ante la decisión de presidente, establecerían asueto para esos días.
Frente a las críticas generalizadas el ministro de Justicia Germán Garavano admitió que «Probablemente haya sido un error haber tocado los feriados que tienen mayor sensibilidad, es bueno poder enmendarlo». Finalmente Macri dictó un nuevo DNU el 31 de enero de 2017, dejando sin efecto la movilidad de los tres feriados afectados.

#### Aplicación del dos por uno a los delitos de lesa humanidad
El 10 de mayo de 2017, Macri criticó un fallo de la Corte Suprema dictado siete días antes, que permitió que los criminales condenados por delitos de lesa humanidad puedan computar doble el tiempo que estuvieron detenidos antes de ser condenados, a partir de los dos años de prisión preventiva. La Corte consideró aplicable al caso el artículo 7 de la Ley N.º 24 390, conocida como Ley del Dos por Uno, que estuvo vigente entre 1994 y 2001. El fallo fue dictado por tres votos a favor (Elena Highton de Nolasco, Carlos Rosenkrantz y Horacio Rosatti) y dos votos en contra (Ricardo Lorenzetti y Juan Carlos Maqueda). La sentencia fue cuestionada por las organizaciones de derechos humanos y un amplio espectro de organizaciones y personalidades nacionales e internacionales, que la consideraron un acto de impunidad, asociándola con las llamadas leyes de impunidad, sancionadas durante los gobiernos de Raúl Alfonsín y Carlos Menem, desencadenando varias denuncias penales contra sus autores y pedidos de juicio político y multitudinarias marchas de condena realizadas en varias partes del país.
Macri declaró que estaba «en contra de cualquier herramienta que facilite la impunidad», aclarando que estaba «muy contento» de que el país tuviera «una Corte independiente y prestigiosa». También cuestionó a dirigentes opositores que «no hicieron nada cuando esta ley se aprobó» y «hoy se muestran muy enojados con el 2×1».

### Relación con la comunidad qom
El 16 de diciembre Macri se reunió nuevamente con miembros de la comunidad qom y de otras 30 etnias de los pueblos originarios, encabezados por el líder de la comunidad qom, Félix Díaz.
El primer encuentro entre Macri y Félix Díaz se había concretado cuarenta y tres días antes, cuando el por entonces candidato a presidente visitó al líder qom en el acampe de esa comunidad en la avenida 9 de Julio de la Ciudad de Buenos Aires que el primero gobernaba. quien mantenía un viejo reclamo público con el gobierno de la Provincia de Formosa y la expresidenta, por la devolución a la comunidad qom de las tierras que les pertenecían antes de la Conquista del Chaco y el reconocimiento de la "nacionalidad indígena".
Félix Díaz declaró que al 3 de febrero de 2016, la situación de los pueblos indígenas no había cambiado en nada pese a la reunión que tuvo con el presidente, salvo que algún funcionario a veces realiza alguna visita a los referentes indígenas. Díaz dijo tener aún alguna esperanza por el compromiso escrito de Macri. Díaz junto a otras comunidades volvieron a realizar un acampe el 15 de marzo, pero esta vez en la ex ESMA a la espera de ser recibidos por el Secretario de Derechos Humanos Claudio Avruj, además Díaz explicó que: "Aunque el Gobierno nos llamó al diálogo, siguen incumpliendo la ley". Luego de algunas acusaciones cruzadas entre Díaz y Avruj, a finales de marzo la Secretaría de Derechos Humanos elevó un proyecto al Poder Ejecutivo para crear un Consejo Consultivo y Participativo de los Pueblos Indígenas. Claudio Avruj, quien preside la secretaría, afirmó que el acuerdo se logró luego de una reunión con la Mesa de Trabajo y Diálogo de Pueblos Indígenas y el Estado Nacional, en donde referentes prometieron levantar la protesta que estaban realizando en la ex ESMA, además —según el gobierno— el mismo Félix Díaz "se comprometió a abstenerse de realizar cualquier protesta como la recientemente desarticulada mientras se mantengan las vías de diálogo".
El 15 de julio de 2016 se creó el Consejo Consultivo y Participativo de los Pueblos Indígenas. El consejo del nuevo organismo designó a Relmu Ñamku como secretaria general, mientras que Félix Díaz fue nombrado presidente, además se nombraron cuatro vicepresidentes por cada región: Faustino Lencina por la zona Centro, Jorge Palomo por el NEA, Margarita Mamani y Rolando Flores por el NOA, y Rubén Huanque, por la zona Sur.
En septiembre de 2016 se realizó un encuentro nacional de organizaciones de Derechos Humanos donde se hicieron eco de estos reclamos.
En enero de 2017 el pueblo mapuche Pu Lof comenzó una protesta en Cushamen por un reclamo de tierras ancestrales a la empresa textil Benetton. La protesta que se había desarrollado pacíficamente fue reprimida por Gendarmería, quienes atacaron a niños y mujeres que estaban en la protesta. Amnistía Internacional repudió la represión, a su vez que condenó la "falta de control judicial eficaz sobre los alcances y exabruptos que fueron cometidos en su territorio". Díaz condenó la represión de los mapuches en Chubut, culpó de ello al Presidente y al gobernador provincial diciendo: "el gobierno provincial de (Mario) Das Neves y el nacional de (Mauricio) Macri son responsables". Unos días después se volvieron a repetir hechos violentos cuando Gendarmería ingresó al predio en disputa y reprimió a disparos, habiendo un indeterminado número de heridos y un mapuche detenido.

### Conflictos con comunidades mapuches
Los conflictos con algunas comunidades mapuches estuvieron presentes durante la presidencia de Mauricio Macri.
Durante su gobierno existió un aumento en la conflictividad con distintas comunidades mapuches que habitan en el sur del territorio, principalmente en la provincias de Neuquén y Río Negro, quienes ocupan terrenos que reclamaban como ancestrales que en la actualidad son propiedad de magnates como Bennetton, Joe Lewis y Ted Turner.
En enero de 2017 un grupo de 200 gendarmes reprimió una protesta mapuche que cortaba las vías del tren La Trochita. El caso fue denunciando por la organización Amnistía Internacional que consideró desproporcionado el uso de la fuerza estatal en relación con el conflicto existente.
En los meses siguientes, varios medios de comunicación informaron que estos grupos mapuches fueron autores de numerosas acciones violentas, entre las cuales se pueden nombrar vandalismo, incendios intencionales, ataques a civiles, amenazas y ocupación ilegal de terrenos.
El 1 de agosto de 2017, en cercanías de la localidad chubutense de Cushamen, efectivos de la Gendarmería Nacional entraron sin orden judicial a una estancia propiedad del Grupo Benetton donde la comunidad Lof en Resistencia de Cushamen estaba ocupando tierras a modo de protesta por la recuperación de territorios ancestrales. Como resultado de esa represión, se produce la desaparición de Santiago Maldonado, cuyo cadáver apareció casi tres meses más tarde. Las pericias posteriores a su muerte determinaron que el fallecimiento se produjo por ahogamiento por sumersión en las aguas del río Chubut, coadyuvado por hipotermia. También se determinó que Santiago Maldonado no fue torturado.
El 26 de noviembre, efectivos del Grupo Albatros de la Prefectura Naval Argentina reprimen con disparos de arma de fuego una ocupación en el parque nacional Nahuel Huapi, en las proximidades del Lago Mascardi. Como resultado de ello fue muerto de un disparo por la espalda el joven Rafael Nahuel.

#### Desaparición de Santiago Maldonado
El 1 de agosto de 2017 la Comisión Provincial por la Memoria de Chubut denunció la detención ilícita y desaparición de Santiago Maldonado, durante la represión de una protesta en el lof mapuche de Cushamen, llevada a cabo por la Gendarmería Nacional encabezada por el jefe de gabinete del Ministerio de Seguridad, Pablo Noceti. La denuncia fue realizada ante el juez Guido Otranto de Esquel, quien intimó al gobierno nacional a informar si esa fuerza había detenido a Maldonado el 1 de agosto y qué medidas había adoptado para investigar la desaparición. Gendarmería contestó la intimación negando haber detenido a Maldonado y sin informar si había tomado medidas tendientes a investigar la suerte del militante desaparecido. El 6 de agosto, el Juzgado Federal de Esquel brindó un comunicado a la prensa en el que señalaron que no hay indicio que confirme que el joven haya sido detenido por Gendarmería. Si bien Prefectura Naval realizó un rastrillaje en la zona, los miembros de la comunidad Pu Lof en Resistencia Cushamen negaron la posibilidad de hacer un rastrillaje con drones y no permitieron la búsqueda en ciertas zonas al personal policial con perros guías que utilizaban ropas de Maldonado para el rastrillaje, lo que fue parcialmente desmentido por el Defensor Público ante el juzgado federal, que afirmó que la comunidad solo rechazó el uso de drones. Asimismo, hasta ese momento no habían sido aportados datos de los testigos presenciales que hayan visto cuando Santiago Maldonado era capturado por la Gendarmería Nacional.

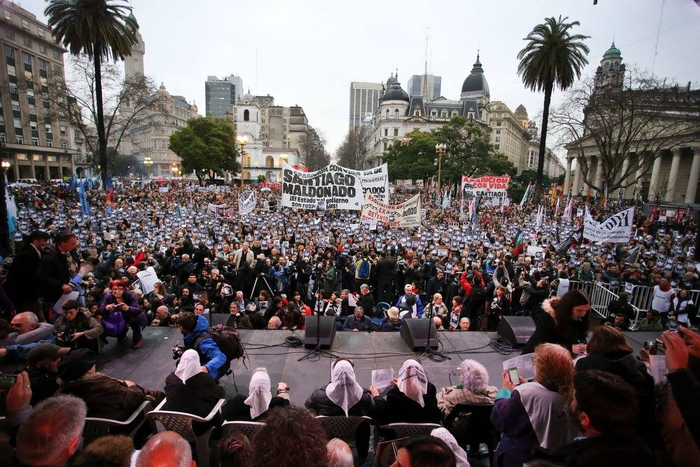
Acto en la Plaza de Mayo de Buenos Aires por la aparición con vida de Santiago Maldonado.

El gobierno argentino fue demandado ante el Comité contra las Desapariciones Forzadas de las Naciones Unidas, para que tome medidas para encontrar a Santiago Maldonado. El 7 de agosto el Comité expresó su "preocupación por la integridad física y psicológica del joven" y requirió al Estado argentino que adopte “una estrategia integral y exhaustiva para la búsqueda y localización",   tomando "todas las medidas urgentes que sean necesarias para buscarlo y localizarlo, tomando en cuenta los datos proporcionados por los miembros de la comunidad mapuche Pu Lof presentes durante la acción represiva”. El organismo de las Naciones Unidas exigió también que “la Gendarmería Nacional Argentina se abstenga de participar en la búsqueda e investigación de la desaparición” y que el gobierno argentino resguarde las pruebas que permitan identificar a los responsables. El mismo día, el Ministerio de Seguridad de la Nación ofreció una recompensa para quienes "sin haber intervenido en el hecho delictual, brinden datos útiles que sirvan para dar con el paradero".
El 23 de agosto, también la Comisión Interamericana de Derechos Humanos (CIDH) de la OEA, dictó una medida cautelar para que el Estado argentino «adopte las medidas necesarias para determinar la situación y el paradero del señor Santiago Maldonado» y que «informe sobre las medidas adoptadas a fin de investigar los presuntos hechos».
El 29 de noviembre de 2018, el juez federal Gustavo Lleral cerró la causa por la muerte de Santiago Maldonado y confirmó que el artesano murió ahogado y no hubo desaparición forzada.
Luego de la desaparición de Santiago Maldonado, Gendarmería Nacional de Argentina realizó tareas de espionaje a su familia. Estas acciones se conocieron luego de que fueran analizados los teléfonos celulares de algunos miembros de dicha fuerza.

#### Muerte de Rafael Nahuel
El 25 de noviembre de 2017, fuerzas de la Prefectura Naval Argentina mataron al joven mapuche Rafael Nahuel en la zona de Villa Mascardi, en la provincia de Río Negro, en el marco del desalojo violento de la comunidad Lafken Winkul Mapu. La causa de la muerte de Nahuel fue un disparo por la espalda con un arma de fuego de 9 mm.
La ministra Bullrich, acompañada por el ministro Garavano, sostuvieron en conferencia de prensa que la muerte de Nahuel y las heridas de bala sufridas por las otras dos personas constituyeron actos legítimos realizados por miembros de la Prefectura Naval, debido a que las víctimas eran parte de un "grupo que está fuera de la ley que intenta convertirse en poder fáctico y tomar un territorio", armado con "armas de grueso calibre", con las que atacaron a las fuerzas de seguridad. Mencionó que los autores de los disparos fueron cuatro prefectos y que el Ministerio de Seguridad no iba a tomar medidas tendientes a probar lo que había sucedido. Respecto de la armas supuestamente en poder del grupo al que combatió la Prefectura, sostuvo que seguramente ya no estarían más en el lugar en que se produjo la represión. La ministra Bullrich también cuestionó al juez federal con jurisdicción en el caso y envió su pésame a la familia del joven que murió baleado por la Prefectura. En conferencia de prensa la ministra identificó al "grupo" con el que afirmó que se habían enfrentado las fuerzas de seguridad, denominándolo "comunidades RAM", en referencia a una organización llamada Resistencia Ancestral Mapuche, de identidad incierta, y al que las comunidades mapuche y otros observadores han acusado de ser en realidad agentes de inteligencia.
El presidente Macri, por su parte, respaldó los actos de los prefectos en Villa Mascardi y a la ministra Bullrich, sosteniendo que el gobierno estaba realizando un "cambio cultural" respecto de las fuerzas de seguridad, con el fin de "volver a la época en la que dar la voz de alto significaba que había que entregarse".
La muerte, la represión y la actitud del gobierno fueron objeto de cuestionamientos por parte de diversas organizaciones de derechos humanos, políticos y sociales,  y motivaron un pedido de juicio político contra la ministra de Seguridad Patricia Bullrich. En el ámbito internacional, Amnistía Internacional emitió un parte de prensa en el cual expresó el repudio de la organización por "la muerte de Rafael Nahuel, el joven mapuche de 22 años en un contexto de represión en Villa Mascardi".

### Libertad de expresión
En diciembre de 2017 el periodista Marcelo Bonelli reveló que Mauricio Macri ordenó realizar informes de inteligencia sobre los cacerolazos contra su gestión.
Durante el episodio de la desaparición del ARA San Juan (S-42) comenzó una campaña de hostigamiento contra los familiares de las víctimas luego de que expresaran críticas al presidente Mauricio Macri. Padres, hermanos y hermanas de los tripulantes sufrieron todo tipo de insultos y acusaciones en la red social Twitter. Según diferentes medios, los ataques fueron realizados por un grupo de "trolls" que tiene el gobierno macrista en las redes sociales y que cuenta con un presupuesto de 160 millones de pesos. Diferentes fuerzas políticas, organizaciones sociales, periodistas y famosos denunciaron que el Gobierno estaba detrás de los ataques que sufrieron diariamente en las redes y acusaron a Marcos Peña de haber construido un call center en Casa Rosada para llevar a cabo estas amenazas a opositores y críticos. Según declaró uno de los arrepentidos quienes estarían detrás de las operaciones de los troles fueron Lucho Bugallo, un delfín de Elisa Carrió, y Mariana Laura Torres, una militante del partido de Patricia Bullrich "Unión por la Libertad" quién es consejera escolar por Cambiemos. La vicepresidenta Gabriela Michetti y el asesor Jaime Durán Barba, entre otros funcionarios, habían sido denunciados penalmente meses antes por el supuesto montaje de una red de "trolls" oficialistas presuntamente financiada con fondos públicos del Senado. A fines de 2016 se presentó una denuncia penal para investigar el presunto desvío de fondos públicos para solventar a un "call center" que se dedicaría a replicar en las redes sociales mensajes de adhesión al Gobierno y hostigar a políticos y artistas opositores. Según informes periodísticos Marcos Peña, el Jefe de Gabinete, ha sido señalado como ejecutor de un equipo de "trolls" en las redes sociales para operar contra paros y movilizaciones y atacar y agredir opositores y famosos críticos. Este equipo estaría integrado por 40 personas que trabajan dentro de la Casa Rosada. Entre otros han sido víctimas de dichas campañas de hostigamiento Marcelo Tinelli, cuando este realizó críticas al gobierno, y Mirtha Legrand quién declaró sus simpatías por el gobierno, pero pese a ello la acusaron de golpista tras decirle a Mauricio Macri que los "políticos no ven la realidad". También fue agredido el periodista Ernesto Tenembaum, a quien se scusó de ser funcional al kirchnerismo, y el actor turco Ergün Demir tras criticar por TV la represión a la carpa docente. Dicha modalidad también fue utilizada contra sindicalistas como Roberto Baradel. Además fueron atacados Nelson Castro y Luciana Geuna (periodistas del Grupo Clarín) por haber firmado una solicitada donde denunciaban una embestida del oficialismo contra el Grupo Octubre, donde trabajaba el periodista Horacio Verbitsky. El actor Diego Reinholds denunció agresiones y las atribuyó a "los mismos que atacaron a Marcelo Tinelli". En 2018 la organización "Reporteros sin fronteras", que elabora todos los años un informe en el que clasifica a los países de acuerdo a la situación de libertad de prensa, destacó que Argentina cayó dos puestos respecto al ranking anterior y describió la situación como "preocupante", resaltando que "Los medios de comunicación más críticos a menudo son acusados de calumnia y comparecen ante tribunales civiles. En 2017, durante las multitudinarias manifestaciones, varios reporteros fueron agredidos violentamente por la policía".
En junio de 2018 un grupo de 29 eurodiputados de España, Italia, Grecia, Francia, Alemania, Finlandia e Irlanda expresaron su preocupación por los ataques a la libertad de expresión en la Argentina bajo el gobierno de Macri, en una declaración conjunta en la que se expresaba la “preocupación ante los ataques a la libertad de expresión que se viven en Argentina desde que el gobierno de la Alianza Cambiemos está en el poder” exigiéndole “al gobierno de Mauricio Macri que desista de la persecución a periodistas opositores y garantice la libertad de expresión”. En una declaración conjunta en la Embajada Argentina en Bruselas pidiendo al gobierno de Mauricio Macri que "se abstenga de perseguir a los periodistas de la oposición".
Amnistía Internacional Argentina realizó un estudio sobre ciberataques contra reconocidos periodistas y activistas por los derechos humanos críticos al gobierno. La organización publicó un trabajo de investigación bajo el título "El debate público limitado. Trolling y agresiones ala libre expresión de periodistas y defensores de DDHH en Twitter Argentina". En él se añalizan 354 000 tuits generados por la interacción de 9 periodista y 2 defensores de los derechos humanos en las semanas entre 22 de octubre de 2017 al 14 de noviembre de 2017. En ellos, casi la mitad "tuvieron vínculo directo con acciones previas de cibertropas identificadas discursivamente con el gobierno nacional". Las cuentas analizadas corresponden a los periodistas Hugo Alconada Mon, Edi Zunino, María O ́Donnell, Reynaldo Sietecase, Romina Manguel, Marcelo Longobardi, Ernesto Tenembaum, Nelson Castro y Carlos Pagni y a los defensores de derechos humanos Adolfo Pérez Esquivel y Mariela Belski.
En 2018 Greenpeace Argentina denunció al empresario Alejandro Peña Braun, primo del jefe de Gabinete, Marcos Peña, por amenazas ante la Comisión Interamericana de Derechos Humanos (CIDH). De acuerdo con la denuncia "personas de estrecho vínculo con el gobierno de Mauricio Macri habrían perpetrado una serie de ataques" contra los principales dirigentes de esa organización con el propósito amedrentarlos y dificultar sus actividades. El empresario Alejandro Peña Braun aseguró que iba a destinar "2 o 3 palos verdes para joderlos". Desde entonces un ejército de troles lleva adelante un campaña difamatoria en su contra. Las amenazas y amedrentamientos. Los hostigamientos comenzaron cuando Greenpeace protestaba contra Alejandro Peña Braun, convertido recientemente en uno de los empresarios más ricos del país y dueño de uno de los terrenos de la llamada "Finca Cuchuy", en Salta, donde Greenpeace lideró una campaña para evitar el desmonte de bosques nativos. Marcos Peña es señalado por estar detrás del ejército de troles que operan en las redes sociales en favor del gobierno de Cambiemos y que llevan adelante una violenta campaña sucia contra sus detractores, meses antes se presentó una denuncia penal para investigar el presunto desvío de fondos públicos para solventar a un "call center" ubicado dentro de la misma Casa de Gobierno que se dedicaría a hostigar a políticos, defensores de derechos humanos, intelectuales, políticos y artistas opositores.

## Política de comunicación y medios
En diciembre de 2015, Macri designó ministro de Comunicaciones a Oscar Aguad. Dos días después de asumir su cargo Aguad declaró públicamente que el gobierno estaba contra la Ley de Medios aprobada durante el gobierno de Cristina Fernández de Kirchner. Esta ley ponía límites a la concentración de medios y disponía a las AFSCA como su autoridad de aplicación. Aguad declaró que la modificarían para asegurar "la libertad de expresión" y dejar "que los medios compitan entre sí en el mercado de la manera tradicional".

### Intervención de la AFSCA
El segundo día de su mandato, Macri firmó un decreto de necesidad y urgencia (DNU) disponiendo que la Autoridad Federal de Servicios de Comunicación Audiovisual (AFSCA) y la Autoridad Federal de Tecnologías de la Información y las Comunicaciones (AFTIC) pasaran a depender del Ministerio de Comunicación. Varias organizaciones y sindicatos denunciaron que la creación de la nueva cartera busca eliminar la autarquía de la AFSCA, constituyendo una intervención encubierta y convocaron a un abrazo simbólico en defensa a la AFSCA y la preservación de su autonomía.
El 23 de diciembre Macri dispuso intervenir por decreto de necesidad y urgencia la AFSCA y la AFTIC. Los organismos estaban conducidos según lo ordena la Ley de Medios, por directorios cuyo mandato finalizaba en 2017, integrado por representantes del Poder Ejecutivo, del Parlamento y de las Universidades, que fueron depuestos de sus cargos. En su lugar Macri designó a un militante del PRO Agustín Garzón. El Ministro de Comunicaciones Oscar Aguad dio a conocer la medida mediante una conferencia de prensa y justificó la medida diciendo que las autoridades de la AFSCA habían cometido un acto de "rebelión", que el presidente Martín Sabbatella era un "militante político" y que "la razón de la intervención es que ambos organismos y sus autoridades no responden a la nueva estructura orgánica de la Ley de Ministerios".

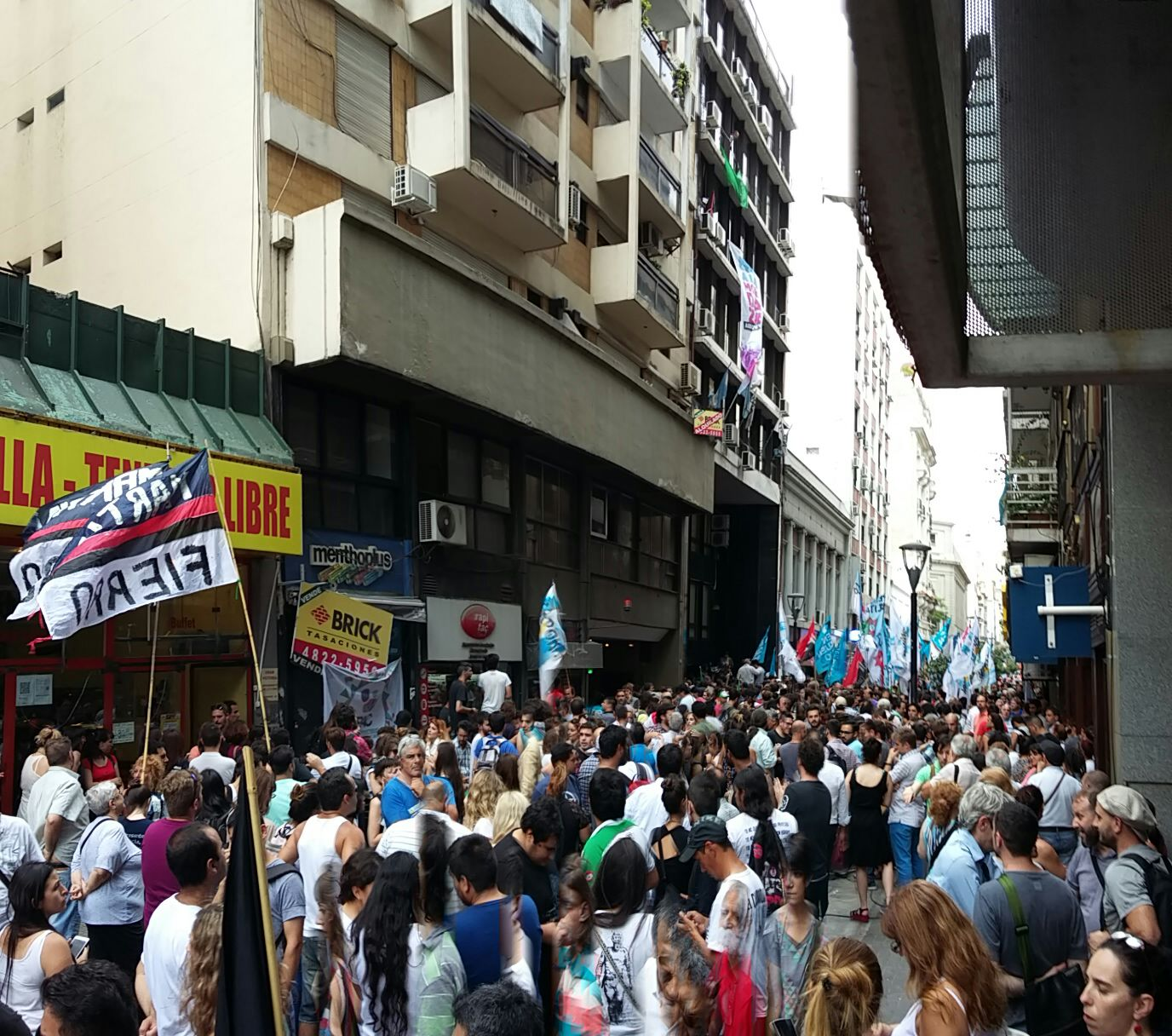
Manifestación ante la AFSCA oponiéndose a la intervención dispuesta por Macri ese mismo día.

Sabbatella por su parte, con mandato en su cargo hasta 2017, afirmó que el "gobierno fue elegido democráticamente pero tiene actitudes de un gobierno de facto" y presentó ante la justicia un recurso de amparo y un habeas corpus.
Pocas horas después de la intervención se reunió en la puerta de la AFSCA una manifestación para expresar su oposición a la medida, a la que concurrieron no militantes y también militantes y dirigentes sindicales, de partidos políticos, organizaciones de derechos humanos y de artistas entre otras organizaciones. Seguidamente el gobierno denunció penalmente a Martín Sabbatella por "incumplimiento de los deberes de funcionario público y abuso de poder".
A favor de la intervención se pronunció el dirigente peronista y exinterventor del COMFER Julio Bárbaro, quien sostuvo que "una sociedad democrática no puede tener a Sabbatella al frente de AFSCA porque es un personaje que no representa a ninguna mayoría. Si lo dejamos no tenemos sociedad". También apoyó la medida el intendente de San Miguel Joaquín de la Torre perteneciente a Unidos por una Nueva Alternativa, sostuvo que la intervención era "completamente legítima", y que "la unificación de los organismos es algo que se da en el mundo desarrollado. Los medios y las telecomunicaciones son dos caras de una misma moneda", "la AFSCA como la AFTIC funcionaban más que respetar, para la violación de la ley. Allí era todo arbitrariedad" y "eran organismos de persecución de quienes pensaban de modo distinto".
En contra de la intervención se pronunció el Sindicato de Televisión (SATSAID) sosteniendo que "implica la violación flagrante de dicha ley (de Medios) votada por el parlamento y consensuada con todas las organizaciones representativas de la comunicación audiovisual". La intervención también fue rechazada por la Asociación Argentina de Actores, considerando que "un grave avasallamiento a la Ley 26.522 de Servicios de Comunicación Audiovisual y a las normas democráticas". La Asamblea Permanente por los Derechos Humanos repudió la intervención diciendo que "pone en vilo la calidad institucional de nuestro país" y exhortó a Macri a derogar el decreto. También repudiaron la decisión la Federación Argentina de Trabajadores de Prensa (FATPREN) y los sindicatos de prensa de Río Negro, Buenos Aires, y Rosario (FETRACCOM-CTA). El Observatorio de Derechos Humanos de la Municipalidad de San Luis repudió la intervención y cuestionó al ministro Aguad atribuyéndole vínculos con la dictadura. La Facultad de Ciencias Sociales de la Universidad de Buenos Aires sostuvo que "este nuevo avasallamiento a la voluntad popular se suma al intento de imponer dos miembros de la Corte Suprema de Justicia por decreto y a la represión violenta a los trabajadores de la empresa Cresta Roja, e indica una muy preocupante tendencia autoritaria de la actual gestión nacional".
El 24 de diciembre el juez Julián Ercolini ordenó desalojar el AFSCA, luego de la decisión del fiscal Carlos Stornelli de imputar a su titular Martín Sabbatella. Sabbatella cuestionó la decisión judicial, sosteniendo que la misma implicaba suspender la Ley de Medios y que la intervención era una actitud de "gobierno de facto" que debía ser urgentemente resuelta por el Poder Judicial.

### Creación de ENACOM
En enero de 2016 se dispuso la fusión de AFSCA y AFTIC en un nuevo organismo que lleva el nombre de Ente Nacional de Comunicaciones (ENACOM) mediante el decreto número 7/2016. También se oficializó a Miguel de Godoy como presidente de directorio del ENACOM con rango y jerarquía de secretario de Estado, y fueron designados por el Poder Ejecutivo Nacional, Heber Martínez, Alejandro Pereyra y Agustín Garzón.

#### Clausura de radios
En mayo de 2016, una de las primeras medidas del ENACOM fue facilitar una orden de allanamiento contra Barricada TV, un canal televisivo comunitario. También se denunció en 2016 que tres canales comunitarios ganaron concursos y licencias legales pero no se les asignaron señales, mientras que Canal Trece (Grupo Clarín) seguía operando con su licencia vencida, según la denuncia.
La Resolución 9435 y la Resolución 2064-E/2017 del ENACOM motivaron el cierre de varias emisoras en todo el país. Incluso se iniciaron acciones penales contra los responsables de las emisoras y algunos periodistas bajo el argumento de que las radios interferían las comunicaciones aéreas. En todos los casos se trataba de emisoras con una línea editorial crítica del gobierno nacional.
Los cierres se extendieron a radios de todo el país, a las que en muchos casos se le decomisaron sus equipos. Esto incluye a la radio comunitaria FM Ocupas de Moreno, Radio M de La Matanza y FM Fórmula de Merlo, Radio Comunitaria del Sur de Santiago del Estero, FM Popular, FM La Torre y FM Milenium de Formosa, FM Popular de Córdoba, FM Coiron de Comodoro Rivadavia, FM Radio Mix de Diamante y FM Rosicler de la ciudad de Salta.
Estas medidas fueron criticadas por diversas agrupaciones. La Defensoría del Pueblo de Formosa que advirtió sobre la “vulneración de los derechos amparados por la Constitución Nacional”. La Unión de Comunicadores Audiovisuales y Afines de La Matanza denunció que Cambiemos busca "cercenar, silenciar y desaparecer a los medios de comunicación populares" y vía comunicado pidió cesar de inmediato con estas prácticas violentas y arbitrarias que buscan acallar las voces de la diversidad.
Luego de 500 días de vigencia del decreto que permitía la clausura y secuestro de material de radios, se organizó un microfonazo frente a la sede del Ente, convocado por la Cadena Nacional de Medios Populares Interredes y participarán la Coordinadora Nacional de Televisoras Alternativas (CNTA), AReCIA Revistas Culturales Independientes Autogestivas, la Red Nacional de Medios Alternativos (RNMA), Red PAC Productoras Audiovisuales Comunitarias, RED Colmena, FARCO, la Asociación Mundial de Radios Comunitarias Argentina (AMARC) y Red Com.

### Licencias de telefonía y televisión
En 2017 se dio la autorización a Nextel, del Grupo Clarín, para prestar 4G sin licitación y sin pagar por las frecuencias. Telefónica advirtió que iría al CIADI por trato discriminatorio debido a que debió pagar las bandas para dar 4G, mientras que Nextel iba a poder hacerlo sin pagar. Mientras que Telefónica, Telecom y Claro participaron de la licitación en 2014 pagaron en total más de 1500 millones de dólares por las frecuencias, en cambio a Nextel se le asignaron frecuencias para dar 4G sin licitación y sin pagar por las mismas.
En diciembre de 2016 el Gobierno emitió una resolución en la cual estableció que los cableoperadores de alcance nacional debían incluir en su programación la señal del canal La Nación +, por calificarlo de "interés nacional". Dicho diario ha sido considerado afín a las políticas llevadas a cabo por el gobierno nacional, y se inauguró con una entrevista que Mauricio Macri concedió al ciclo.
El 12 de diciembre de 2015, dos días después de su asunción, Mauricio Macri, ordenó la suspensión inmediata de la señal del canal Senado TV, que transmitía en vivo las sesiones del Senado, los discursos y votaciones. A poco de asumir, los trabajadores de Infojus, —portal que recoge las noticias judiciales—, denunciaron que desaparecieron del portal unas 10 mil notas e investigaciones periodísticas y judiciales,  desapareciendo coberturas enteras sobre casos de corrupción que comprometían a funcionarios del nuevo gobierno. Entre las notas e informes judiciales que dejaron de ser accesibles, figuraban temas que involucran al presidente Mauricio Macri, como su imputación por espionaje ilegal como jefe de Gobierno porteño, la represión en el Hospital Borda, la responsabilidad en el incendio intencional del depósito de documentos vinculados a lavado de dinero de la empresa Iron Mountain en el que murieron diez personas, o la supuesta relación de la primera dama Juliana Awada con talleres de costura clandestinos con mano de obra esclava, entre otros. Finalmente acusaron al Ministro de Justicia Gérman Garavano de haber ordenado borrar las notas.
El 7 de junio de 2016, el gobierno de Mauricio Macri anunció oficialmente que sacaba la señal Telesur de la televisión digital terrestre argentina, siendo dada de baja el día 29. El 9 de junio de 2016, el Sistema Federal de Medios y Contenidos Públicos anunció la suspensión de la señal de RT en Español en la TDA. Victoria Vorontsova, directora de emisión del canal ruso, declaró que el gobierno argentino se había acercado a Estados Unidos y que no le sorprendería que «en esa frecuencia apareciera la CNN en vez de un canal regional». Tras varios meses la señal sería repuesta.

#### Denuncias sobre ataques a la libertad de prensa
En octubre de 2016 los periodistas del Grupo Indalo Gustavo Sylvestre y Mauro Federico denunciaron haber sido blanco de hackeos por parte de una unidad dependiente del Agencia Federal de Inteligencia.
Ese mismo año, días antes del estreno de la novela La Leona, un grupo de internet, que Miguel Ángel Solá atribuyó a punteros políticos del gobierno nacional, llamó a un boicot contra la novela, debido a la posición tomada a favor del kirchnerismo de Pablo Echarri y Nancy Dupláa. El presidente Mauricio Macri deseó suerte a la novela en su estreno, y criticó los boicots. Pese al intento de boicot, el día de su estreno superó ampliamente a sus competidores. Tras ganar el premio Martín Fierro, algunos medios denunciaron que funcionarios del macrismo se habrían comunicado con miembros de APTRA para sugerir que los protagonistas de la ficción La Leona, —opositores al macrismo—, no sean distinguidos en la ceremonia. El periodista especializado en espectáculos Jorge Rial reveló que varios funcionarios del gobierno de Mauricio Macri se acercaron a APTRA para sugerir que figuras críticas al gobierno no ganen los Martín Fierro. Una semana antes de los premios, Macri había invitado a la residencia de Olivos a varios periodistas del espectáculo, entre ellos miembros de Aptra incluido el presidente de la asociación, fuera de la agenda oficial, por lo que no saldría en el Boletín Oficial donde se enumeran las reuniones que mantiene el presidente. Se iba a tratar de una reunión absolutamente secreta y "off the record", según la revista Pronto. Uno de los temas tratados fue que en la entrega de los premios Martín Fierro no exista ningún discurso en contra del macrismo, y que, de existir, ellos no le den repercusión en sus respectivos programas de televisión.
El 20 de agosto de 2019, la diputada nacional Elisa Carrió, una de los líderes de la coalición de gobierno, afirmó como "vocera oficial" de Cambiemos, en el programa Desde el llano, del canal TN del Grupo Clarín, que el gobierno condenaría a los periodistas que comuniquen reuniones falsas para debilitar al presidente Macri. La frase exacta fue la siguiente:

Vamos a condenar a quien a través de los diarios comunique reuniones falsas y pretenda al mismo tiempo tambalear al Presidente.
Elisa Carrió

La amenaza mereció el repudio inmediato de amplios sectores.

### Publicidad oficial
Según los informes de la Comisión de Libertad de Expresión de la Cámara de Diputados se  determinó que el gasto en publicidad oficial se cuadruplicó de diciembre de 2015 a junio del 2016. En tanto en su segundo año de gobierno aumentó un 205 % el gasto en publicidad. Coincidiendo con el año electoral, el presupuesto en publicidad y pauta oficial pasó de 1881 millones en 2016 a 4130 millones de pesos en 2017.

## Política exterior

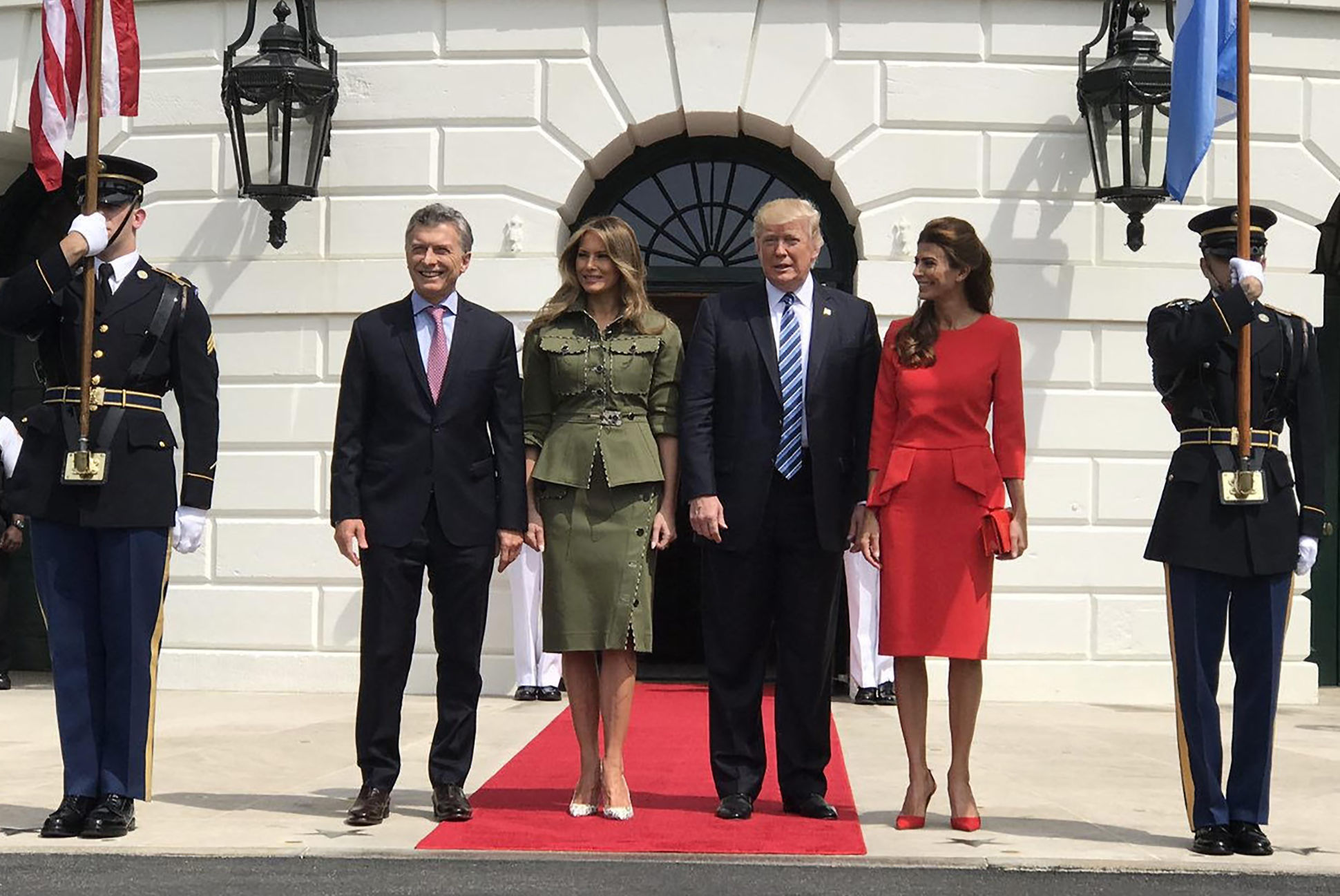
Mauricio Macri y Juliana Awada con Donald Trump

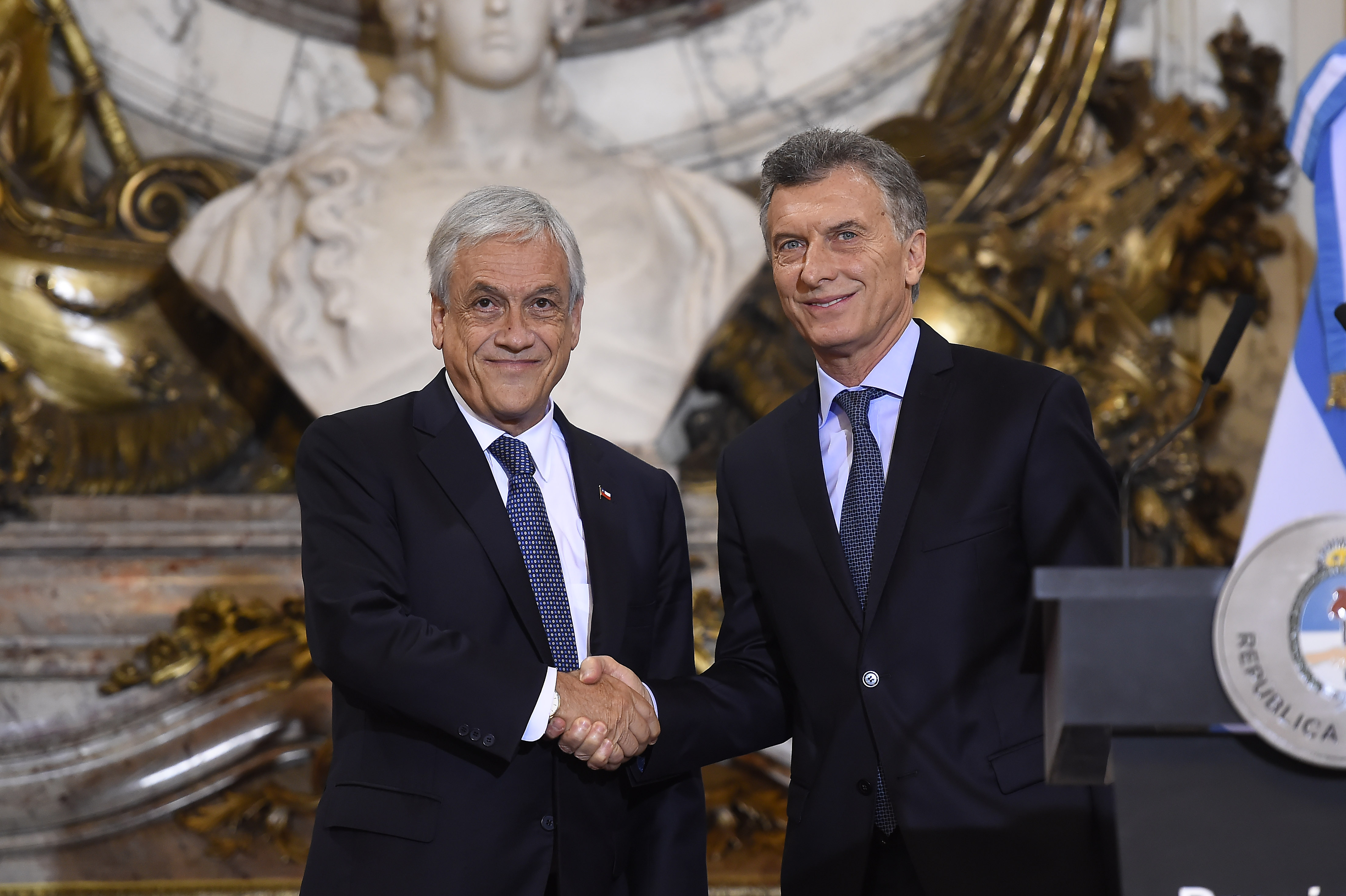
El presidente de Chile Sebastián Piñera junto a Mauricio Macri

En diciembre de 2015 el presidente Macri designó a Susana Malcorra como ministra de Relaciones Exteriores y Culto, quien venía de trabajar en las Naciones Unidas. Malcorra había sido señalada por una investigación interna de Naciones Unidas por el rol que cumplió en el ocultamiento de denuncias por abusos sexuales a menores de edad perpetrados por Cascos Azules de la ONU y fuerzas de paz de Guinea, Chad y Guinea Ecuatorial en misiones en África. También fue denunciada junto a otros funcionarios del organismo en silenciar y perseguir al denunciante del escándalo, un especialista en derechos humanos de Suecia, Anders Kompass, quien presentó la denuncia ante autoridades de Francia.
La política exterior de Mauricio Macri fue caracterizada como "pragmática" durante la gestión de Susana Malcorra y a partir de la asunción de Jorge Faurie, hacia mediados de 2017, como "unilateralismo periférico concesivo".
Malcorra renuncia en 2017 para postularse al cargo de Secretaría General de Naciones Unidas, para suceder a Ban Ki-moon al frente del organismo. La candidatura tuvo un costo de más de un millón de pesos, provenientes de fondos del estado. La canciller dedicó gran parte de su tiempo solo a impulsar su candidatura, viajando por varios países y teniendo a su disposición 13 funcionarios.
Ambos cancilleres coincidieron en una clara orientación hacia el alineamiento con Estados Unidos y organismos supranacionales como la OMC, en detrimento de alianzas regionales como la UNASUR. La política exterior enfocada casi exclusivamente en el mercado norteamericano ha sido calificada como «exitosa "en el juego corto"» por el ex vicecanciller Andrés Cisneros (1992-1996), quien señaló que «Hay un riesgo: el de hipotecar toda la política exterior en nombre de una facturación hipotéticamente un poco mayor. Parecemos demasiado enfocados en el mercado norteamericano».
Durante sus primeros meses de mandato produjo un giro de la política exterior caracterizado por el acercamiento a Estados Unidos. Pese a ello se desató un conflicto con la importación de limones a principio de 2017 y más tarde EE. UU. anunciaba la aplicación de un arancel del 57 % a la importación del biodiésel argentino, el producto más exportado de Argentina hacia EE. UU. Posteriormente lo elevó nuevamente hasta el 72 %. El biodiésel era, hasta ese momento, el principal producto de exportación a los Estados Unidos, con 1,5 millón de toneladas, y una ganancia de 1140 millones de dólares en 2016. Paralelamente EE. UU. eliminó facilidades que beneficiaban a los argentinos y limitó el ingreso de profesionales, endureciendo los requisitos para el otorgamiento de la Visa estadounidense para ciudadanos argentinos.
En 2018 Estados Unidos impuso nuevos aranceles a la industria argentina, y anunció aranceles del 25 % al acero y el 10 % al aluminio. En 2017 la Argentina había vendido más de 500 millones USD en aluminio y 220 millones USD de acero al país norteamericano, lo que fue calificado por la prensa argentina como un "golpe comercial al país".
A mediados de 2018 el gobierno de Mauricio Macri dejó de pagar las cuotas obligatorias en decenas de organismos internacionales. El resultado es que puso a la Argentina como blanco de reclamos y al borde de perder el derecho al voto. A fines de 2019 una nota del subsecretario general de la ONU y encargado del contralor presupuestario exigió a la Argentina un pago mínimo de 17 millones de dólares como parte de los 106 millones de dólares adeudados con la ONU durante el régimen macrista. El 4 de octubre de 2019 el subsecretario Chandramouli Ramanathan recordó en una carta a la Cancillería argentina que para votar en la Asamblea General de 2020 el país debía efectuar el pago mínimo, invocando el artículo 19 de la Carta de las Naciones Unidas: “El miembro de las Naciones Unidas que esté en mora en el pago de sus cuotas financieras para los gastos de la Organización no tendrá voto en la Asamblea General cuando la suma adeudada sea igual o superior al total de las cuotas adeudadas por los dos años anteriores completos”. Según diversas fuentes el gobierno de  Macri le dio importancia a la ONU solo en su primer año, para promover a  Malcorra, tras el fallido intento de  Malcorra de presidir la ONU a partir de 2017, ya sin la esperanza del triunfo, dejaron de abonar los compromisos con el organismo. El riesgo de perder el derecho a voto y a recibir sanciones por  las deudas acumuladas entre 2017 y 2019  obligaron a modificiones presupuestarias  último momento en el último día hábil de 2019, el 30 de diciembre siendo abonadas las deudas heredadas por el nuevo Ministerio de Relaciones Exteriores Felipe Solá. El Gobierno de Macri dejó una deuda de casi 150 millones de euros en impagos a organismos como la ONU, MERCOSUR, o la Organización Mundial de la Salud (OMS), lo que situo a Argentina en riesgo de perder su derecho a voto en dichos organismos.
Además se acumularon deudas con otros organismos internacionales: Argentina dejó de pagar la parte que le corresponde en el dragado del Río Uruguay y del Río de la Plata, según los acuerdos con Uruguay. Ya en 2017 comenzó a acumular deuda por no pagar la cuota en la Unión Sudamericana de Naciones (Unasur). Al mismo tiempo se desarrolló una política de quitar atención a la ONU y a los organismos regionales. Por otro lado otros  organismos fueron  abandonados progresivamente por el presupuesto fueron el Parlasur con la decisión macrista de no convocar a elecciones específicas en el 2019 como acordaba la ley, el Instituto Social del Mercosur, el Instituto de Política Públicas de Derechos Humanos del Mercosur y la Asociación Latinoamericana de Integración.
Al finalizar el gobierno de Mauricio Macri Argentina adeudaba sus cuotas obligatorias a los siguientes organismos: Organización Mundial de la Salud, Organización Panamericana de la Salud, Organización Internacional del Trabajo, Organización de las Naciones Unidas para la Alimentación y la Agricultura, Unesco, Organización de las Naciones Unidas para la Educación, la Ciencia y la Cultura, Organización de Estados Iberoamericanos para la Educación, la Ciencia y la Cultura, Corte Penal Internacional, Aladi.
Mantuvo una tensa relación con organismos internacionales de derechos humanos entre ellos la Comisión Interamericana de Derechos Humanos, sugiriendo que la misma se entrometía en asuntos internos de los Estados. Según France Press el gobierno de Mauricio Macri estuvo detrás de la avanzada para limitar el Sistema Interamericano de Derechos Humanos; tras una declaración de los gobiernos de Chile, Brasil, Colombia y Paraguay, que cuestionaban el Sistema Interamericano de DDHH y pretendían limitar seriamente sus funciones. En una carta José Miguel Vivanco, director de Human Rights Watch para las Américas, criticó la resolución porque "pretende ejercer presión indebida ante el Sistema Interamericano de DD.HH para delimitar gravemente sus funciones e introducir consideraciones políticas en las decisiones de los órganos de control". Más de cien individuos, organizaciones de derechos humanos y organismos de la sociedad civil difundieron una carta en respuesta en la que acusan al gobierno macrista de "demostrar la intención de debilitar el mecanismo de protección regional que se evidenciara con la presentación sucesiva de dos candidatos absolutamente inidóneos para integrar la Comisión Interamericana de Derechos Humanos". También fueron criticados el jefe de Gabinete, Marcos Peña, al ministro de Justicia y Derechos humanos, Germán Garavano, el secretario de DDHH, Claudio Avruj, el canciller Jorge Faurie y la embajadora Argentina en la ONU, Paula Bertol, señalando que es “esencial y urgente” que las autoridades argentinas “reviertan este camino y, en cambio, procuren resguardar a los órganos del Sistema frente a cualquier amenaza a su efectividad como mecanismo de protección de los derechos humanos”.

### Visitas y reuniones
El 19 de enero de 2016, Macri en el marco del Foro Económico Mundial en Davos tuvo reuniones con varios representantes de empresas, políticos, periodistas, etc, entre ellos el vicepresidente de Estados Unidos, Joe Biden, el primer ministro del Reino Unido, David Cameron, el fundador de Virgin Group, Richard Branson, el presidente ejecutivo de Google, Eric Schmidt, la Reina Máxima de los Países Bajos, el CEO de Coca Cola, Muhtar Kent, entre otros. El último presidente en asistir había sido Eduardo Duhalde, en enero de 2003.
El 16 de febrero recibió al primer ministro italiano Matteo Renzi y el 24 de febrero recibió al presidente François Hollande de Francia. El 27 de febrero se reunió con el Papa Francisco en Roma, y el 23 de marzo recibió al presidente Barack Obama. El 17 de noviembre recibió al primer ministro de Canadá Justin Trudeau y el 21 de noviembre recibió al primer ministro de Japón Shinzo Abe.

### Soberanía de las Islas Malvinas
El 20 de septiembre de 2016 Mauricio Macri anunció al hablar ante la Asamblea General de las Naciones Unidas y ante la prensa internacional, que Gran Bretaña había aceptado iniciar el diálogo con Argentina sobre la soberanía de las Islas Malvinas, tal como lo mandan las resoluciones de la propia Naciones Unidas. Al día siguiente el gobierno británico negó que las afirmaciones de Macri fueran ciertas y sostuvo que la primera ministra Theresa May nunca habló con el presidente argentino de soberanía. Macri sin embargo ratificó ese mismo día sus dichos y confirmó que la primera ministra británica le había dicho que el Reino Unido había aceptado incluir el tema de soberanía en el diálogo entre ambos países. En una tercera declaración, Macri admitió que no habló de soberanía con la premier británica.
En 2018 se firmaron una serie de acuerdos ratificados con el canciller británico Boris Johnson, en la reunión del G20; que dejaba en manos de los kelpers y el gobierno británico el manejo de más de 3 millones de kilómetros de plataforma marítima argentina. En el acuerdo se transfirió al gobierno colonial de las islas Malvinas la propiedad y el control de los recursos desde el paralelo 48.3 al paralelo 60, junto con el control pesquero, el manejo las licencias. El Consejo Asesor el Observatorio Cuestión Malvinas de Tierra del Fuego, pidió a la gobernadora fueguina Rosana Bertone que inicie acciones penales contra el Ejecutivo Nacional encabezado por Mauricio Macri y el canciller Faurie "por el delito de desintegración territorial y por la sesión territorial de la jurisdicción de Tierra del Fuego y de la Argentina".

### Actuación en las elecciones presidenciales de EE.UU. y Chile
Macri adoptó posiciones activas en las elecciones presidenciales de Estados Unidos de 2016 y Chile de 2017, algo inusual en el protocolo diplomático.
En el caso de Estados Unidos, Macri manifestó expresamente su apoyo a Hillary Clinton debido a su postura dialoguista, cuestionando a Trump porque "levanta muros". La primera ministra de Relaciones Exteriores de Macri, Susana Malcorra, también expresó públicamente su favoritismo por Clinton y consideró que el eventual triunfo de Trump era un «riesgo», criticándolo por el «contenido de xenofobia» de sus propuestas electorales.
En el caso de Chile, Macri grabó un video para la campaña electoral de Sebastián Piñera, en el que le habló al «pueblo chileno»  siendo una actitud bastante inusual en términos diplomáticos, lo que llevó a reprimendas por parte de diferentes sectores chilenos. El hecho motivó un pedido de explicaciones del canciller chileno Heraldo Muñoz al gobierno argentino y una advertencia, recordando el «ejercicio electoral (de la segunda vuelta del domingo) les compete exclusivamente a los chilenos». Durante la campaña presidencial en Uruguay el gobierno de esa república a cargo de Tabaré Vázquez envió una queja formal a la Argentina solicitando que la ministra de seguridad Patricia Bullrich no se entrometa en los asuntos internos de ese país. Al respecto el ministro de relaciones exteriores de Uruguay afirmó que  “Es grave que un ministro, parte del Ejecutivo, analice como voz del gobierno los asuntos de otro país y calificó como “muy graves” las apreciaciones de la ministra de Mauricio Macri, ya que no recordaba antecedentes de ministros extranjeros que opinan y tratan de intervenir en asuntos de otros países”.

### Espionaje internacional
En 2019 el juez argentino Ramos Padilla expuso ante la Comisión de Libertad de Expresión de la Cámara de Diputados pruebas de una supuesta red de espionaje ilegal, político, judicial y periodístico, organizada desde el gobierno de Mauricio Macri con el supuesto objetivo perseguir y encarcelar a opositores. Según las pruebas presentadas por el juez ante el congreso muestran el funcionamiento de uno o varios grupos que desplegaron actividades de inteligencia prohibidas”.
En su exposición el juez también sostuvo que el gobierno había realizado tareas de espionaje que involucraban a otros países como Estados Unidos, Israel, Irán, Uruguay y Venezuela. Entre ellos reveló el intento de utilizar al exjefe de PDVSA, para socavar los vínculos con Venezuela. También se habrían realizado tareas de espionaje contra el Frente Amplio, partido que gobernaba Uruguay. El legislador uruguayo Gerardo Núñezal planteó que existía "una continuidad en el espionaje desde la dictadura cívico-militar y que tuvieron la certeza de que el gobierno de Cambiemos espió a diputados del país oriental". Días después los legisladores Núñez y Puig se reunieron con el presidente de la Cámara de Diputados de Argentina, Leopoldo Moreau, con el objetivo de conocer los detalles de la red de espionaje y su extensión a Uruguay donde se habría espiado a integrantes del Frente Amplio y a empresarios.
Tras la presentación del juez ante el Congreso argentino, Elisa Carrio, diputada de la alianza gobernante Cambiemos calificó de delincuente al juez por sus investigaciones, añadiendo "lo voy a ver preso, la justicia lo va a aniquilar". También dijo que Ramos Padilla “está muerto. Solo falta que entre a un depósito". José Miguel Vivanco, director para las Américas de Human Rights Watch advirtió que “pareciera que el gobierno está tomando represalias contra un juez que tiene a su cargo una investigación que le preocupa”.

## Críticas

### Denuncia sobre envío de pertrechos anti-tumultos a Bolivia en 2019

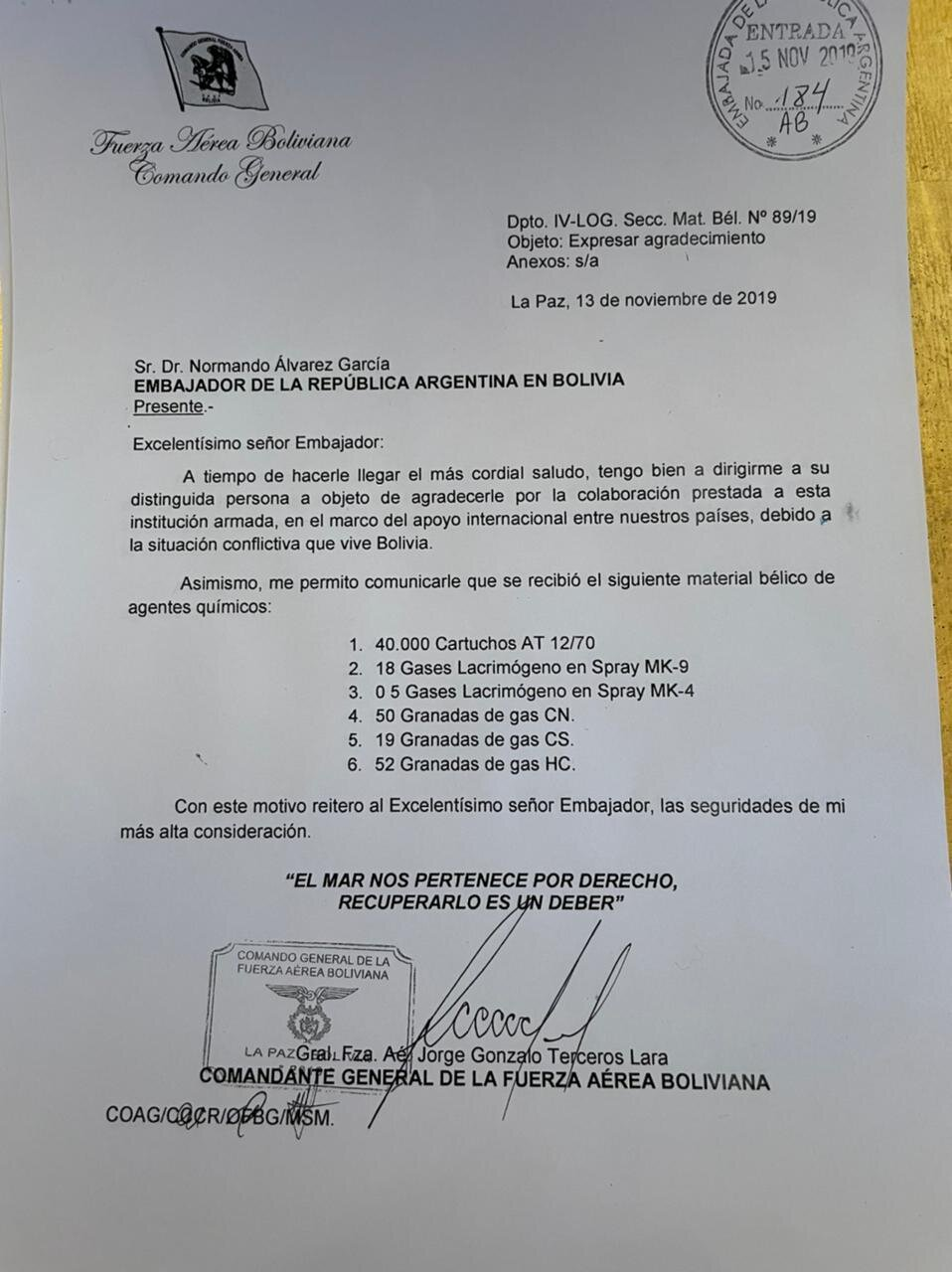
Detalle de la denuncia

El 8 de julio de 2021 el Ministro de Relaciones Exteriores de Bolivia Rogelio Mayta afirmó que el entonces presidente argentino Mauricio Macri envió a Bolivia, en noviembre de 2019, pertrechos anti-tumultos en el marco de la crisis política en Bolivia de 2019, que derivó en un golpe de Estado que puso fin a la presidencia de Evo Morales.
De acuerdo a los dichos de Mayta: "Hemos tenido acceso a un documento que pone en evidencia que el gobierno de Macri en Argentina aportó con material para que se pueda reprimir la protesta social y consolidar el gobierno de facto de Añez". Dicho documento es una carta, con fecha de 13 de noviembre de 2019,  enviada por el entonces comandante general de la Fuerza Aérea boliviana, Jorge Gonzalo Terceros Lara, donde le agradece al embajador argentino en Bolivia "la colaboración prestada" en el marco del respaldo internacional "debido a la situación conflictiva que vive Bolivia". En la carta se detalla el material recibido: 40 mil cartuchos AT12/70 (AT significa Antitummultos), 18 gases lacrimógenos en spray MK-9 y 5 gases lacrimógenos en spray MK-4, 50 granadas de gas CN y 19 granadas CS y 52 granadas de gas HC-. Este material corresponde a elementos disuasivos que suele utilizar las fuerzas de seguridad argentinas para reprimir manifestaciones sociales.
Jorge Santisteban, abogado del excomandante de la Fuerza Aérea Boliviana (FAB) Jorge Gonzalo Terceros que está detenido en Bolivia desde hace una semana, afirmó que la firma de la carta publicada por las autoridades de Bolivia está “falsificada” e indicó que el material detallado en la carta  nunca lo podría haber pedido un comandante de la Fuerza Aérea de Bolivia (FAB) porque no le serviría. Por su parte la excanciller Karen Longaric dijo que la fecha que figura en la misma es la del día posterior a la asunción de la presidencia por Jeanine Áñez, de modo que “Si el pedido y el envío ocurrió, fue durante el gobierno de Evo Morales”.
Una investigación realizada por el portal de internet Bolivia Verifica, indicó que el mismo día que aparece en la carta (13 de noviembre) se realiza la jura de Ciro Orlando Álvarez Guzmán reemplazante de Terceros Lara en el cargo. Los comandantes de las fuerzas armadas habrían puesto a disposición sus cargos en un documento y la firma de Terceros Lara diferiría de la obrante en la carta ahora publicada. Bolivia Verfica es un sitio de internet de verificación de noticias falsas y del discurso público de Bolivia que forma parte de un proyecto de la Fundación para el Periodismo.
El gobierno del Bolivia afirmó a través del comandante general de la Policía Boliviana, Jhonny Aguilera, que descubrieron en depósitos varios pertrechos, entre estos, de calibre 12/70, granadas de gas de tipo béisbol, granadas de triple fragmentación, gases pimienta y otros que forman parte de los elementos recibidos de Argentina en noviembre de 2019, mientras se desarrollaba el golpe de Estado contra Evo Morales. En ese sentido, afirmó que la institución recibió de forma irregular balas de goma, granadas y gases lacrimógenos hallados sin documentación de respaldo en depósitos de la Policía de Bolivia. Agregó que el día 14 de julio reconstruiría qué funcionarios han acudido al aeropuerto, porque sabemos que habría arribado un avión C-130 de la República Argentina del cual descienden funcionarios vestidos de uniforme militar, ellos estaban [con] sus propios pertrechos y parte de estos habrían sido entregados sin documentación a la Policía boliviana".
De acuerdo a un informe del Ministerio de Seguridad de Argentina, la Agencia Nacional de Materiales Controlados (Anmac) autorizó, el 11 de noviembre de 2019, el envío a Bolivia de pertrechos para la agrupación "Alacrán" de la Gendarmería Nacional, entre los que se encontraban: 10 pistolas semiautomáticas, dos escopetas de repetición, cinco carabinas automáticas, dos ametralladoras, dos fusiles de repetición, 12 chalecos antibalas, 12 cascos balísticos, dos escudos balísticos; dos visores nocturnos y 8820 municiones de distintos calibres, de las cuales 3600 eran calibre 12/70. Un día después se autorizó también el envío de 70 000 cartuchos antidisturbios, 100 spray de gas pimienta y 661 granadas de mano "de gas hostigamiento".
En ese sentido, la ministra de Seguridad de Argentina, Sabina Frederic realizó una denuncia ante la Justicia argentina por el presunto "envío ilegal de armamento y municiones a Bolivia perpetrado el 12 de noviembre de 2019 por el Gobierno Nacional encabezado por el expresidente Mauricio Macri, con la participación de altas autoridades del Poder Ejecutivo Nacional (...) La gravedad institucional del hecho se consolida al advertir que el material enviado tuvo como destino final a las Fuerzas Armadas que días antes habían derrocado [a Evo Morales]."
De acuerdo a documentos oficiales de Argentina, el 11 de noviembre de 2019, la Dirección Logística de la Gendarmería Nacional Argentina, mediante nota oficial con la firma del comandante mayor Rubén Carlos Yavorski le hizo el pedido de autorización a la ANMAC para “la salida temporal de armamento, municiones y los elementos que se adjuntan como archivo embebido. El material y equipamiento descripto será utilizado por parte del personal (...) dentro del marco y la protección del Señor Embajador Argentino, su residencia, las instalaciones diplomáticas, así como el personal que se encuentre dentro de la misma” y el 12 de noviembre de 2019, Yavorski amplió el pedido de autorización a ANMAC y agregó a la lista 70 000 cartuchos AT 12/70 Anti Tumulto de Fabricaciones Militares y 100 spray gas pimienta. El 15 de julio de 2020, cuando Alberto Fernández llevaba siete meses en la presidencia, el director de Operaciones de la Gendarmería Nacional Argentina  comandante mayor Carlos Miguel Recalde mediante la nota NO-2020-45257466-APN-DIROPER-GNA dijo que se utilizaron los 70 000 cartuchos antidisturbios en prácticas de tiro dentro de la Embajada con las únicas 2 escopetas que se enviaron a la Embajada Argentina en Bolivia. Expresó que "Dada la conmoción que se vivía en ese entonces en dicho país y a los efectos de cumplir con la misión y funciones asignadas para el normal desarrollo de las actividades diplomáticas, fue necesario que el personal mantuviera la capacidad operacional y suficiente destreza al más alto nivel (...) Por lo expuesto precedentemente, a los efectos de mantener y acrecentar las capacidades, se realizaron ejercicios de entrenamiento y prácticas de tiro con el armamento que fuera llevado en comisión. En dichas instrucciones se emplearon la cantidad de 70 mil cartuchos calibre 12,70 MM A/T".
El 16 de julio de 2021, el fiscal Claudio Navas Rial impulsó la investigación judicial por contrabando agravado, en el cual incluyó, además de Patricia Bullrich y Mauricio Macri, al entonces Ministro de Defensa argentino Oscar Aguad,  al exembajador argentino en Bolivia Normando Álvarez García, al exdirector de la Gendarmería Nacional Argentina Gerardo José Otero, al exdirector de Logística de Gendarmería Rubén Carlos Yavorski y al exdirector de Operaciones de esa fuerza, Carlos Miguel Recalde.
En su edición del 27 de julio de 2021 el diario La Nación afirmó que el gobierno a través de dos resoluciones de la ANMAC  de enero y de mayo de 2020 –esto es cuando ya había asumido la presidencia Alberto Fernández- había prorrogado la autorización para la salida temporaria del país de los 70000 cartuchos antidisturbios. Inmediatamente, el gobierno desmintió la información calificándola de “fake news” y asegurando que las municiones fueron enviadas por el gobierno de Macri en forma clandestina para ayudar a la represión  del golpe de Estado y los gendarmes se mantuvieron en 2020 para proteger bienes y personal de Argentina amenazados por el gobierno de facto. Al día siguiente el gobierno amplió su versión de los hechos y reconoció la veracidad de la información acerca de las prórrogas pero agregó que el Ministerio de Seguridad y el de Justicia no estuvieron al tanto de esas prórrogas, que “fue una parte del intento de encubrimiento de la entrega ilegal de material bélico”. Por su parte en el Ministerio de Justicia dijeron que el encubrimiento “se terminó de consolidar en julio de 2020, cuando un Gendarme informó que las 70 000 municiones habían sido consumidas en ejercicios de entrenamiento y prácticas de tiro”.

### Conflicto por el protocolo de asunción presidencial
El 24 de noviembre, dos días después del balotaje, Cristina Fernández de Kirchner y Mauricio Macri se reunieron y acordaron el protocolo de traspaso del mando a realizarse el 10 de diciembre en el Congreso de la Nación. El propio Macri fue el encargado de anunciar lo acordado en la reunión, a la que calificó como protocolar y "cordial":

Alfredo Leuco: ¿Qué es lo que acordaron del protocolo, de la parte protocolar?
Diego Leuco: El 10 de diciembre.
Mauricio Macri: El 10 de diciembre, que haremos el traspaso como corresponde, en el Congreso de la Nación.
Alfredo Leuco: Era obvio eso, digamos.
Mauricio Macri: Sí, sí, pero bueno, se habían corrido muchas versiones. A mí me alegró que ella haya ratificado que estaba muy bien predispuesta a hacer la ceremonia como corresponde, y darle el lugar a algo tan importante como un traspaso de mando.

Con posterioridad Macri cambió de opinión y consideró que el juramento debía hacerse en el Congreso Nacional, pero luego del juramento ambos debían trasladarse a la Casa Rosada para que allí Cristina Kirchner le hiciera entrega de la banda y el bastón. Macri explicó que pretendía preservar la tradición anterior a 2003, mientras que los voceros de Cristina Kirchner explicaron que se debía cumplir lo acordado según lo que establece la Constitución. Las razones de fondo del cambio de opinión por parte de Macri ha dado lugar a especulaciones periodísticas, así como también las supuestas intenciones de ambos de humillar al otro.
Mientras se estaban realizando las negociaciones, Macri realizó una presentación judicial solicitando que se estableciera que el mandato de la presidenta Cristina Kirchner finalizaría el 9 de diciembre a la medianoche.
La presentación del reclamo judicial interrumpió definitivamente las negociaciones. Conocida la decisión del fiscal de hacer lugar al reclamo de Macri, el titular de la Agencia Federal de Inteligencia Oscar Parrilli cuestionó por irregular la decisión judicial por acortar el mandato constitucional de Cristina Kirchner, dejar al país sin presidente titular y obligar a poner en funcionamiento la ley de acefalía, sosteniendo ante una afirmación de un periodista que «si hay acefalía como usted dice eso para mí es un golpe». Parrilli anunció que debido a que la justicia había establecido que el mandato presidencial de Cristina Kirchner había finalizado el día anterior al acto de toma de posesión del mando por parte del nuevo presidente, no correspondía legalmente que se hiciera presente en el Congreso Nacional.
Al día siguiente la jueza María Servini de Cubría hizo lugar a la medida cautelar solicitada por Macri y dispuso que el mandato de la presidenta Kirchner debía finalizar a la medianoche del día 9 de diciembre, doce horas antes de la ceremonia de traspaso del mando y jura en el Congreso. La decisión judicial generó una situación anómala, ya que el mandato de la presidenta Kirchner terminaría antes de que Macri pudiera cumplir con los requisitos constitucionales para asumir el mando.
Frente a esa situación el presidente provisional del Senado, Federico Pinedo, anunció que él sería presidente de la Nación a partir de las 00:01 del día 10 de diciembre, desempeñando el cargo hasta que realice el juramento constitucional Mauricio Macri.
Simultáneamente el bloque de diputados del Frente para la Victoria declaró que el fallo judicial constituía un "avasallamiento a las instituciones" y que no asistiría al acto de asunción como presidente de Mauricio Macri.
Pinedo asumió efectivamente el ejercicio al Poder Ejecutivo al cesar el mandato de Cristina Kirchner, aplicando al caso la ley de acefalía.

### Conflicto con el Ministerio Público
Luego de ser elegido presidente de la Nación, Macri confirmó que pretendía que la Procuradora General de la Nación Alejandra Gils Carbó, titular del Ministerio Público Fiscal renunciara, a pesar de que se trata de una funcionaria y un órgano constitucional que son independientes del Poder Ejecutivo para el que fue elegido.
La procuradora general Gils Carbó por su parte consideró que el presidente Macri no tenía facultades legales para exigir su renuncia y que se trataba de una violación de la institucionalidad y el orden constitucional. La Procuradora recibió el apoyo de más de 80 fiscales y funcionarios judiciales. Unos 120 fiscales del Ministerio Público de la Nación manifestaron su apoyo a la procuradora General, Alejandra Gils Carbó, al señalar "su profunda preocupación" por las manifestaciones que realizaron distintos actores políticos "en plena campaña electoral" y que ejercen una "indebida presión" sobre la funcionaria al exigirle su renuncia.
En ese contexto la procuradora general Gils Carbó no fue invitada a la jura presidencial, debido a que la invitación fue enviada a una dirección incorrecta. Varios organismos de derechos humanos como las Madres de Plaza de Mayo y el premio Nobel de la Paz Adolfo Pérez Esquivel consideraron que el presidente Macri estaba presionando indebidamente al Ministerio Fiscal, y declararon su solidaridad en apoyo de continuidad de la Procuradora General.

### Conflicto por la designación por decreto de dos miembros de la Corte Suprema
El lunes 14 de diciembre de 2015 el Poder Ejecutivo informó que Macri designó por decreto de necesidad y urgencia, y sin aprobación del Senado, dos jueces en comisión para los cargos vacantes en la Corte Suprema de Justicia de la Nación Argentina. Según el artículo 99 de la Constitución Nacional, el Poder Ejecutivo “nombra los magistrados de la Corte Suprema con acuerdo del Senado por dos tercios de sus miembros presentes, en sesión pública, convocada al efecto.” La gacetilla de prensa justifica dicha designación sin acuerdo en base al inciso 19 del mismo artículo: “19. Puede llenar las vacantes de los empleos, que requieran el acuerdo del Senado, y que ocurran durante su receso, por medio de nombramientos en comisión que expirarán al fin de la próxima Legislatura.[…] ” Complementariamente el decreto 222/03 establece un sistema previo de impugnaciones y audiencias públicas para poder nombrar a los integrantes de la Corte Suprema.
El presidente de la Corte Suprema, Ricardo Lorenzetti, dio la "bienvenida" a los jueces. Lorenzetti afirmó, refiriéndose a los gobiernos anteriores, peronistas:

Conozco muy bien a los dos jueces que van a venir, es gente de prestigio, son muy serios, pero la decisión la toma el Senado. Se han nominado dos jueces para cubrir vacantes, es normal, no significa que haya un cambio pendular. Antes con los cambios de Gobierno se suprimía toda la Corte, se cambiaba toda la jurisprudencia. Esta es la primera vez en la historia que la Corte continúa.

El radical Ernesto Sanz dijo que Macri hizo lo que tenía que hacer, y que la medida garantizaría la gobernabilidad. El periodista Adrián Ventura opinó que "el procedimiento puede ser riesgoso, extraño, políticamente criticable por la oposición, pero es válido".
Meses después Mauricio Macri envió al senado un listado de diez conjueces para la Corte Suprema, que incluían desde la abogada del Grupo Clarín, al exabogado personal de Macri imputado en el escándalo del Correo Argentino, junto a militantes macristas y radicales, Macri también pidió que nombren cojueza de la corte a la hija de la magistrada que tiene en sus manos la causa Correo Argentino, por la que se encuentra imputado por condonar a una empresa familiar 70 000 millones de pesos de deuda, quien a su vez trabaja con el ministro Garavano, al abogado de la vicepresidenta Gabriela Michetti en el escándalo por los bolsos de dinero en su casa, y una exjueza que convocaba a timbreos a favor de Macri, entre otros.

#### Objeciones al Decreto
La medida fue criticada por políticos, juristas y periodistas de la mayoría del arco político, incluyendo varios importantes figuras de Cambiemos, criticando desde lo poco republicano a directamente tachándola de inconstitucional. Entre las principales críticas, la excandidata presidencial Margarita Stolbizer calificó de "inadmisible" la decisión y de "un retroceso institucional"; el también excandidato Sergio Massa sostuvo que "los nombres son impecables, la forma horrible"; el senador Miguel Ángel Pichetto sostuvo que era "un disparate"; el jurista León Arslanián lo consideró "impropio"; el periodista de Joaquín Morales Solá declaró que "no me parece conveniente, ni oportuno ni un acierto"; el exgobernador de la provincia de Córdoba José Manuel de la Sota le reprochó que la construcción de una república "no se logrará nombrando jueces provisorios de la Corte por decreto". El exministro de la Corte Suprema Eugenio Zaffaroni cuestionó la decisión diciendo que "esto afecta a la República y la democracia sin República puede ser un caos. Me parece una barbaridad, es un abuso de autoridad". El periodista Mario Wainfeld sostuvo que "la jugada le pasa por arriba al Senado" y que la intención de Macri es "formatear en parte un tribunal a su gusto". El constitucionalista Daniel Sabsay calificó la medida como "de terror", "inconstitucionalidad manifiesta" y "retroceso fenomenal", sosteniendo que se estaba "sentando un precedente nefasto para las instituciones argentinas que prometió mejorar" y contrastando la actitud del presidente Macri con la del expresidente Néstor Kirchner que autolimitó su facultad de designar los miembros de la Corte mediante el Decreto N.º 222/03. El presidente del Colegio Público de Abogados de Buenos Aires Raúl Rizzo manifestó su disconformidad diciendo "empezamos mal Mauricio". El premio Nobel de la Paz Adolfo Pérez Esquivel consideró que "es una medida autoritaria inédita en democracia". El senador radical de Cambiemos Julio Cobos afirmó que la designación de los jueces de la Corte por Decreto de necesidad y urgencia "me ha sorprendido y es innecesario", sosteniendo que no ve "razones para que sea por decreto y no por envío al Senado". El jurista de Cambiemos Gil Lavedra calificó la medida como un “precedente muy funesto”, agregando que “la norma constitucional que se utilizó es insostenible frente al alcance que tiene el principio de independencia de los jueces”. Ricardo Alfonsín de Cambiemos, también criticó el decreto debido a que “deja mucho que desear en términos de legitimidad republicana y política”. El gobernador socialista de Santa Fe lo calificó como "un error".
Beatriz Sarlo señaló que Macri se había reunido pocos días atrás con las principales figuras de la oposición para buscar consensos básicos y no mencionó que estaba preparando un nombramiento de dos jueces de la Corte por decreto y en comisión:

Me problematiza mucho que se reunió con Sergio Massa, con Scioli y con Margarita Stolbizer para nada. Es decir para hablar vaguedades. A ninguno de los tres les anticipó que tenía en mente una medida sobre el nombramiento de los jueces de la Corte Suprema. Eso no es un diálogo, eso es una puesta en escena.
Beatriz Sarlo

Por su parte la excandidata por Progresistas Margarita Stolbizer y el excandidato por Unidos por una Nueva Alternativa Sergio Massa, realizaron una declaración conjunta solicitándole al presidente Macri que revea su decisión de nombrar a los miembros de la Corte por decreto.

#### Objeciones a los candidatos
Sobre los miembros de la Corte designados, la prensa ha dado a conocer antecedentes de los mismos. En el caso de Carlos Rosenkrantz, el periodista Luis Bruschtein ha dado a conocer que fue abogado del Grupo Clarín en sus acciones contra la Ley de Servicios de Comunicación Audiovisual. Página/12 a su vez señaló que Rosenkrantz en 2007, publicó un artículo cuestionando los fallos de la Corte Suprema dictados en los autos "Simón" y "Mazeo", por medio de las cuales se declararon inconstitucionales las leyes de punto final, obediencia debida y los indultos de Menem a los crímenes de lesa humanidad.
La Coordinadora contra la Represión Policial e Institucional (Correpi) cuestionó los méritos de los candidatos "designados". Con respecto a Rosatti dio a conocer que mientras se mantuvo en el cargo de la secretaría de gobierno de la Provincia de Santa Fe y en el municipio, más de 80 personas fallecieron a manos de las fuerzas de seguridad que controlaba y que en 2005, fue acusado de presionar a la Oficina Anticorrupción nacional, para que se archivara la investigación contra su exjefe, Carlos Reutemann, sobre la malversación de fondos públicos con motivo de la inundación de 2003, que causó decenas de muertos. Con respecto a Carlos Fernando Rosenkrantz cuestionó su vinculación con empresas que incluyen a grandes medios (América TV, La Nación, Grupo Clarín y Cablevisión), cadenas de venta de alimentos, medicina prepaga, telecomunicaciones, energía, "y un enorme etcétera del mundo de los negocios y las finanzas".

### Conflicto con los trabajadores de Cresta Roja
El día 22 de diciembre, la Gendarmería Nacional reprimió una manifestación de empleados de una industria avícola que había cortado la Autopista Ricchieri, acceso al Aeropuerto Internacional de Ezeiza, tras ordenar a los manifestantes abandonar el corte en un plazo de cinco minutos. La represión, que consistió en dos cargas separadas por algunas horas, incluyó el uso de palos, balas de goma y camiones hidrantes, dejando entre diez y doce trabajadores heridos, de acuerdo al testimonio de los manifestantes. Cristian Villalba, delegado de los trabajadores, denunció que las agresiones no fueron iniciadas por los trabajadores de Cresta Roja sino por activistas políticos infiltrados en la manifestación. Esta situación provocó una disputa entre el gobierno y el Partido Obrero puesto que el ministerio de Seguridad, conducido por Patricia Bullrich, incriminó directamente a esta organización política de intentar ocupar el aeropuerto de Ezeiza y desatar el conflicto. Lo que valió una denuncia penal contra la funcionaria por parte de la organización de izquierda «por calumnias e injurias, agravadas por provenir de altos funcionarios del Estado y, por lo tanto, de servirse de la mentira para pavimentar la persecución política.» Al día siguiente de esta presentación, el ministerio se retractó por lo que la demanda fue retirada.

### Escándalo de Panama Papers
Macri figura entre los políticos implicados en la investigación internacional sobre corrupción a través de paraísos fiscales denominada “Panama Papers”, publicada el 3 de abril de 2016 por el Consorcio Internacional de Periodistas de Investigación. Según la investigación, integró junto a su padre Franco y su hermano Mariano el directorio de la sociedad offshore Fleg Trading Ltd, registrada en las Bahamas entre 1998 y 2009. Al ser electo jefe de Gobierno porteño en 2007, el ahora presidente no incluyó en sus declaraciones juradas su conexión con la firma. El portavoz oficial de Macri, Ivan Pavlovsky, dijo que el presidente argentino no declaró su participación en esa empresa offshore como un activo porque no tenía ninguna participación de capital en ella. El periodista Joaquín Morales Solá considera improbable que el caso llegue a judicializarse, ya que Mauricio Macri figura personalmente en el directorio de la empresa (y no utilizando un testaferro), Franco Macri declaró la cuenta ante la AFIP, el movimiento de dinero fue insignificante, y fue cerrada un año después de que Mauricio Macri fuera electo jefe de Gobierno. El 7 de abril, a pocos días de conocerse el escándalo, Mauricio Macri fue formalmente imputado por el fiscal Federico Delgado. El juez Sebastián Casanello es el encargado de investigar el caso, y le solicitó al Banco Central que informe sobre todas las cuentas que tengan a Macri como titular o apoderado. También le pidió a la AFIP las declaraciones juradas del padre y los hermanos del presidente y envió exhortos a cinco países.
Meses después, se conoció la existencia de otra empresa, —Kagemusha S.A., radicada en Panamá—, en la que presidente Macri era vicepresidente y director.

En septiembre de 2017 el juez a cargo de la causa determinó que Mauricio Macri "no fue socio ni accionista" de ninguna de las dos compañías, las que habían sido creadas por su padre Franco Macri, quien fue el responsable de ambas firmas. Investigaciones posteriores, dadas a conocer en junio de 2018, dan cuenta de una serie de gestiones realizadas por representantes legales de Mauricio Macri, con el objeto de obtener los documentos que lo desvincularon de la causa, incluido un documento con fecha adulterada que adjudica la total responsabilidad de Fleg Trading a su padre Franco Macri.

### Escándalo por filtración y alteración de datos en la AFIP
Durante el primer año de gobierno se desató un escándalo por la alteración y filtración con fines políticos de datos secretos de la AFIP. La investigación involucra a un grupo de funcionarios de la AFIP, acusados de «filtrar» información confidencial sobre contribuyentes, con objetivos políticos. A su vez, se denunció que se están borrando pruebas en AFIP que involucran a políticos de la alianza Cambiemos. El fiscal Eduardo Taiano denunció la confección de «dossiers» de personalidades influyentes que eran luego utilizados en causas judiciales o ventilados en los medios de comunicación. Inclusive, en la causa se pide investigar si el titular de la entidad Alberto Abad y el subdirector General de Operaciones Impositivas en el Interior, Jaime Mecicovsky ayudaron a la empresa IECSA, —propiedad de Ángelo Calcaterra, el primo del presidente Mauricio Macri—, para «readecuarse» ante una posible «insolvencia fiscal fraudulenta».
Según la investigación, desde Cambiemos habrían utilizado información sensible de rivales del gobierno y protegida por el secreto fiscal para elaborar informes que luego eran filtrados a Carrió con el fin de realizar denuncias periodísticas. Así, declaraciones juradas, movimientos bancarios, gastos de tarjetas de crédito, entre otros, quedaban bajo la posibilidad de ser divulgados, que fueron utilizados para la campaña electoral de Mauricio Macri, a través de una fuerza especial dentro de AFIP para recopilar datos de sus «enemigos». 

El fiscal Eduardo Taiano imputó al jefe de la AFIP, designado por Mauricio Macri por el delito de violación de secreto junto con la aliada de Cambiemos, Elisa Carrió.

### Aportantes fantasmas a la campaña de 2015
En 2016 investigaciones periodísticas revelaron casos de graves irregularidades en el financiamiento de la campaña presidencial de Mauricio Macri y Gabriela Michetti,  con denuncias sobre empresas contratistas que fueron aportantes, donantes "fantasmas" o sin capacidad económica y empresas contratistas del Gobierno de la Ciudad que sumaron millones para la campaña presidencial de Mauricio Macri. Asimismo, la alianza Cambiemos designó a dos jubiladas como máximas responsables de manejar los 36 millones de pesos que utilizó en las PASO. Según publicó La Nación, Stella Maris Sandoval, de 68 años, fue la encargada legal de administrar esos fondos aunque ella le negó al diario haber ocupado ese cargo como así también ser militante del PRO. "Yo nunca firmé nada", confesó.  Otra jubilada, María Armanda Inza, de 82 años, también aseguró a La Nación que no estaba enterada de ello.

### Escándalo Gilligan
El 16 de febrero de 2018 el diario El País de España publicó en tapa una noticia titulada "Un alto cargo de Macri ocultó un millón en Andorra". La noticia afirmaba que el subsecretario general de Presidencia de Argentina, Valentín Díaz Gilligan, había ocultado 1,2 millones de dólares (980 000 euros) en una cuenta offshore en la Banca Privada d'Andorra, sin declararlo en su declaración jurada. El funcionario reconoció la titularidad de la cuenta, pero sostuvo que el dinero pertenecía al empresario del fútbol uruguayo Francisco Casal, que le había pedido el favor de depositar ese dinero en su cuenta, con el fin de evadir al fisco.
Frente al escándalo internacional, el jefe de Gabinete Marcos Peña, dio al día siguiente una conferencia de prensa en la que defendió a Díaz Gilligan y sostuvo que “No estamos hablando de fondos públicos”. Pese a ello Díaz Gilligan renunció al día siguiente, en medio de una generalizada condena del hecho en los medios de comunicación y ámbitos políticos, incluso por parte de la Coalición Cívica y la Unión Cívica Radical, socios del PRO en Cambiemos.
La renuncia de Díaz Gilligan puso también sobre el tapete la situación del ministro de Finanzas, Luis Caputo, a quien se le atribuyó ser titular de las acciones de dos empresas offshore en Islas Caimán y dueño de una gerenciadora de fondos de inversión en Miami, que no incluyó en su declaración jurada al asumir como ministro.